# Хронологія російського вторгнення в Україну (лютий 2024)
Ця стаття є частиною хронології повномасштабного російського вторгнення в Україну з 24 лютого 2022 року, яка є частиною хронології російської збройної агресії проти України з 2014 року.
Протягом грудня 2023 року Росія, за даними Міністерства оборони України, втратила в Україні 29970 військових, корабель і шість літаків.
Про події попереднього місяця — див. у статті Хронологія російського вторгнення в Україну (січень 2024).

## 1—10 лютого

### 1 лютого

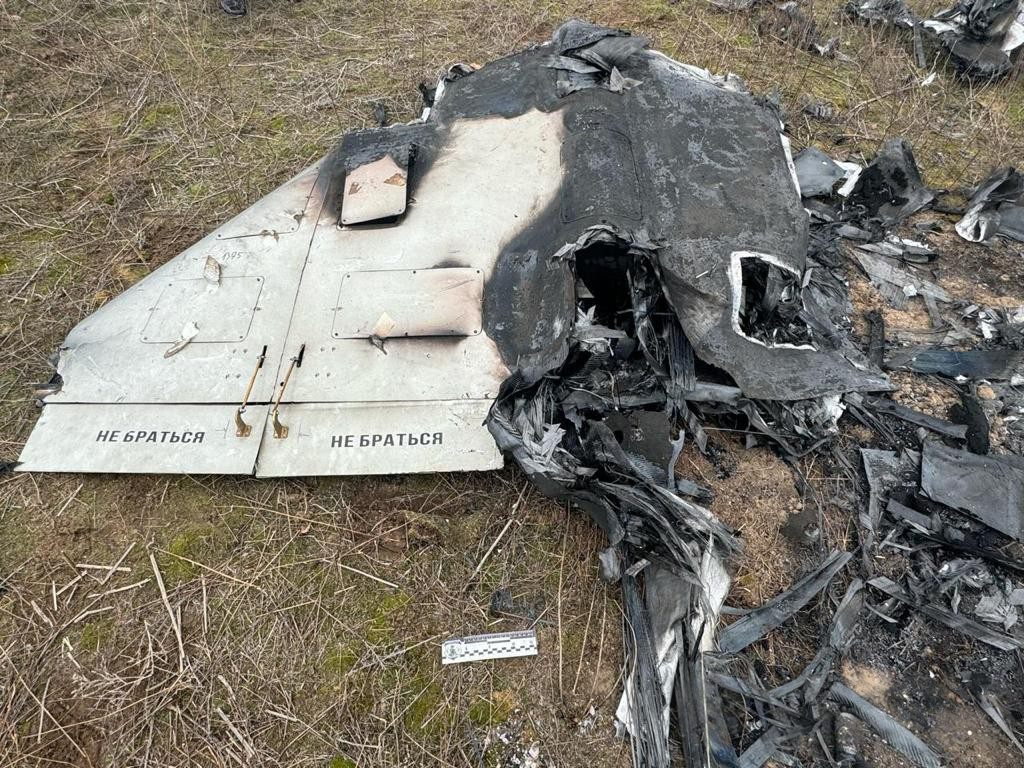
Збитий «Шахед» у Миколаївській області

Протягом доби ЗСУ ліквідували 1000 окупантів. За даними Інституту вивчення війни, Путін оголосив про інтеграцію окупованих територій України протягом шести років, що, на думку експертів, свідчить про те, що він не мав наміру йти на територіальні поступки. Він також відкинув обговорення «так званих мирних формул» на Заході та в Україні і, як він висловився, «непомірні вимоги», які вони передбачають. ЗС РФ заявили про просування в районі Куп'янська, Авдіївки та Донецька на тлі продовження позиційних боїв.
Тривали операції з розширення плацдарму на лівому березі Дніпра, де було відбито 14 атак. Росія атакувала на Куп'янському, Лиманському, Бахмутському, Авдіївському, Мар'їнському, Шахтарському та Запорізькому напрямках, де відбулося 63 бойових зіткнення. На Куп'янському, Лиманському та Бахмутському напрямках українці відбили п'ять атак біля Іванівки, атаку біля Терни та атаку в районі Ключівки. На Авдіївському та Мар'їнському напрямках росіяни продовжували спроби оточити Авдіївку, але українці тримали оборону, відбивши 16 атак під Авдіївкою та по шість під Первомайськом і Невелем. Також вони відбили 11 атак біля Красногорівки, Георгіївки та Новомихайлівки. На Шахтарському та Запорізькому напрямках росіяни здійснили дві невдалі атаки на південь від Золотої Ниви та в районі Роботиного. РФ здійснила два ракетних удари, 85 авіаударів та 79 обстрілів українських позицій та населених пунктів (повідомляється про жертви серед мирного населення та зруйновану інфраструктуру). Українська авіація завдала 13 авіаударів по районах зосередження та один по зенітно-ракетному комплексу, а артилерія — по двох районах зосередження, чотирьох артилерійських підрозділах та станції радіоелектронної боротьби.
Міноборони Росії заявило, що вночі та вранці 11 українських дронів атакували чотири області росії. Всі були уражені засобами ППО.
Главам держав та урядів країн-членів ЄС вдалося укласти угоду про виділення Україні на наступні чотири роки макрофінансової фіндопомоги на загальну суму 50 мільярдів євро. Про це за підсумками спеціального саміту в Брюсселі, повідомив президент Європейської Ради Шарль Мішель. В окупованих Саках та Маріуполі лунали вибухи.

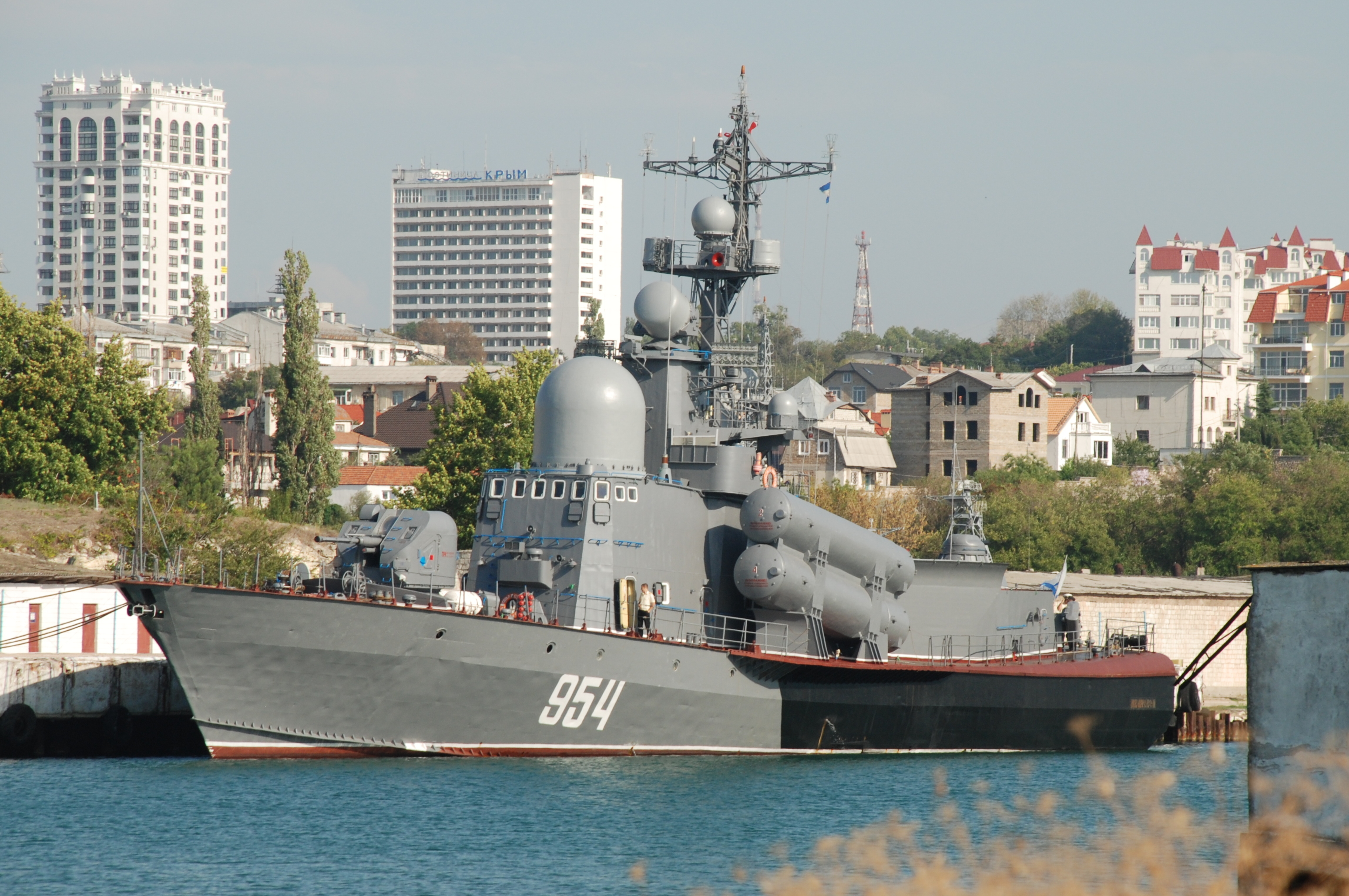
Ракетний катер «Івановєц», знищений внаслідок атаки ГУР

Представники ГУР повідомили, що вночі знищили російський ракетний катер «Івановєц» Чорноморського флоту Росії на рейді озера Донузлав на заході півострова, він коштував $60–70 млн. Корабель отримав крен на корму та затонув. На опублікованих згодом відео було видно шість безпілотних надводних апаратів MAGURA V5, які розтрощили корабель. На борту могли перебувати до 40 окупантів.
Китай застеріг Україну, що відносини між країнами можуть бути порушені через те, що більш як десяток китайських компаній визнали «міжнародними спонсорами війни».
В результаті атаки російського безпілотника на Берислав загинули двоє громадян Франції, які працювали волонтерами-гуманітаріями, і ще троє отримали поранення. «Російське варварство вдарило по цивільних в Україні. Двоє французьких гуманітарників поплатилися життям за свою відданість українцям. Троє поранених. Мої думки з ними та їхніми близькими. Франція стоїть на їхньому боці», — зазначив очільник МЗС Франції Стефан Сежурне. Росіяни запустили чотири безпілотники, один із них влучив у уивільний об'єкт у Харкові. Сили ППО ЗСУ збили два «Шахеди». Також росіяни скинули авіабомби на лікарню у Куп'янському районі Харківської області, постраждали четверо людей.
Головнокомандувач української армії генерал Валерій Залужний опублікував на сайті CNN есе про оновлення та коригування військової стратегії України та пояснив, де, на його думку, українські збройні сили потребують змін. За даними CNN, стаття була написана до того, як Президент Зеленський намагався звільнити Залужного наприкінці січня 2024 року. Залужний заявив, що Росія має значну перевагу в плані здатності мобілізувати людські ресурси, а Україна стикається зі скороченням іноземної допомоги та зменшенням запасів боєприпасів, додавши, що безпілотники є найкращим шансом уникнути позиційної війни та російської переваги. Вони були ключовим фактором у формуванні війни в Україні, а також представляли найкращий шанс для України уникнути «втягування в позиційну війну, де ми не маємо переваги».
МАГАТЕ оголосило, що співробітників Енергоатома більше не буде допущено на окуповані рф території Запорізької АЕС. Тимчасова окупаційна влада станції заявили, що відтепер там працюватимуть лише співробітники, «які прийняли російське громадянство і підписали контракти з російським оператором».

### 2 лютого

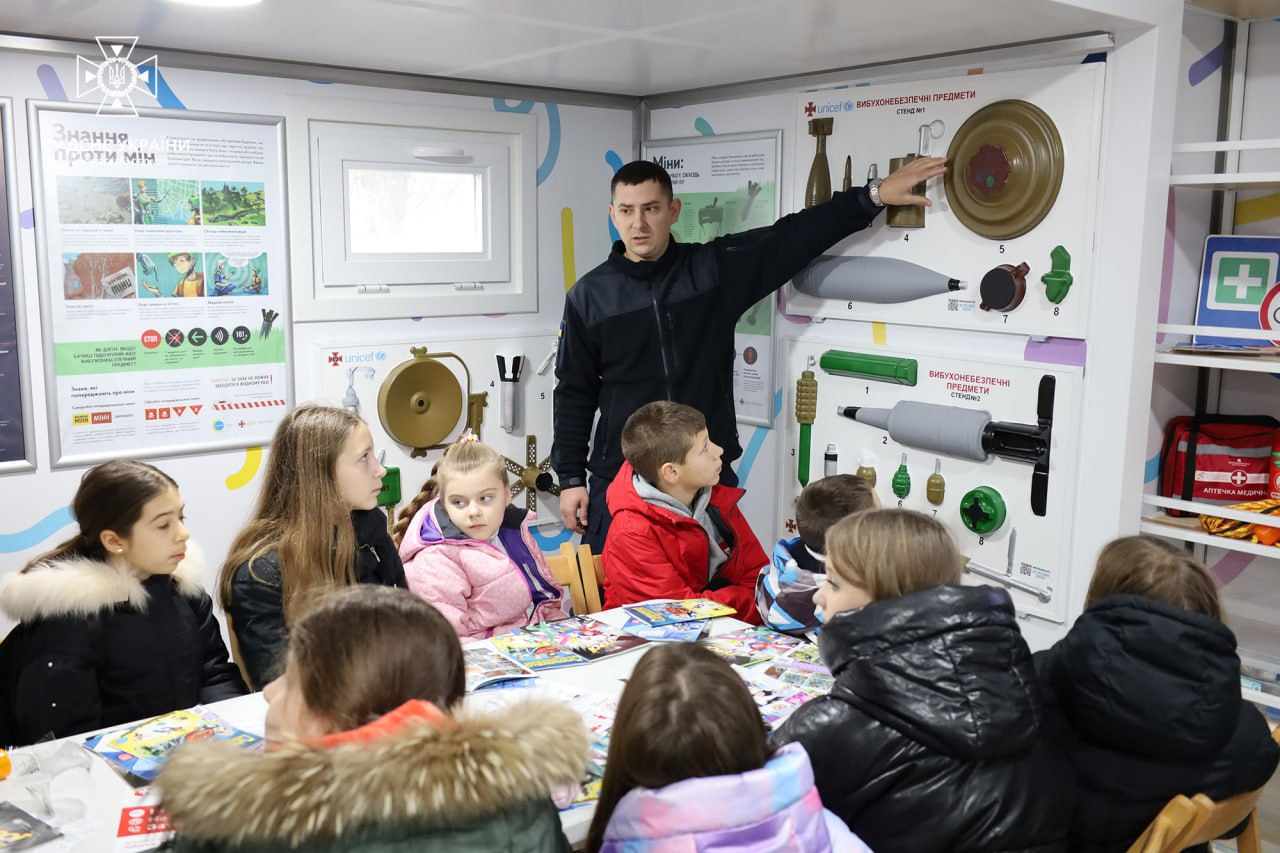
Урок мінної безпеки в Харкові

За даними ISW, нестача боєприпасів може змусити ЗСУ приймати складні рішення щодо пріоритетів на деяких ділянках фронту. Дефіцит артилерійських боєприпасів та затримки із західною допомогою спричиняють невизначеність в оперативних планах України. На думку експертів, російські війська користувалися нестачею боєприпасів та нездатністю України наносити достатні контрбатарейні удари. Підтверджено просування російських військ поблизу Авдіївки та на кордоні Донецької та Запорізької областей. На східному березі Дніпра в окупованих Росією Херсонській та Запорізькій областях дислокувалося понад 70 000 російських військових, частина особового складу знаходиться в глибокому тилу, звідки росія підтягує їх як додатковий ресурс.

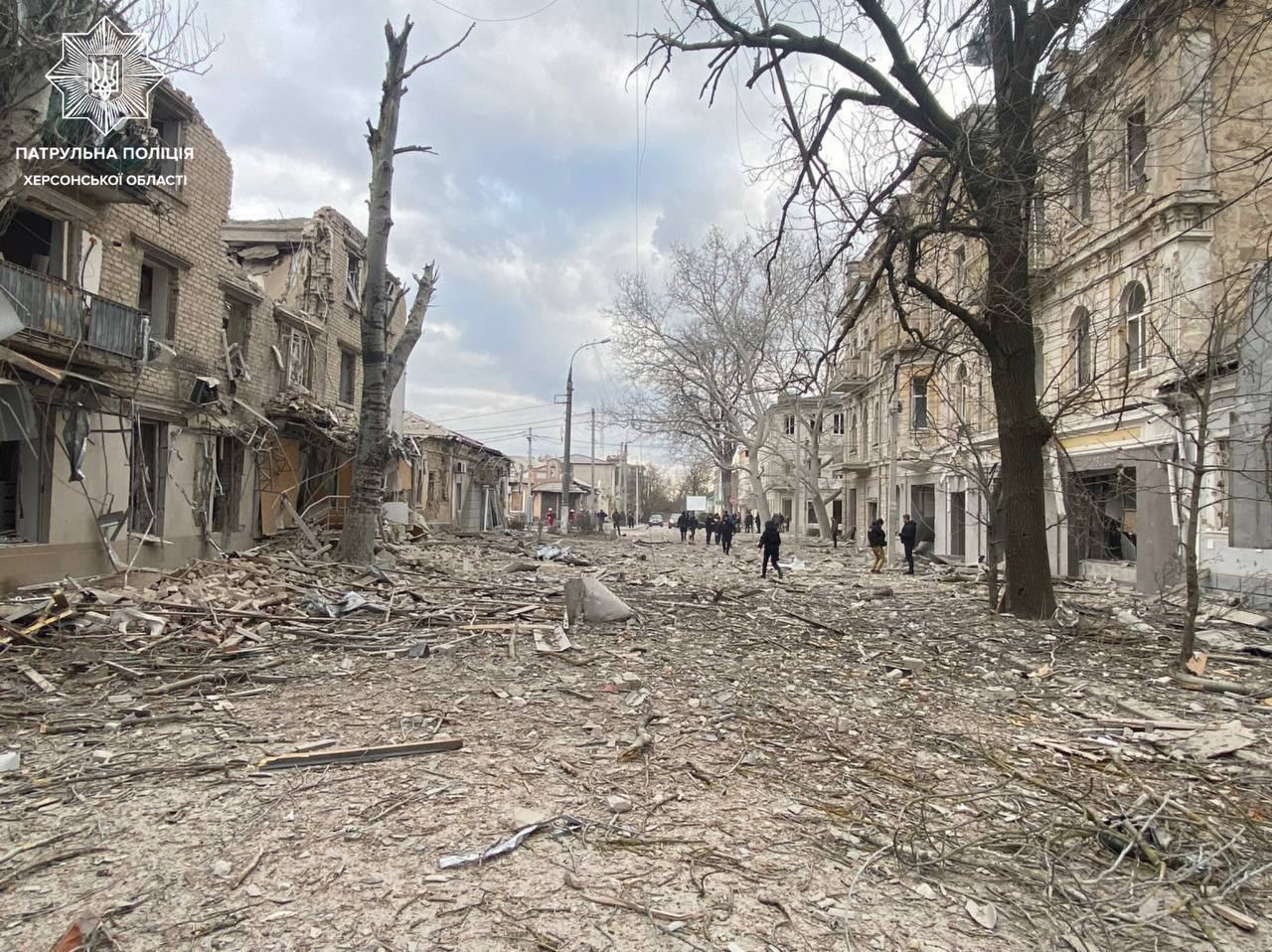
Руйнування в Херсоні після російського обстрілу та авіабомбового удару. 2 лютого 2024 року

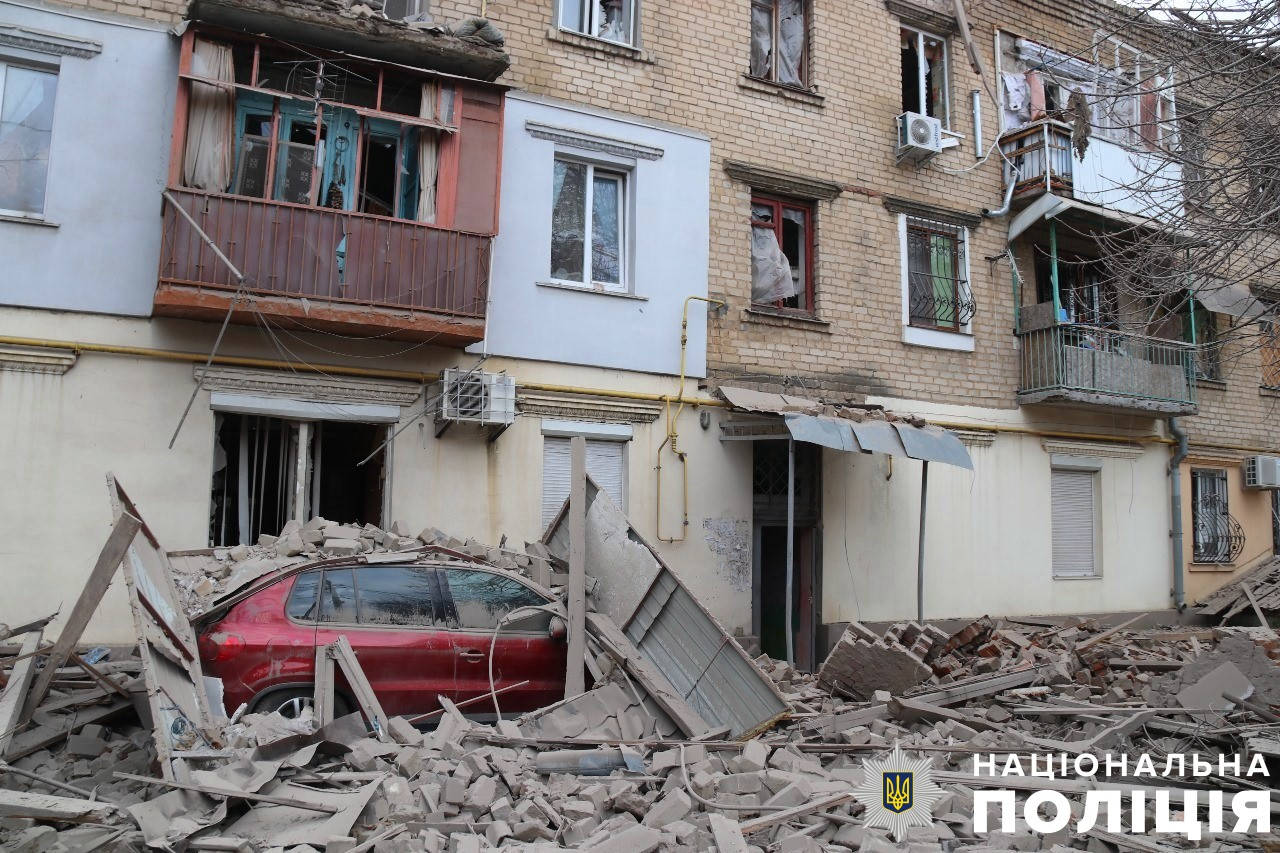
Зруйнований будинок у Херсоні після атаки.

Тривало розширення плацдарму на лівому березі Дніпра, де було відбито сім атак, ЗСУ просунулися на південний захід від Старомайорського. Росіяни атакували на Куп'янському, Лиманському, Бахмутському, Авдіївському, Мар'їнському, Шахтарському та Запорізькому напрямках, де відбулося 77 бойових зіткнень. На Куп'янському, Лиманському та Бахмутському напрямках українці відбили п'ять атак біля Синьківки та Іванівки, п'ять — біля Терни, по два — в районі Богданівки та Клищівки. На Авдіївському та Мар'їнському напрямках росіяни продовжували спроби оточити Авдіївку, але українці тримали оборону, відбивши 29 атак під Авдіївкою та 15 — під Первомайськом і Невелем. Також було відбито сім атак поблизу Георгіївки та Новомихайлівки. На Шахтарському та Запорізькому напрямках росіяни здійснили чотири невдалі атаки на південь від Золотої Ниви, а також у районі Роботиного та на захід від Вербового. Протягом дня РФ здійснила два ракетних удари, 86 авіаударів та 86 обстрілів українських позицій та населених пунктів (повідомляється про жертви серед цивільного населення та зруйновану інфраструктуру). Українська авіація завдала 10 авіаударів по місцях зосередження бойовиків, а артилерія — по складах боєприпасів та артилерійській частині. Дрони ворога поцілили в інфраструктурний об'єкт на Кіровоградщині.

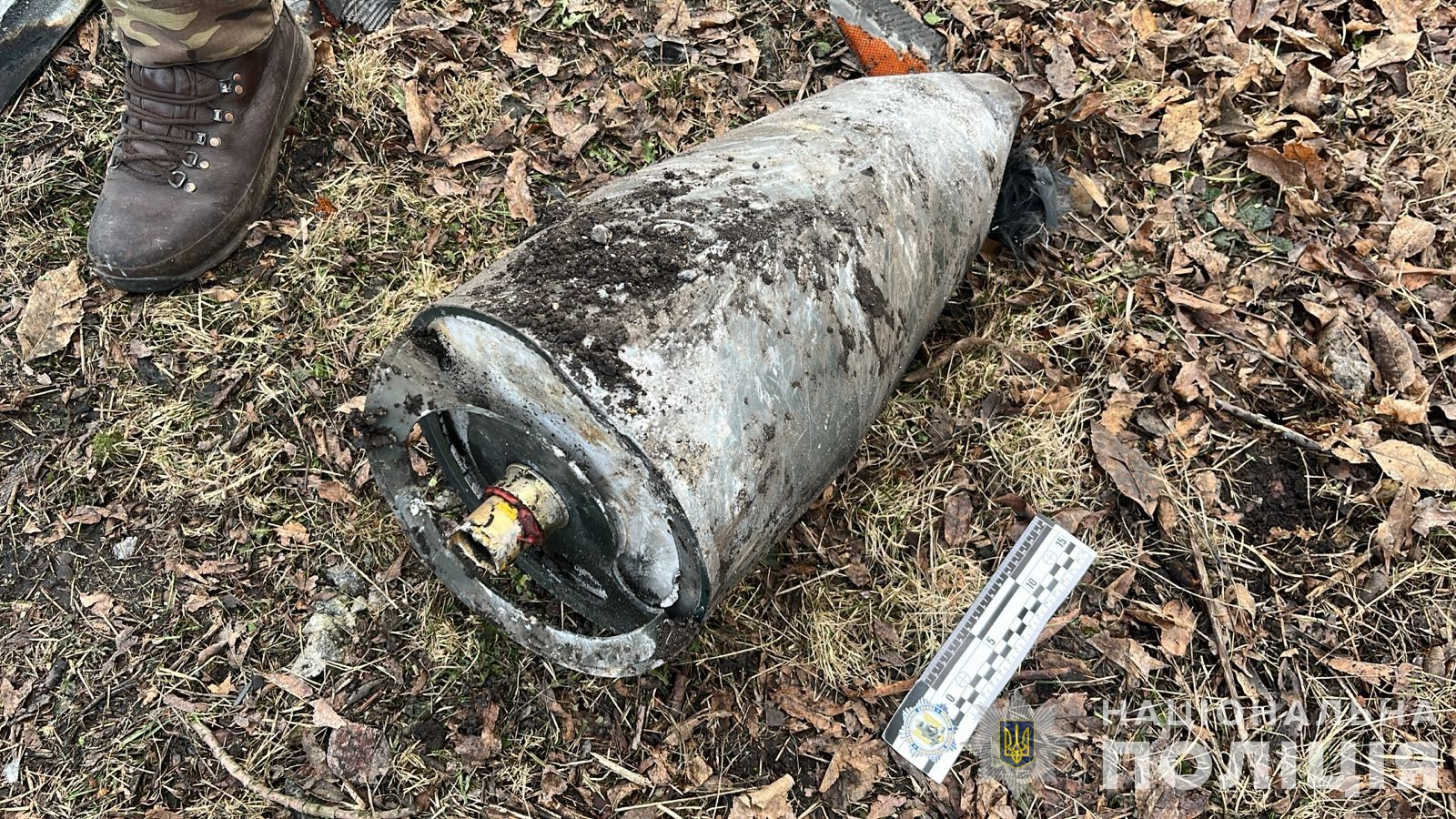
Бойова частина збитого БПЛА «Шахед-136» у Харківській області

Вночі Україна була обстріляна 11 з 24 БПЛА типу «Shahed-136/131», крім того щонайменше 7 ударних безпілотників не досягли своїх цілей і локаційно втрачені. Зафіксовані значні руйнування в Харкові. Два бпла влучили в енергетичну підстанцію, удари було спрямовано по об'єктах критичної інфраструктури у Кривому Розі. Це стало наймасовішою атакою на енергетику протягом року. Під час обстрілу російських дронів-камікадзе були атаковані дві підстанції Укренерго, на одній з них було пошкоджено обладнання.
Херсонську міську територіальну громаду було обстріляно 25 разів за добу, росіяни використали 123 снаряди. Ураження зафіксовано в Херсоні, Антонівці, Садовому та Придніпровському. Жінка 73 років, що на момент удару перебувала на подвір'ї в Херсоні, зазнала поранень.
Міністерство культури України повідомило, що історична пам'ятка козацької доби Кам'янська Січ у Херсонській області була пошкоджена в результаті російської атаки, було зафіксовано три влучання в саму пам'ятку, козацький цвинтар XVIII ст. та місце біля могили кошового отамана Коша Костя Гордієнка.
Президент України Зеленський зустрівся з головою ОБСЄ міністром закордонних та європейських справ і торгівлі Мальти Ієном Боргом. Зеленський наголосив на пріоритетності звільнення українських військовополонених і повернення депортованих до РФ українських дітей. Голова ОБСЄ висловив солідарність з Україною та запевнив, що питання безпеки нашої країни є пріоритетом головування Мальти в ОБСЄ. Також Зеленський мав зустріч із міністром МЗС Канади Мелані Жолі, він подякував за лідерську роль Канади в роботі Міжнародної коаліції за повернення примусово переміщених українських дітей, засідання якої відбудеться сьогодні в Києві за співголовування Жолі та керівника ОП Андрія Єрмака.

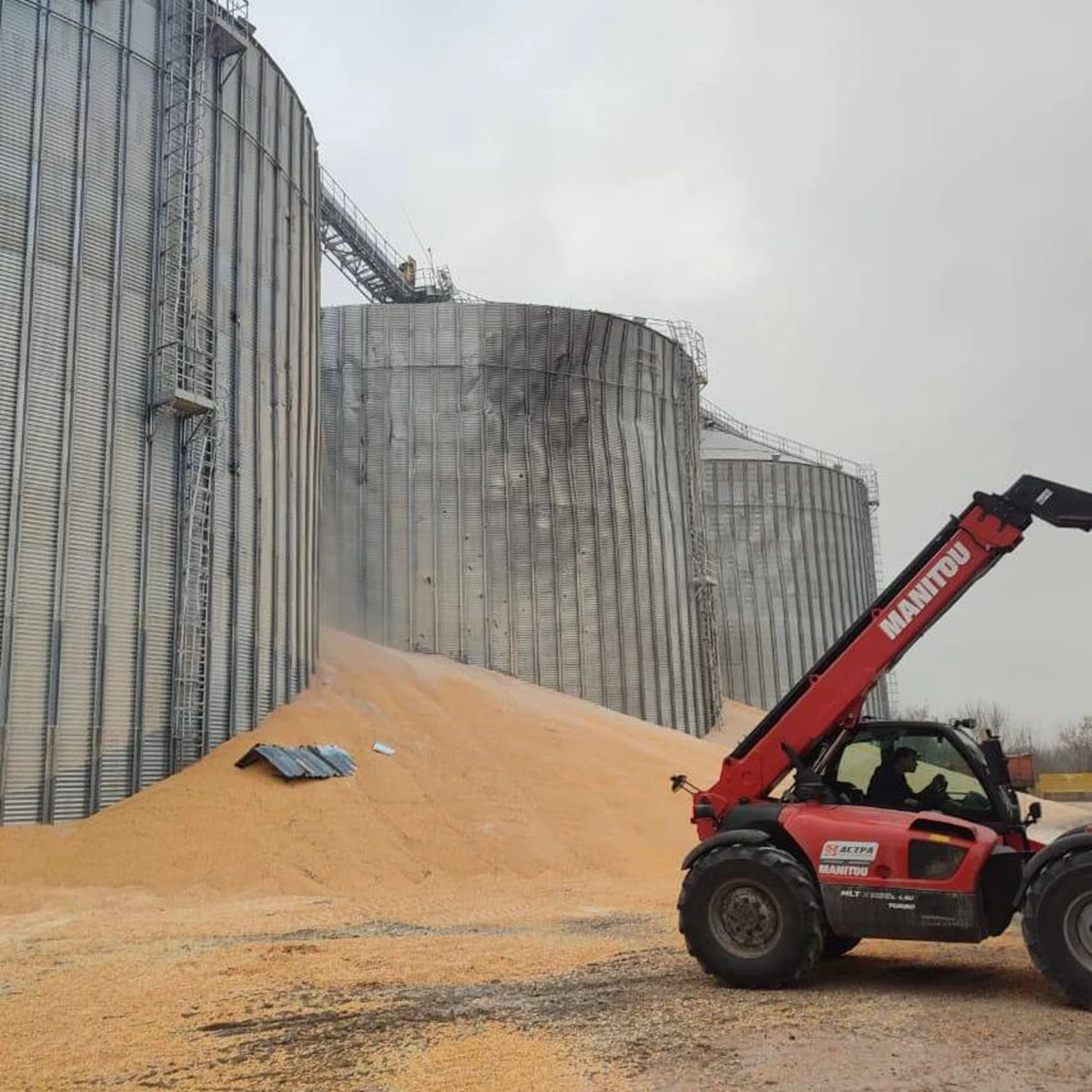
Зерносховище на Полтавщині після російської атаки. 2 лютого 2024 року

Уночі росіяни завдали ракетного удару по Миргородському районі в Полтаві. Було пошкоджене заповнене зерносховище.
Також вночі КАБами було атаковано село Качкарівка на Бериславщині. Внаслідок обстрілу значних пошкоджень зазнали близько трьох десятків житлових будинків та об'єкт критичної інфраструктури. Ще один «приліт» прийшовся по школі. Обійшлося без постраждалих серед місцевих жителів.

### 3 лютого
Протягом доби було ліквідовано 880 окупантів, кількість втрат російської армії з початку вторгнення склала 387 940. Російські війська зосередили 40 000 військових, сотні гаубиць і понад 600 бойових машин на схід від підконтрольного Україні Куп'янська. Український Центр оборонних стратегій пояснив, що Росія хоче захопити «всю Донецьку і Луганську області та частину Харківської області до річки Оскіл», яка протікає через Куп'янськ з півночі, до березня 2024 року (до президентських виборів в Росії). Міністерство оборони України сформувало додаткові механізовані бригади і направило їх до Куп'янська на посилення. Обстановка залишалася напруженою, супротивник вів інтенсивні штурмові дії та безперервно підвозив нові матеріальні засоби. За даними ISW, ЗСУ здійснили підтверджені просування в районі Бахмута на тлі продовження боїв.
Росіяни атакували на Куп'янському, Лиманському, Бахмутському, Авдіївському, Мар'їнському, Шахтарському та Запорізькому напрямках, де відбулося 66 бойових зіткнень. На Куп'янському, Лиманському та Бахмутському напрямках українці відбили п'ять атак поблизу Синьківки та Іванівки, вісім — у районі Серебряного лісу, Білогорівки, Терни та Ямполівки, три — у районі Богданівки та Клищівки. На Авдіївському та Маріїнському напрямках росіяни продовжували спроби оточити Авдіївку, але українці тримали оборону, відбивши 27 атак біля Новоклинового та Авдіївки, та три біля Первомайського та Невельського. Також було відбито сім атак біля Красногорівки, Георгіївки та Новомихайлівки. На Шахтарському та Запорізькому напрямках росіяни здійснили чотири невдалі атаки на південь від Золотої Ниви та в районі Роботиного. Протягом доби Росія здійснила два ракетних удари, 65 авіаударів та 53 обстріли українських позицій та населених пунктів з жертвами серед населення та зруйнованою інфраструктурою. Українські військово-повітряні сили завдали 12 авіаударів по районах зосередження та артилерійських ударів по району зосередження та артилерійському підрозділу.

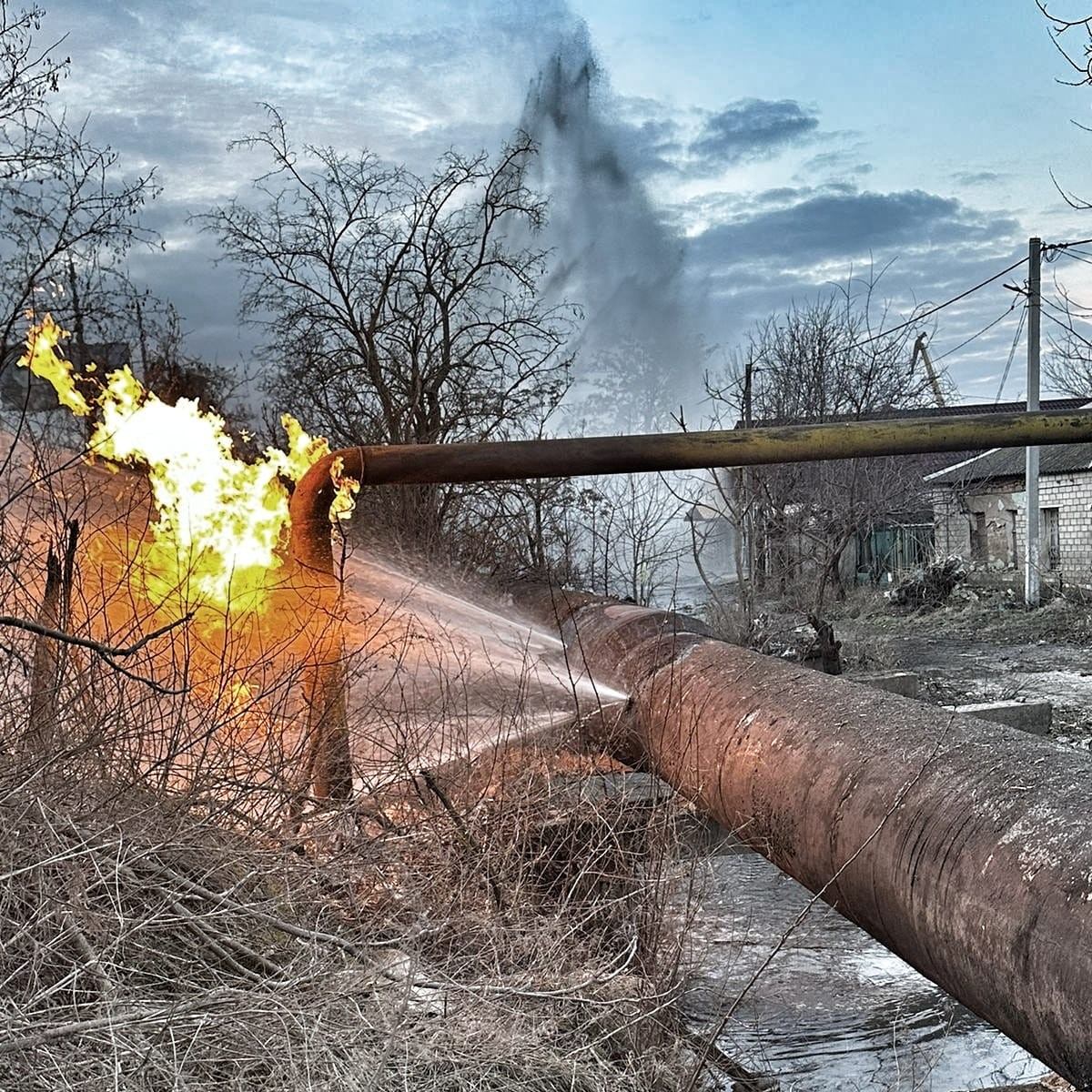
Газо- та водопровід у Херсоні, пошкоджені обстрілом 3 лютого

Росіяни вночі атакували 14-ма ударними БпЛА типу «Shahed-136/131» з напрямків: Приморсько-Ахтарськ, мис Чауда та двома керованими авіаційними ракетами Х-59 з Бєлгородської області. Як і минулої ночі, значну частину «шахедів» ворог спрямував по об'єктах енергетичної інфраструктури на Дніпропетровщині. Мобільними вогневими групами Повітряних Сил та Сил оборони України знищено 9 ворожих БпЛА у межах Дніпропетровської, Одеської, Миколаївської та Житомирської областей.
Росія звинуватила Україну в атаці на хлібозавод у тимчасово окупованому Лисичанську на Луганщині з використанням «HIMARS», окупанти заявили про загибель 28 осіб. Під час атаки було ліквідовано так званого «міністра надзвичайних ситуацій ЛНР» Олексія Потелещенко та двох «депутатів»-колаборанти.
Вночі український БпЛА атакував НПЗ в місті Волгоград, після чого підприємство охопила потужна пожежа. Губернатор Волгоградської області Андрій Бочаров заявив, що російська ППО нібито збила БПЛА, після чого, внаслідок падіння уламків, виникла пожежа на нафтопереробному заводі "Лукойл".
Україна отримала пакет військової допомоги від Естонії з протитанковими комплекси Javelin, кулеметами й боєприпасами до стрілецької зброї, наземною і водною технікою та водолазним спорядженням.
Ввечері російські дрг пробували здійснити прорив біля Глухівської громади на Сумщині, де були ліквідовані. Російські війська здійснили шість обстрілів з різного озброєння прикордонних районів Чернігівської та Сумської областей, де зафіксовано 32 вибухи.

### 4 лютого
Речник 26-ї артилерійської бригади повідомив, що українські сили досягли успіху в районі села Ключівка на Бахмутському напрямку, але ситуація розвивається динамічно: «Що стосується Ключівки, то, безумовно, ми спостерігаємо інтенсивні дії українських сил. Ми дійсно просунулися вперед і звільнили частину нашої території, витіснили росіян з деяких позицій, зайнявши їх. Однак ситуація дуже динамічна. Це американські гірки — сьогодні ми зайняли якісь позиції, завтра це зроблять вони». За даними ISW, російські війська мали близько 60 000 чоловік у резервних частинах, але лише 20 000 були оснащені зброєю і технікою. Більша частина військ була зосереджена в оперативній зоні групи військ «Південь» (напрямок Бахмута та Авдіївки). Тим часом російські війська просунулися в районі Бахмута, Авдіївки та Мар'їнки.
За повідомленням українського Генштабу, тривають операції з розширення плацдарму на лівому березі Дніпра, де було відбито три атаки. НЗФ атакували в напрямках Лиман, Бахмут, Авдіївка, Мар'їнка та Запоріжжя, де відбулося 78 бойових зіткнень. На Лиманському та Бахмутському напрямках українці відбили три атаки в районі Терни, по три — в районі Богданівки та Ключівки. На Авдіївському та Мар'їнському напрямках росіяни продовжували спроби оточити Авдіївку, але українці тримали оборону, відбивши 31 атаку в районі Новобахмутівки, Степового та Авдіївки, та 13 — в районі Тоненького, Північного, Первомайського та Невеля. Також було відбито 14 обстрілів поблизу Георгіївки та Новомахмутівки. На Запорізькому напрямку росіяни здійснили чотири невдалі обстріли на північ від Прутного та Роботиного. Протягом дня Росія здійснила один ракетний наліт, 43 авіаудари та 51 обстріл українських позицій та населених пунктів (повідомляється про жертви серед цивільного населення та зруйновану інфраструктуру). Повітряні сили України завдали п'ять авіаударів по районах зосередження бойовиків.
Експерт Центру стратегічних і міжнародних досліджень США (CSIS) Марк Канчіан заявив, що нестача боєприпасів змушує українських артилеристів змінювати тактику ведення вогню лише по визначених і підтверджених цілях. Проблема полягає в обмеженні їхньої здатності до маневру, що, в свою чергу, перешкоджає звільненню окупованих територій. Він додав, що Україна випускає близько 2 000 снарядів на день, тоді як Росія — 10 000. Крім того, Росія збільшила виробництво боєприпасів, а союзники України зволікають з наданням необхідної підтримки.
Голова Донецької ОВА Вадим Філашкін повідомив, що внаслідок обстрілу російською артилерією міста Торецьк Донецької області одна людина загинула і двоє отримали поранення.

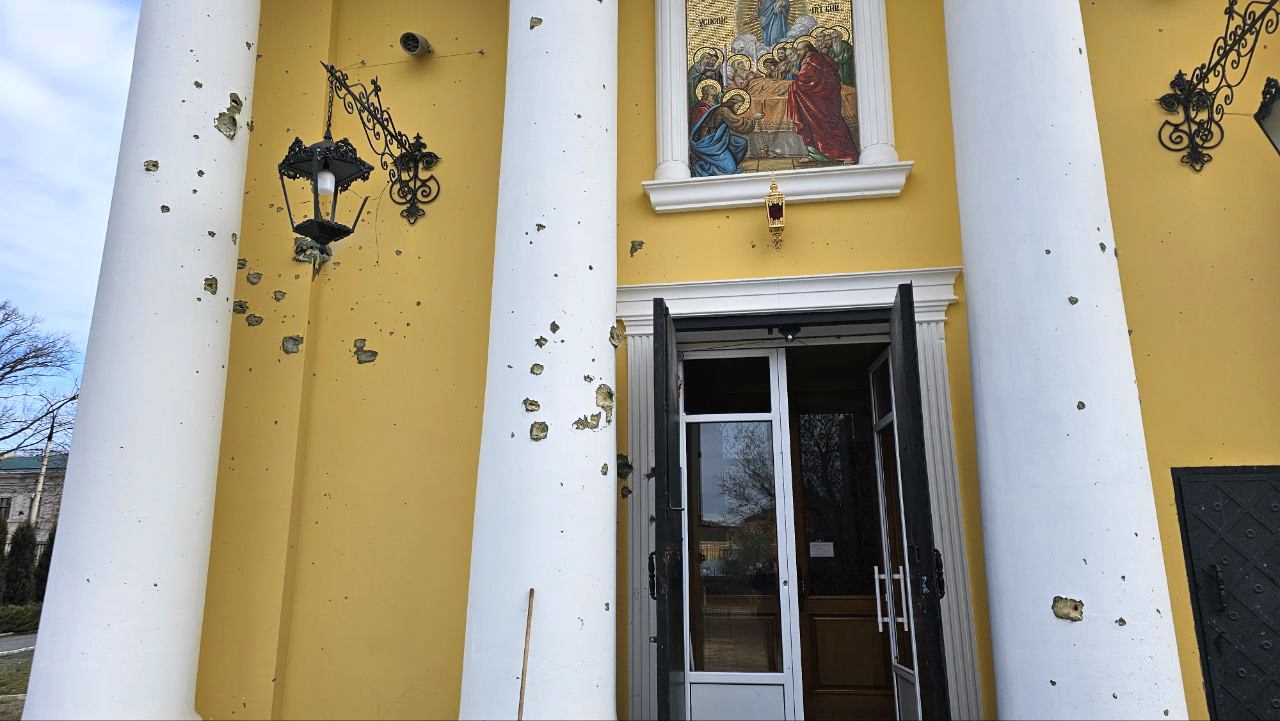
Успенський собор у Херсоні, пошкоджений обстрілом 4 лютого

Від обстрілів Херсона постраждали житлові квартали, музей та Успенський собор УПЦ МП.
Росія частково забороняє імпорт бананів і повністю гвоздик з Еквадору — росіяни раптом знайшли в них «шкідників» через півтора тижні після того, як Еквадор погодився передати США свою радянську зброю для України. Досі РФ була найбільшим імпортером бананів з країни.
Володимир Зеленський під час робочої поїздки до Запорізької області відвідав позиції українських військових у районі села Роботине. Голова держави побував у розташуванні 65-ї окремої механізованої бригади ЗСУ. Володимир Зеленський заслухав інформацію про оперативну обстановку від командувача оперативного угруповання військ «Запоріжжя» Володимира Горбатюка.

### 5 лютого
Росія атакувала на Куп'янському, Лиманському, Бахмутському, Авдіївському, Мар'їнському та Запорізькому напрямках, де відбулося 126 бойових зіткнень. На Куп'янському, Лиманському та Бахмутському напрямках українці відбили вісім обстрілів біля Синьківки, 20 — біля Білогорівки, Ямпольки, Тернового, Торського та Григорівки, 10 — у районі Богданівки, Іванівки та Клищівки. ЗСУ просунулися на Бахмутськолму напрямку. Ворог зазнав сильних втрат на лівому березі Дніпра, але просунувся під Авдіївкою. На Авдіївському та Мар'їнському напрямках росіяни продовжували спроби оточити Авдіївку, але українці тримали оборону, відбивши 29 атак поблизу Новобахмутівки та Авдіївки і 16 — біля Тоненького, Первомайського та Невеля. 26 обстрілів було відбито поблизу Георгіївки та Новомахмутівки. На Запорізькому напрямку росіяни здійснили дві невдалі атаки в районі Роботиного. За добу РФ здійснила 7 ракетних ударів, 35 авіаударів та 90 обстрілів українських позицій та населених пунктів (є жертви серед мирного населення та зруйнована інфраструктура). Українська авіація завдала 36 авіаударів по російських силах, а артилерія завдала ударів по району зосередження, двом блокпостам і трьом складам боєприпасів.

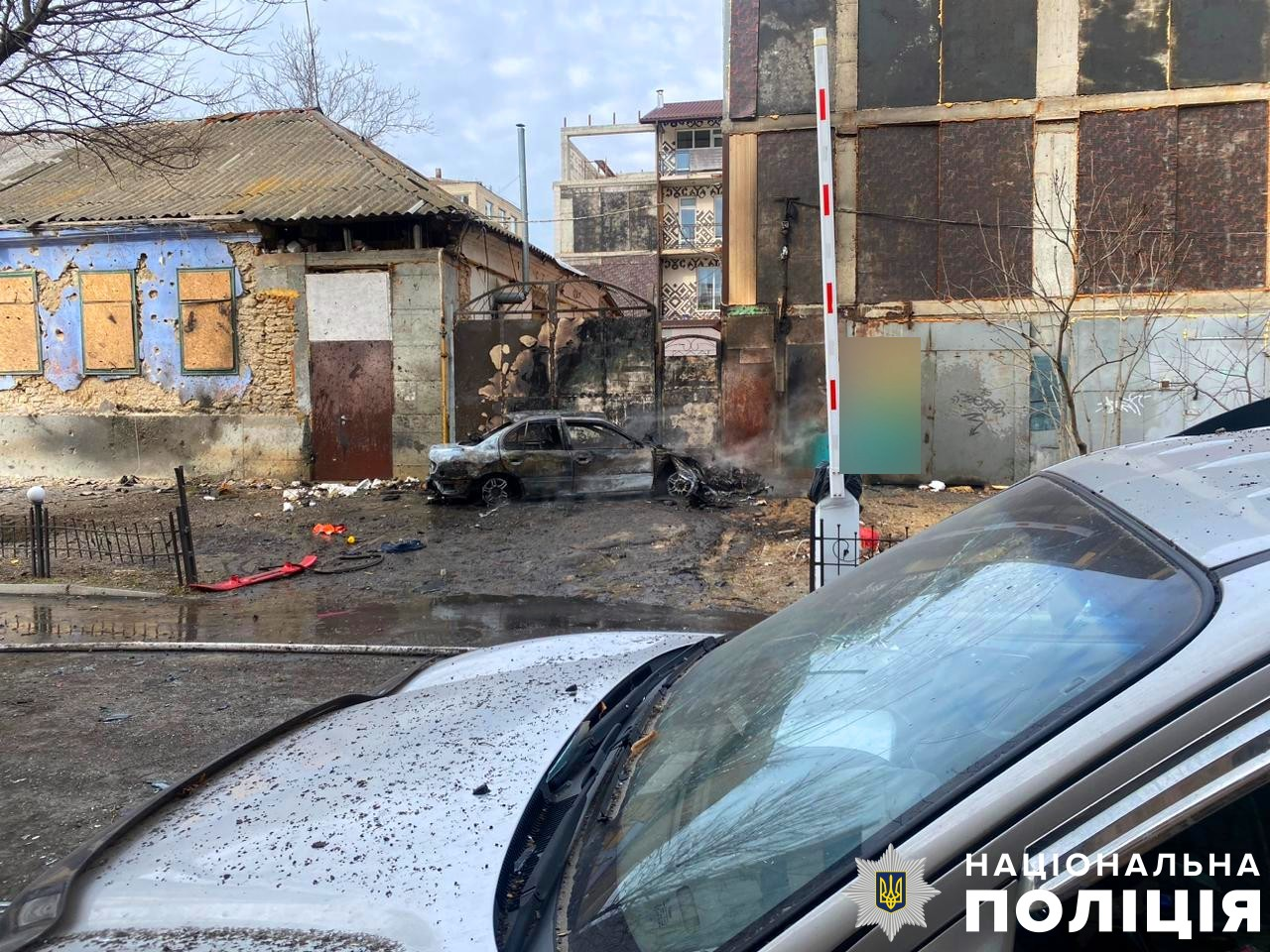
Руйнування в Херсоні

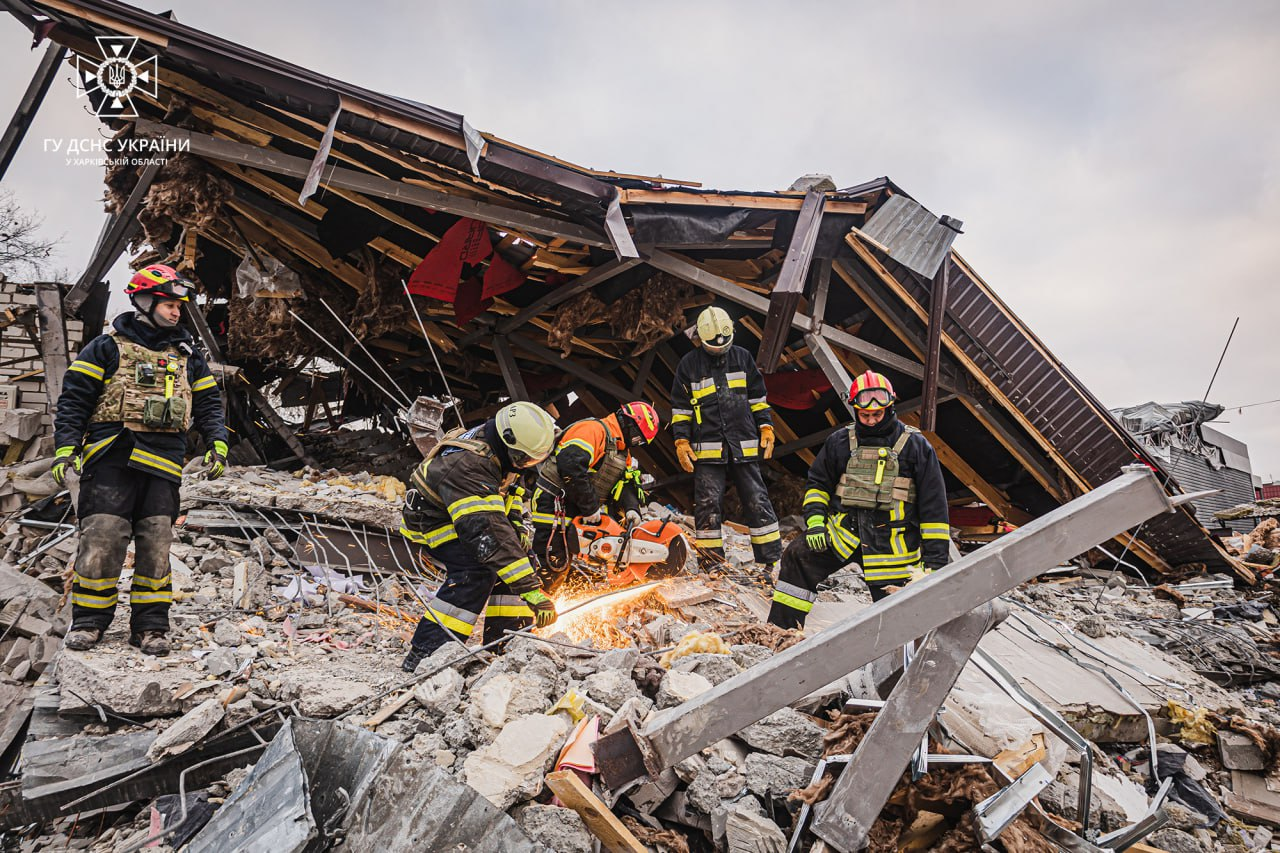
Зруйнований готель у Золочеві

Росіяни обстріляли центр Херсона з лівобережжя Дніпра, загинуло четверо людей.
Нідерланди передадуть Україні більше винищувачів, ніж планували. 24 літаки F-16 готували до відправки. Командувач Об'єднаних сил ЗСУ Сергій Наєв заявив, що у подальших пакетах військової допомоги Україна чекатиме на літаки F-16 та ракети з дальністю ураження у 300—500 км.
У результаті російського обстрілу селища Ворожба в Сумській області загинула людина, двоє отримали поранення. Зафіксовано вісім вибухів, пошкоджені п'ять житлових будинків, господарчі споруди, електричні мережі. Російська армія здійснила 1 500 атак протягом тижня, що майже на 25 % більше, ніж у попередні тижні; понад 570 населених пунктів було атаковано минулого тижня, більшість з яких — у Запорізькій області, в результаті чого загалом загинуло 12 цивільних осіб і ще 60 отримали поранення.
Ввечері російські війська вдарили двома ракетами С-300 по готелю в селищі Золочів на Харківщині: там зруйновано триповерховий готель та загинув двомісячний хлопчик, двоє людей постраждало.

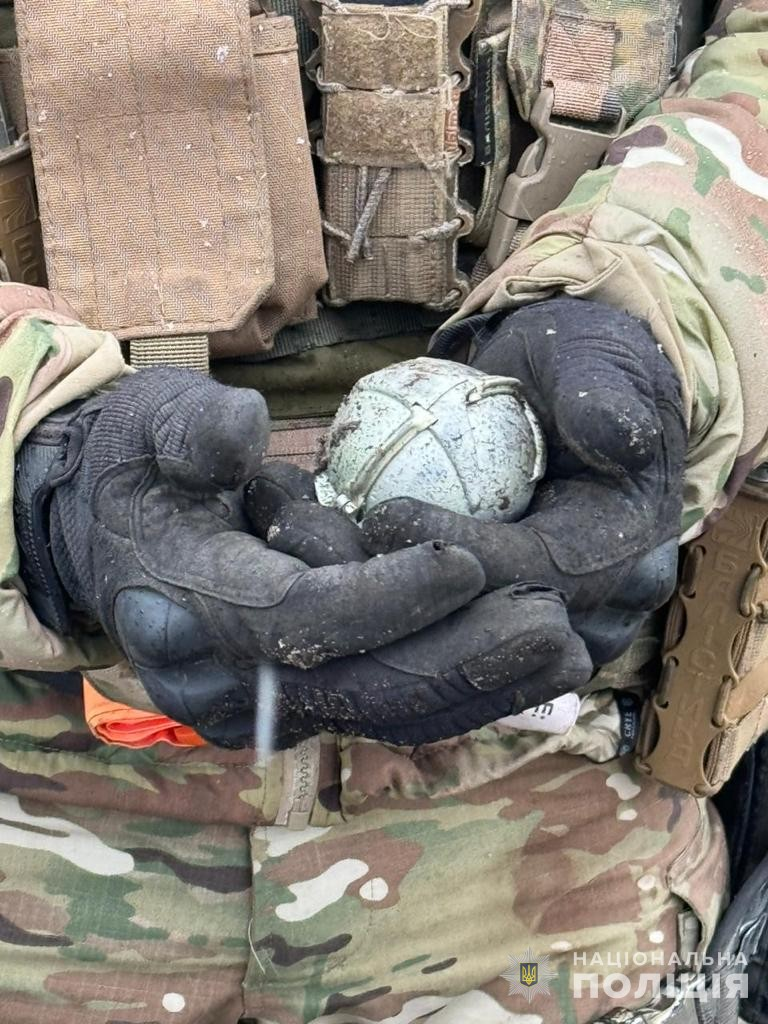
Касетний боєприпас ШОАБ-0,5, знайдений у Харківській області

### 6 лютого
Ситуація навколо оточеної росіянами Авдіївки стала дуже складною, а на деяких ділянках — критичною. За даними ISW, європейські та азійські союзники США значно активізували свої зусилля на підтримку України. Російські війська просунулися поблизу Бахмута, Авдіївки та на південний захід від Донецька. МЗС РФ продовжило зусилля з «інтеграції» окупованої України з Росією і домагалося міжнародного визнання незаконної окупації України.
РФ атакувала в напрямках Лиман, Бахмут, Авдіївка, Мар'їнка, Шахтарськ та Запоріжжя, де відбулося 92 бойових зіткнення. На Лиманському та Бахмутському напрямках українці відбили 21 атаку в районі Білогорівки, Терни та Григорівки, 12 — в районі Богданівки та Клищівки. На Авдіївському та Мар'їнському напрямках росіяни продовжували спроби оточити Авдіївку, але українці тримали оборону, відбивши 21 атаку в районі Новобахмутівки та Авдіївки і вісім — в районі Первомайського та Невеля. Також вони відбили 20 обстрілів поблизу Георгіївки, Побєди та Новомичмутівки. На Шахтарському та Запорізькому напрямках росіяни здійснили п'ять невдалих атак на південь від Золотої Ниви, в районі Роботиного та на захід від Вербового. Протягом 24 годин російська армія здійснила чотири ракетних удари, 27 авіаударів і 88 обстрілів українських позицій і населених пунктів з жертвами та зруйнованою інфраструктурою. Українська авіація завдала 13 авіаударів по районах зосередження і два по зенітно-ракетних комплексах, а артилерія завдала ударів по двох блокпостах, двох районах зосередження, двох складах боєприпасів і трьох артилерійських підрозділах.
Внаслідок ранкового російського обстрілу села Токарівка Херсонської області загинув 49-річний чоловік, ще двоє місцевих жителів отримали поранення.
Верховна рада України продовжила воєнний стан та загальну мобілізацію на 90 днів — до 13 травня 2024 року.
Президент України підписав указ про створення нового роду військ — Сил безпілотних систем. Російські загарбники збільшували кількість камер спостереження на тимчасово окупованих територіях в місцях військових об'єктів, місць окупаційних установ та залізниці.
Двохмісячна дитина загинула і двоє людей отримали поранення в результаті нічного російського ракетного обстрілу ракетами С-300, який влучив у цивільні будівлі та готель у Золочеві Харківської області. Готель було зруйновано.
Сили спеціальних операцій провели операцію на окупованій Росією нафтовій платформі біля берегів Криму в Чорному морі, яка використовувалася для розміщення безпілотників «Mohajer-6», в результаті чого було перехоплено радіолокаційну систему «Нева-Б» і знищено об'єкт.
Губернатор В'ячеслав Гладков заявив, що над Бєлгородською областю було перехоплено 7 українських безпілотників. Про жертви не повідомлялося, але начебто уламки пошкодили чотири приватні будинки.

### 7 лютого

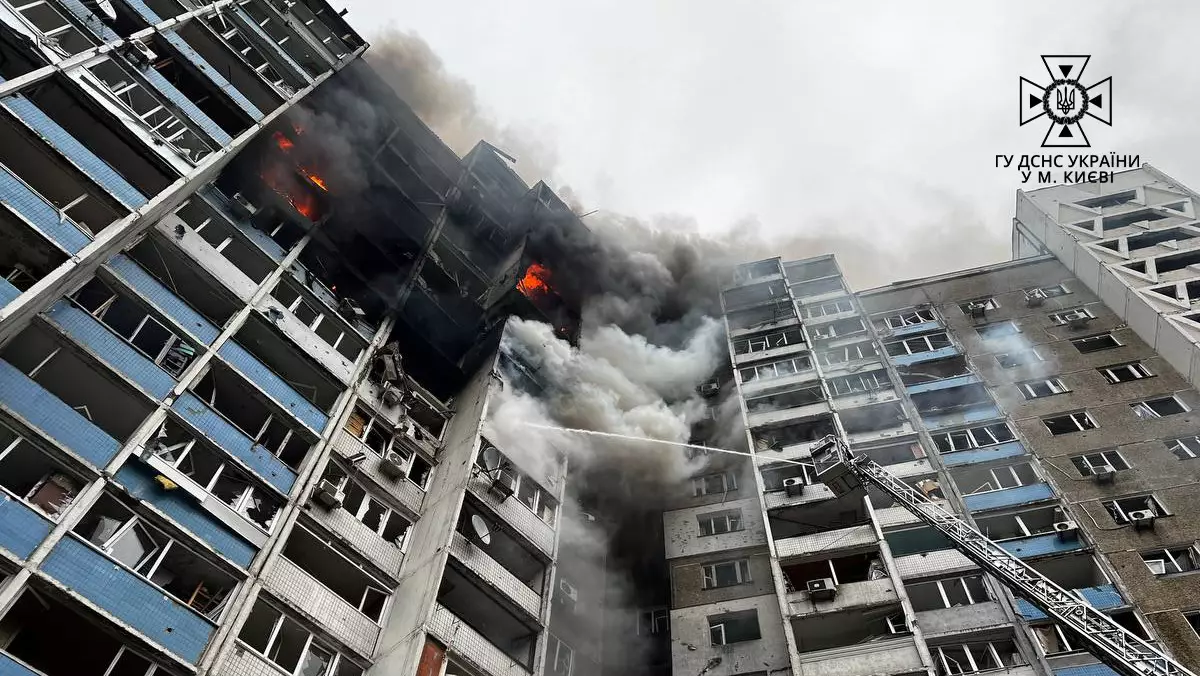
Пошкоджений житловий будинок у Києві, 7 лютого 2024

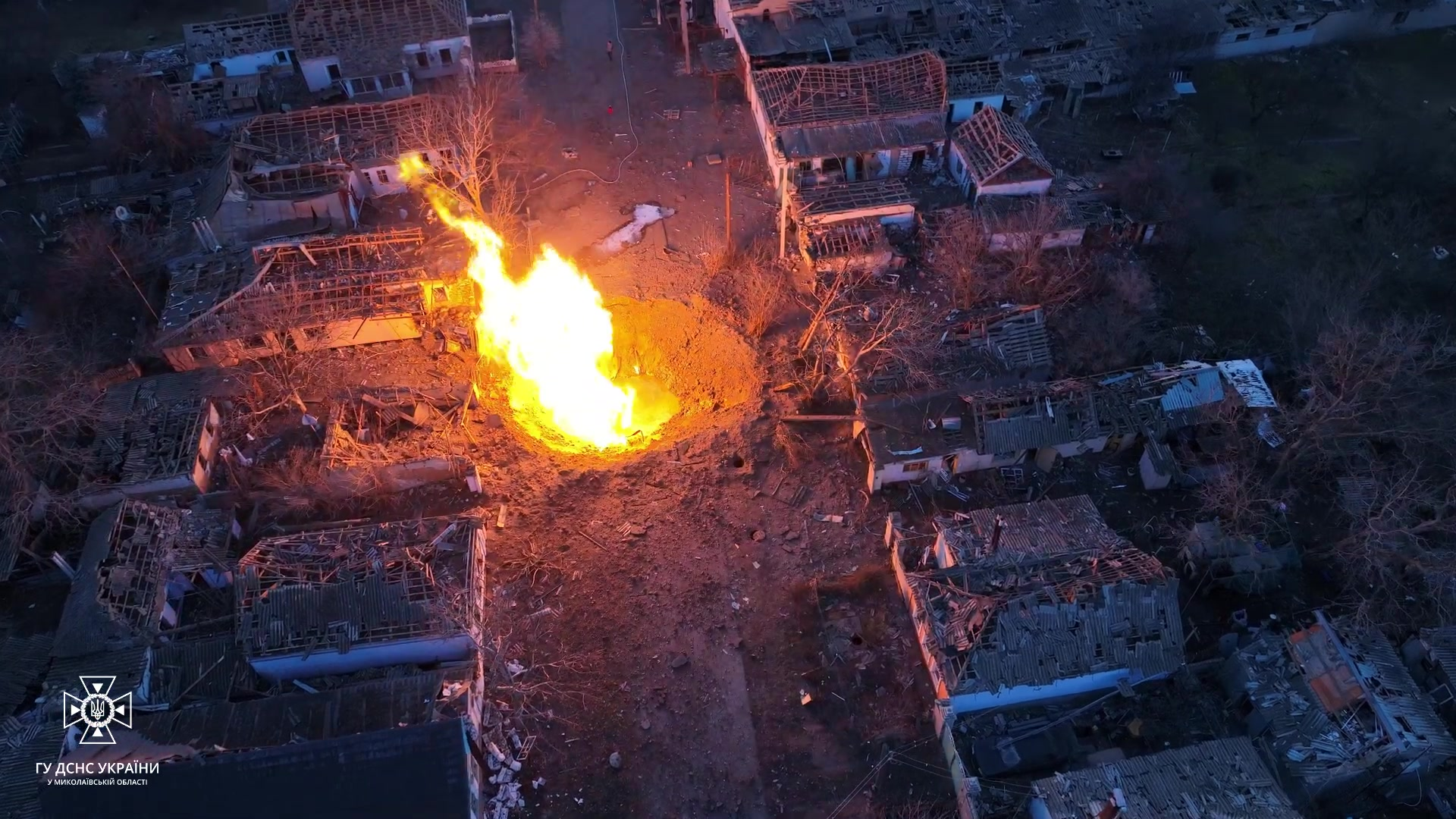
Воронка на вулиці Миколаєва

Вночі росіяни скинули 3 керовані авіабомби на Юнаківську громаду на Сумщині, одна місцева жителька постраждала. Ранок розпочався з масованої атаки багатьох областей України. Росія запустила 64 ракети та дрони-камікадзе. Сили протиповітряної оборони збили 44 цілі:
- 20 іранських дронів Shahed-136/131, запущених з мису Чауда в окупованому Криму;
- 29 крилатих ракет Х-101/Х-555/Х-55 з десяти літаків стратегічної авіації Ту-95МС, здійснюючи пуски з Енгельса, Каспійського моря;
- п'ять зенітних керованих ракет С-300 з Бєлгородської області;
- чотири крилаті ракети Х-22 з бомбардувальників Ту-22М3, запущених з Севастополя, Курська;
- три крилаті ракети морського базування Калібр з носіїв у Чорному морі у районі Новоросійська;
- три балістичні ракети Іскандер-М, пуски здійснювали з мису Тарханкут у Криму, Воронезької області РФ.

Росія обстріляла низку українських міст, було застосовано крилаті та балістичні ракети. Силами протиповітряної оборони України збито 29 ракет, а також 15 ударних БпЛА, ППО збили 44 цілі, ракетна атака обійшлася РФ у $423,4 млн. У Києві через ракетну атаку пошкоджена магістраль постачання тепла.
Головний для російських імпортерів китайський банк Chouzhou Commercial Bank зупинив усі розрахунки з Росією. Навіть відмова від використання SWIFT не вберегла його від ризику санкцій.
За інформацією ГУР, Москва залучає найманців з Сирії для участі у війні проти України. Вони проходять підготовку на військовій базі біля Алеппо та на військовому аеродромі «Кувейрес». Перша група, що налічує 1000 осіб, навчається веденню боїв у міських умовах.
В Бєлгороді також було зафіксовано кілька влучань. Ракета влучила в котельню заводу ЗБК-1 і цех металовиробів. Також повідомляється про прильоти і на інших вулицях міста. Зокрема один з боєприпасів вибухнув на території «вітамінного заводу». Уламками посікло адміністративну будівлю і автомобілі на вулиці.
Компанія Rheinmetall представила новий план допомоги Україні, який передбачає поставку боєприпасів для танків Leopard 1 і 2, БМП Marder і зенітних установок Gepard, а також 40-мм снарядів і «десятків тисяч» 155-мм снарядів. Він також підписав контракт на поставку 25 танків Leopard 1A5, п'яти рятувальних машин і п'яти танків Leopard 1 для підготовки водіїв.
Міністр цифрової трансформації України Михайло Федоров заявив, що в Україні розпочнуть серійне виробництво «аналогового» російського безпілотника Ланцет із радіусом дії 40 км. Він також додав, що Україна виробляє достатню кількість безпілотників з радіусом дії до 20 км, але бійцям на передовій потрібні безпілотники з більшою дальністю.

### 8 лютого

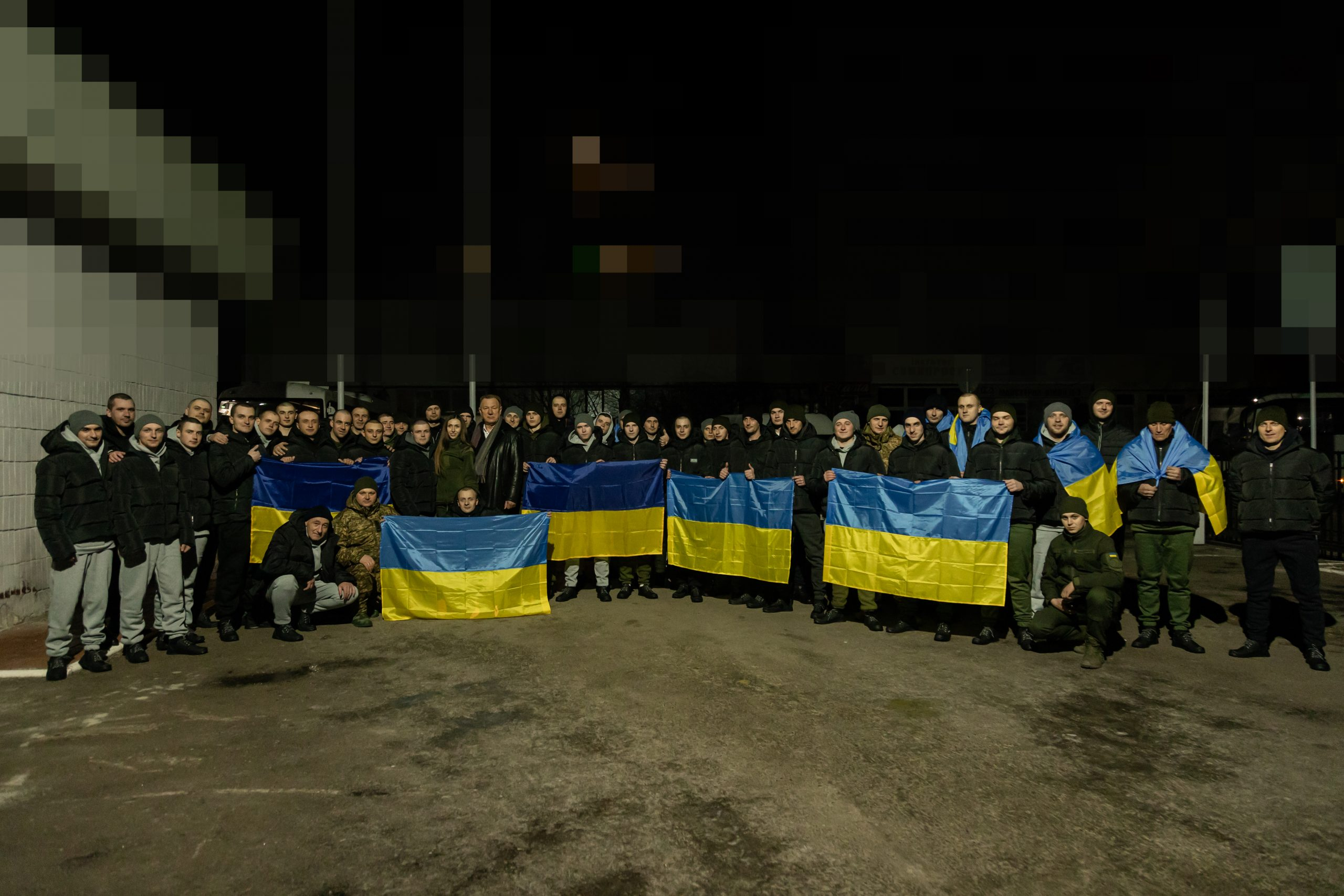
Українські військовополонені, повернуті 8 лютого

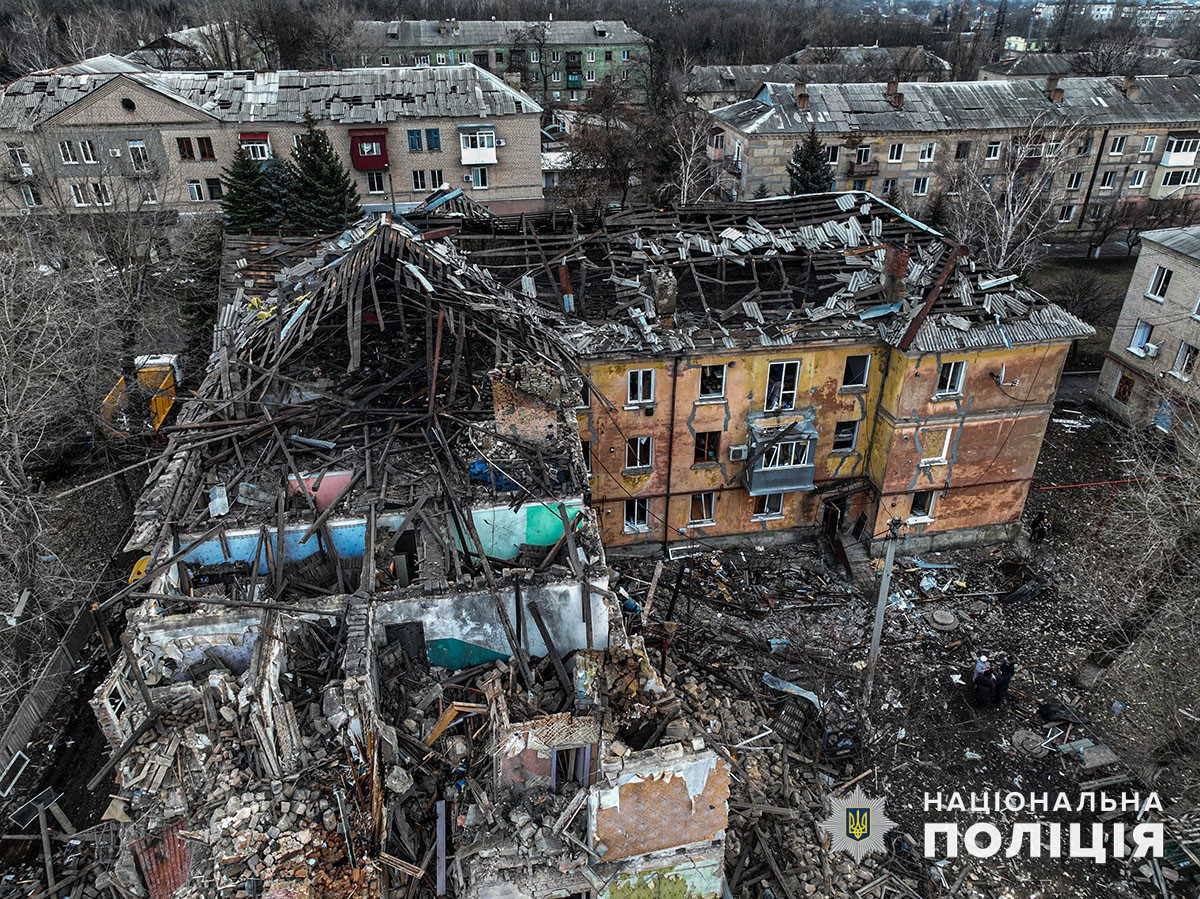
Будинки в Селидовому після ракетного удару

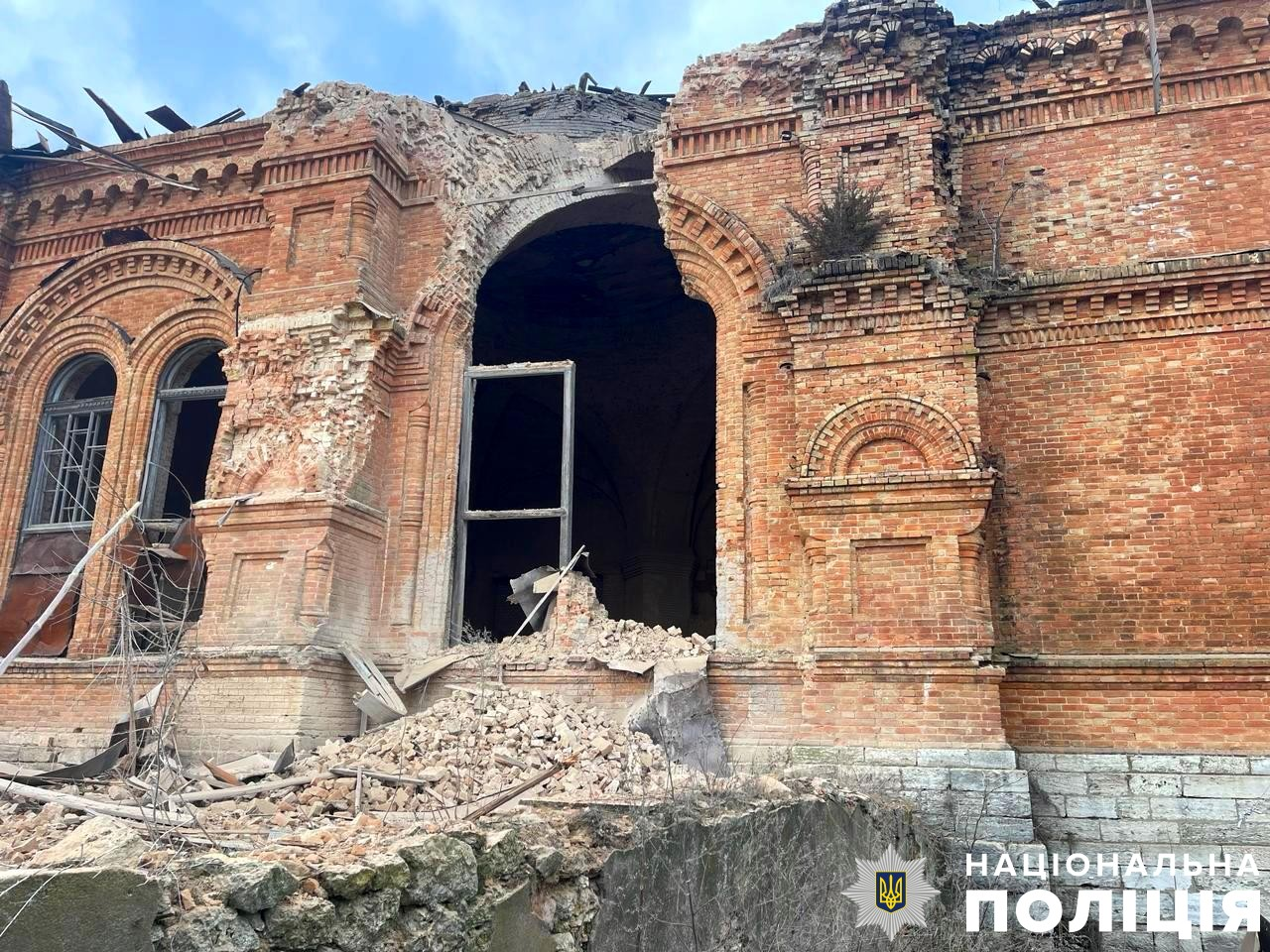
Покровський собор Григоріївського монастиря (Херсонська область) після обстрілу

СУ на Таврійському напрямку знищили 34 одиниці ворожої техніки та більше 170 дронів.Росія атакувала на Куп'янсько-Лиманському, Бахмутському, Авдіївському, Мар'їнському та Запорізькому напрямках, де відбулося 65 бойових зіткнень. На Куп'янському, Лиманському та Бахмутському напрямках українці відбили п'ять обстрілів біля Синьківки та Іванівки, чотири — біля Терни, по чотири — в районі Іванівського та Ключівки. На Авдіївському та Мар'їнському напрямках росіяни продовжували спроби оточити Авдіївку, але українці тримали оборону, відбивши 19 атак біля Авдіївки та сім біля Первомайського та Невеля.
Також вони відбили 16 атак поблизу Георгіївки, Побєди та Новомихайлівки. На Запорізькому напрямку росіяни здійснили невдалу атаку на захід від Вербового. Протягом доби Росія здійснила 13 ракетних ударів, 66 авіаударів та 96 обстрілів українських позицій та населених пунктів (повідомляється про жертви серед мирного населення та зруйновану інфраструктуру). Військово-повітряні сили України завдали сім авіаударів по місцях зосередження бойовиків, а артилерія завдала ударів по двох складах боєприпасів, двох артилерійських підрозділах і вузлу матеріально-технічного забезпечення.
Сили ППО України знищили 11 з 17 ударних безпілотників типу «Shahed», якими росіяни атакували Україну з мису Чауда, у межах Миколаївської, Одеської, Вінницької та Дніпропетровської областей. Внаслідок російського обстрілу Авдіївки загинула 72-річна жінка. Під час обстрілу було пошкоджено два будинки. Внаслідок атаки БПЛА Миколаєва зафіксоване влучання у приватному секторі. В Одесі шахедами пошкоджено багатоповерхівку і навчальний заклад. Російські війська вночі 8 разів обстріляли Селидове Донецької області, внаслідок чого пошкоджені 7 багатоповерхових та 3 приватні будинки. У результаті обстрілу є загиблий і семеро поранених, серед них семирічна дитина. Росія застосувала для удару ракети KN-23 та С-300.
ЗСУ із ПЗРК знищили російський вертоліт Ка-52 «Алігатор» із екіпажем у районі Авдіївки.
Зеленський звільнив Головнокомандувача ЗСУ Валерія Залужного, звамінивши його на командувача Сухопутних військ ЗСУ Олександра Сирського.
Україна і Росія обмінялися військовополоненими, додому повернулися 100 українських військових, з яких 49 — воїни Нацгвардії, 25 — прикордонники, 26 — військові ЗСУ, зокрема 11 тероборонців. ГУР МО України висловило подяку ОАЕ за сприяння в обміну військовополоненими з РФ.
За даними ISW, українські сили здійснили підтверджені просування в районі Кремінної, а російські війська просунулися в районі Кремінної, Авдіївки та Донецька. ISW повідомив, що російські війська використовували термінали Starlink на окупованих територіях.
Губернатор Бєлгородської області В'ячеслав Гладков заявив, що щонайменше шестеро цивільних осіб були поранені в результаті двох українських атак в Бєлгородській області. Один чоловік отримав осколкові поранення, коли безпілотник-камікадзе атакував автобус у селі Нова Таволжанка. П'ятеро людей потрапили до лікарні після ракетного обстрілу в селі Ржевка, що за 10 км від українського кордону. Міністерство оборони Росії заявило, що перехопило 12 українських ракет над Бєлгородською областю.
Білоруська група «Кіберпартизани» повідомила, що отримала доступ до секретних даних російської компанії «Центр спеціальних технологій», яка, серед іншого, займається виробництвом і розробкою безпілотників «Орлан» або виробництвом засобів радіоелектронної боротьби та розвідки, і передала їх Україні.

### 9 лютого

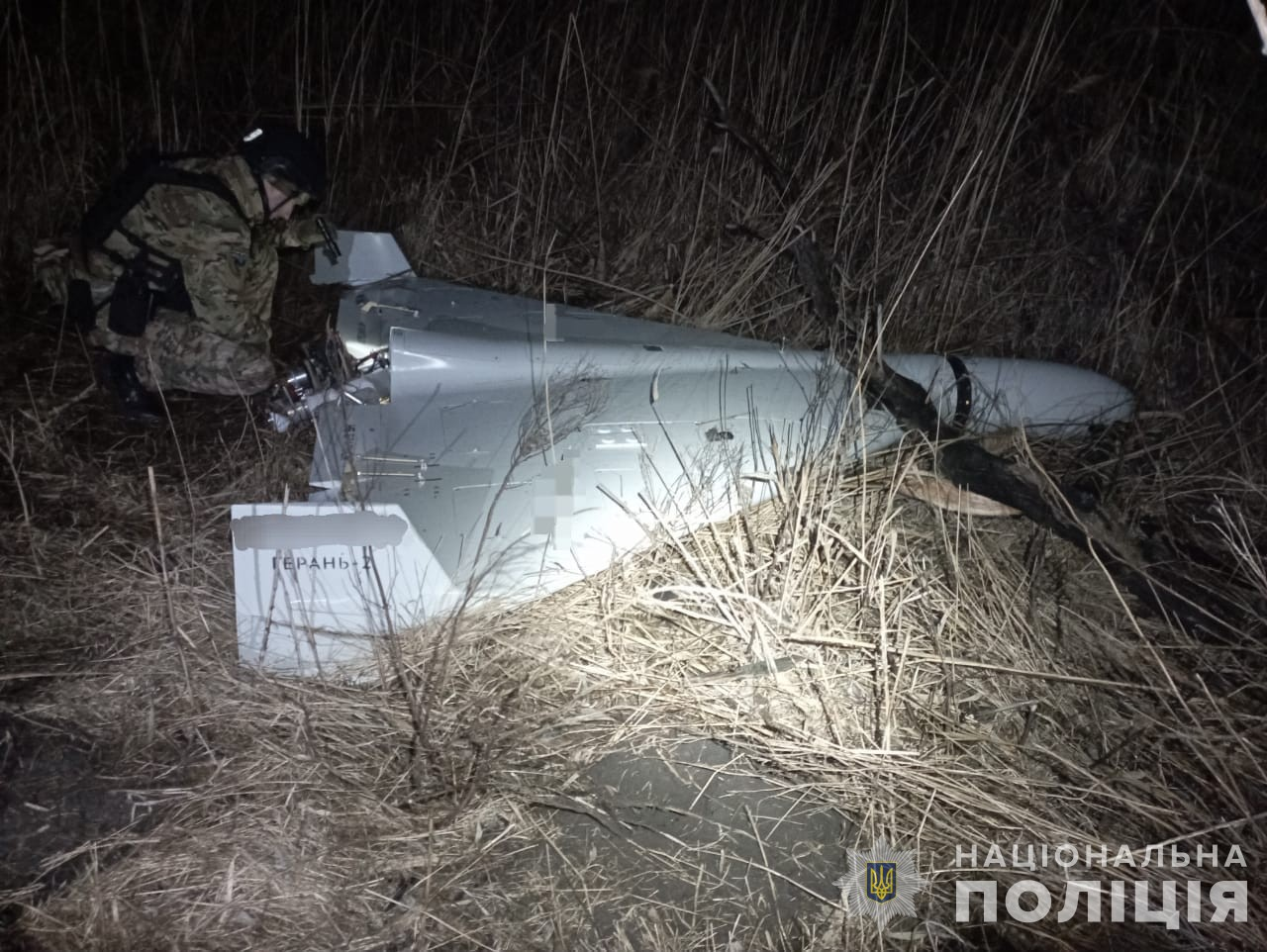
Майже цілий безпілотник Shahed-131, приземлений у Дніпропетровській області

Протягом доби ЗСУ ліквідували 910 окупантів, загальні втрати російської армії в Україні сягнули 393290.
За даними ISW, російські війська просунулися поблизу Кремінної, Бахмута та Авдіївки. Російська окупаційна влада продовжувала готуватися до майбутніх виборів президента Росії, створюючи видимість народної підтримки Володимира Путіна на окупованих територіях України.
Російські бойовики атакували на Куп'янсько-Лиманському, Бахмутському, Авдіївському, Мар'їнському, Шахтарському та Запорізькому напрямках, де відбулося 111 бойових зіткнень. На Куп'янському, Лиманському та Бахмутському напрямках українці відбили 11 обстрілів біля Синьківки та Іванівки, 14 — біля Білогорівки, Тернового та Ямполівки, 22 — у Богданівському, Іванівському та Ключівському районах. На Авдіївському та Мар'їнському напрямках росіяни продовжували спроби оточити Авдіївку, ЗСУ відбили 21 атаку під Новобахмутівкою та Авдіївкою і 12 — під Первомайським та Невелем. Також вони відбили 19 обстрілів поблизу Георгіївки та Новомихайлівки. На Шахтарському та Запорізькому напрямках росіяни здійснили п'ять невдалих обстрілів південніше Золотої Ниви, північніше Прутного та західніше Новопокровки, Вербового і в районі Роботиного. Росія здійснила 73 авіаудари та 76 обстрілів, авіація ЗСУ завдала п'ять авіаударів по районах зосередження, а артилерія — по трьох районах зосередження, двох блокпостах і двох складах боєприпасів. Російські війська зменшили інтенсивність атак на лівому березі Дніпра Херсонської області, штурмуючи піхотою без використання бронетехніки.
Вночі росіяни завдали удару, застосувавши 16 ударних БпЛА типу Shahed-136/131, дрони запустили з мису Чауда та Курської області, ППО знищили 10 Shahed у межах Миколаївської, Херсонської та Харківської областей. Під масованою атакою опинилося село Коропове Зміївської громади. Російська армія завдала щонайменше сім ударів. Спалахнули пожежі в готелі та на літньому майданчику ресторану, пошкоджені три автомобілі. Пошкоджені приватні будинки, триповерхова будівля відпочинкового комплексу, їдальня, постраждав охоронець, знайдені залишки 5-х бпла.
ЗСУ підняли український прапор над селом Кринки на лівому березі Херсонської області, у селі продовжувалися бої. Внаслідок російських атак на села Сумської області загинули троє мирних жителів, ще четверо отримали поранення, вдень російські війська скинули сім авіабомб КАБ на Юнаківку, Хотінь та Миколаїв. Було зруйновано щонайменше чотири житлових будинки та майстерню сільськогосподарської компанії. Крім того, за останню добу росіяни здійснили 41 обстріл Сумської області, спричинивши щонайменше 251 вибух. Російські окупанти розстріляли українських військовополонених під час захоплення позицій українських військ біля Кліщіївки.
За даними посла України в США Оксани Маркарової, ЗСУ критично не вистачало військової техніки. Кабінет міністрів України підтримав рішення щодо тимчасового призначення Олександра Порхуна на посаду Міністра у справах ветеранів. Президент України замінив керівника Генштабу ЗСУ. Замість Шаптали призначив Анатолія Баргилевича.

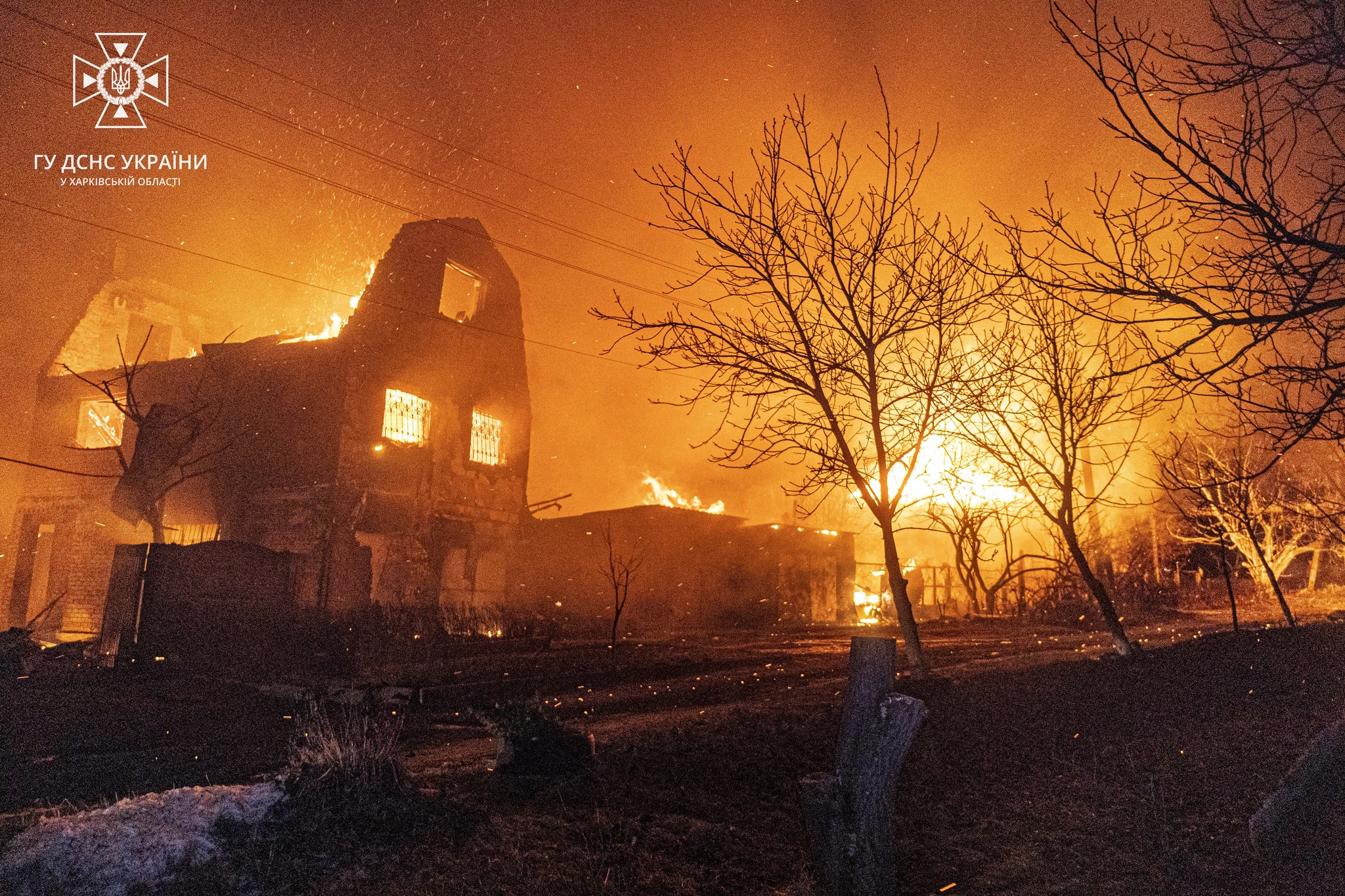
Пожежа в Харкові після удару безпілотниками

Вночі росіяни масовано атакували БпЛА Харків та Великий Бурлук. В Немишлянському районі Харкова безпілотники вдарили по нафтобазі біля вулиці Котельної.
Палаюче паливо потекло вулицею. Згоріли 15 приватних будинків і 7 людей, у тому числі троє дітей. Ще троє людей поранені. 11 лютого в місті оголошено днем жалоби.
Фінляндія схвалила 22-й пакет військової допомоги Україні на суму близько 190 млн євро. Безпілотники СБУ атакували Ільський та Афіпський нафтопереробні заводи у Краснодарському краї РФ.

### 10 лютого
Станом на цей день, із повномасштабного вторгнення, російські терористи здійснили 815 хімічних атак, чверть випадків зафіксовано у січні 2024 року. Важкі бої точилися на двох ділянках фронту в Донецькій області, поблизу Авдіївки та Мар'їнки. За даними ISW, затримки із західною безпековою допомогою можуть призвести до значного дефіциту зенітних ракет в Україні, що дозволить російським військам більш агресивно бомбити українські війська і навіть міста на лінії фронту, російські війська просунулися поблизу Кремінної та Авдіївки. Росіяни 10 разів за день обстріляли Нікопольський.
Росіяни атакували в напрямках Лиман, Бахмут, Авдіївка, Мар'їнка, Шахтарськ і Запоріжжя, де відбулося 98 бойових зіткнень. На Куп'янському, Лиманському та Бахмутському напрямках українці здійснили 6 обстрілів у районі Терни, Віїмки та Роздолівки, а також 14 обстрілів у районі Богданівки, Іванівського, Ключівки та Андріївки. На Авдіївському та Маріїнському напрямках росіяни продовжували спроби оточити Авдіївку, але українці тримали оборону, відбивши 23 атаки в районі Новоклинового, Новобахмутівки та Авдіївки, та 10 — в районі Північного, Тоненького та Невельського. Також було відбито 35 обстрілів поблизу Георгіївки та Новомахмутівки. На Шахтарському та Запорізькому напрямках росіяни здійснили чотири невдалі атаки в районі Водяного, на захід від Вербового та Роботиного. Росія здійснила три ракетні удари, 64 авіаудари та 93 обстріли з жертвами серед населення та зруйнованою інфраструктурою. ЗСУ завдали ударів по трьох районах зосередження, блокпосту, двом артилерійським установкам та радіолокаційній станції.
Ніч розпочалась з масованої атаки дронами, знищено 23 з 31 безпілотники у межах Одеської та Харківської областей. Уламки безпілотників впали на портові споруди в Одесі та Ізмаїлі, внаслідок чого постраждали чотири людини. Росіяни завдали чергового удару по Херсонщині. Унаслідок атаки по селу Велетенське, постраждала ціла родина. Одна людина загинула, дві отримали поранення.
В ГУР МО підтвердили використання російськими окупантами систем зв'язку Starlink від SpaceX, така практика набирала системного характеру. Компанія SpaceX заперечила, що веде будь-які офіційні справи з російським урядом або зі ЗС РФ.
Понад 22 населених пунктів Харківщини стали об'єктом артилерійських та мінометних обстрілів окупантів. Зазначені атаки відбулись, зокрема, у Козачій Лопані, Охримівці, Миколаївці, Землянках, Вільхуватці, Дворічанському, Дворічній, Синьківці, Петропавлівці, Берестовому Харківської області та інших населених пунктах. Ворог наносив авіаудари по Варварівці та Вільхуватці. О 10:00 відбувся обстріл КАБами села Водяне в Куп'янському районі, що призвело до зруйнування двох приватних будинків та пошкодження семи інших. В результаті атаки загинула 56-річна жінка, а постраждалий 58-річний чоловік відмовився від госпіталізації.
Президент Зеленський провів телефонну розмову з президентом Франції Макроном й заявив, що оборонні потреби України включають безпілотники, артилерію, боєприпаси, засоби радіоелектронної боротьби та низку систем протиповітряної оборони, від мобільних до дистанційних.

## 11—20 лютого

### 11 лютого
Протягом доби ЗСУ ліквідували 930 російських загарбників, загальна кількість втрат росіян з лютого 2022 сягнула 395 200 осіб. За даними ISW, російські війська просунулися під Авдіївкою і в західній частині Запорізької області. ППО ЗСУ знищили всі дрони-камікадзе, запущені росіянами по Києву.
Росія атакувала на Куп'янському, Лиманському, Бахмутському, Авдіївському, Мар'їнському, Шахтарському та Запорізькому напрямках, де відбулося 100 бойових зіткнень. На Куп'янському, Лиманському та Бахмутському напрямках українці здійснили по два обстріли в районі Іванівки та Табаївки, три обстріли в районі Білогорівки, а також 19 обстрілів в районі Богданівки, Іванівського, Ключівки та Андріївки. На Авдіївському та Маріїнському напрямках росіяни продовжували спроби оточити Авдіївку, але українці тримали оборону, відбивши 23 атаки під Авдіївкою та 18 — під Тоненьким, Первомайським та Невельським. Також вони відбили 32 атаки поблизу Красногорівки, Георгіївки, Побєди та Новомихайлівки. На Шахтарському та Запорізькому напрямках росіяни здійснили дві невдалі атаки в районі Прутного та Роботиного. Протягом доби РФ здійснила чотири ракетних удари, 110 авіаударів та 95 обстрілів українських позицій та населених пунктів (повідомляється про жертви серед мирного населення та зруйновану інфраструктуру). Українська артилерія завдала ударів по двох районах зосередження, двох блокпостах, артилерійській частині та складах боєприпасів.
За словами аналітиків, російські армійці побудували на території тимчасово окупованої Донецької області між Оленівкою і Волновахою 30-кілометровий бар'єр, який отримав назву «цар-потяг». Він, найімовірніше, потрібен для оборони від наступу українських військових. Загородження складається з понад 2100 вантажних вагонів, що були на окупованих территоріях.
Росіяни вночі запустили 45 дронів-камікадзе типу «Shahed-136/131». Повітряні сили України повідомили про збиття 40 дронів. Ворожі дрони збивали у межах Київської, Вінницької, Житомирської, Кіровоградської, Миколаївської, Черкаської, Одеської, Дніпропетровської та Херсонської областей. Найбільше постраждала Миколаївщина, пошкоджень зазнали адміністративна будівля, житлові будинки, автомобілі, газопровід.
Командувач Об'єднаних сил ЗСУ генерал-лейтенант Сергій Наєв зазначив, що сьогодні вночі на Київському напрямку 5 з 10-ти знищених Силами оборони дронів-камікадзе було збито мобільними вогневими групами, що озброєні зенітними гарматами та великокаліберними кулематами.
Щонайменше двоє людей отримали поранення внаслідок російських атак у Херсонській області. Російські війська влучили двома авіабомбами в село Монастирське, в результаті чого поранення отримали 43-річний і 67-річний чоловіки.
Зеленський призначив генерал-лейтенанта Олександра Павлюка командувачем Сухопутних військ України замість Олександра Сирського, генерал-майора Ігоря Плахуту командувачем Сил територіальної оборони замість Анатолія Баргилевича, бригадного генерала Ігоря Скибюка командувачем Десантно-штурмових військ України замість Максима Миргородського та генерал-лейтенанта Юрія Содоля командувачем Об'єднаних сил замість Сергія Наєва.
Міністерство оборони Росії повідомило, що близько 22:00 засоби протиповітряної оборони знищили український безпілотник поблизу села Майське Бєлгородської області. Про пошкодження інфраструктури чи жертви не повідомляється.
Прикордонна поліція Молдови повідомила, що молдовська влада знайшла фрагменти іранського безпілотника на молдовсько-українському кордоні після того, як Росія здійснила масштабну атаку безпілотників в Одесі.

### 12 лютого
Командир 47-ї окремої механізованої бригади Дмитро Рюмшин заявив, що російські війська припинили закидати Авдіївку «людськими хвилями», натомість почали використовувати невеликі штурмові групи за підтримки авіації. За словами Рюмшина, на той час у Росії не було достатньо військ навколо міста, щоб здійснювати такі атаки на регулярній основі. За даними ISW, ЗСУ просунулися поблизу Кремінної та Донецька, а також у західній частині Запорізької області, в той час як російські війська — поблизу Куп'янська та Кремінної.
Росія атакувала на Куп'янському, Лиманському, Бахмутському, Авдіївському, Мар'їнському, Шахтарському та Запорізькому напрямках, де відбулося 84 бойових зіткнення. На Куп'янському, Лиманському та Бахмутському напрямках українці здійснили по два обстріли в районі Синьківки і Табаївки, по три обстріли в районі Терни і Веселого, а також сім обстрілів в районі Богданівки, Іванівського, Ключівки та Андріївки. На Авдіївському та Мар'їнському напрямках росіяни продовжували спроби оточити Авдіївку, але українці тримали оборону, відбивши 22 атаки біля Авдіївки та сім біля Тоненького і Невельського. В Селидовому внаслідок атаки росіян постраждали місцеві жителі, включно з дітьми.
Вони також відбили 35 атак поблизу Георгіївки, Побєди та Новомихайлівки. На Шахтарському та Запорізькому напрямках росіяни здійснили дві невдалі атаки на південь від Пречичівки та на захід від Новопокровки. Росіяни здійснили п'ять ракетних ударів, 113 авіаударів та 135 обстрілів, українська авіація завдала 13 авіаударів по районах зосередження та артилерійських ударів по семи районах зосередження, артилерійському підрозділу та зенітній установці.
Сили протиповітряної оборони вночі збили авіаційну ракету Х-59 та 14 «Shahed-136/131» у межах Хмельницької, Вінницької, Кіровоградської, Миколаївської, Дніпропетровської та Запорізької областей. ЗСУ збили 359 безпілотників «Shahed-136/131» з початку 2024 року.
Директор Науково-дослідного інституту судових експертиз у Києві Олександр Рувін повідомив, що 7 лютого 2024 року Росія вперше з початку вторгнення застосувала протикорабельну гіперзвукову крилату ракету 3М22 «Циркон» для атаки на Україну. Маркування на уламках вказували на те, що його компоненти були виготовлені у 2023—2024 рр. Експерти дійшли висновку, що зброя не відповідає тактико-технічним характеристикам, заявленим Росією.

### 13 лютого
ЗСУ перейшли до оборонних дій, щоб виснажити російські війська у наступі, ситуація була складною. Особливо інтенсивні бої точилися на північному сході Харківської області, де метою росіян було захоплення Куп'янська, ключового логістичного вузла. За даними ISW, Російські війська просунулися в районі Кремінної та в західній частині Запорізької області.
Російська армія атакувала на Лиманському, Бахмутському, Авдіївському, Мар'їнському та Запорізькому напрямках, де відбулося 71 бойове зіткнення. На Лиманському та Бахмутському напрямках українські військові здійснили по два обстріли в районі Ямполівки та Білогорівки, та по 10 обстрілів в районі Богданівки, Іванівського, Ключівки. На Авдіївському та Маріїнському напрямках росіяни продовжували спроби оточити Авдіївку, але українці тримали оборону, відбивши 20 атак біля Авдіївки та чотири біля Невельського. Також вони відбили 27 атак поблизу Георгіївки, Побєди та Новомихайлівки. На Запорізькому напрямку росіяни здійснили три невдалі атаки на схід від Малої Токмачки та Роботиного. Протягом дня росіяни здійснили три ракетні обстріли, 159 авіаударів та 162 обстріли українських позицій та населених пунктів (повідомляється про жертви серед мирного населення та зруйновану інфраструктуру). Українська авіація завдала 11 авіаударів по районах зосередження, один по блокпосту і три по зенітно-ракетних комплексах, а артилерійські удари нанесли по чотирьох районах зосередження, семи артилерійських установках, трьох зенітних комплексах, трьох блокпостах, двох складах боєприпасів і станції радіоелектронної боротьби.
Вночі територія України масовано атакувалася бпла «Shahed-136/131» з районів Приморсько-Охтарська РФ та мису Чауда тимчасово окупованого Криму. Українські сили ППО збили 16 з 23 дронів. Під ударом опинився енергетичний об'єкт у Дніпрі, припинила роботу одна з теплоелектростанцій у Дніпропетровській області. Ускладнено виробництво та розподілення електроенергії у регіоні. російська атака на енергетичну інфраструктуру в Дніпропетровській області пошкодила теплову електростанцію і вплинула на енерго- та водопостачання в деяких районах Дніпра. Компанія ДТЕК заявила, що в результаті атаки ТЕС була «серйозно пошкоджена». Компанія «Дніпроводоканал» повідомила, що насосні станції були призупинені через відключення електроенергії, тривала евакуація дніпровської лікарні, школи було закрито.
Російські війська вранці обстріляли ринок у Вовчанську Харківської області, одна жінка загинула, ще одну було поранено. Внаслідок російської атаки на Нікополь загинув місцевий житель. Українська сторона замінила 110-ту окрему механізовану бригаду на Авдіївському напрямку.
Міжнародний інститут стратегічних досліджень (IISS) повідомив, що Росія втратила близько 1120 танків і близько 2000 бронемашин і бойових машин піхоти у 2023 році, а з початку війни в Україні — понад 3000 танків і 5600 бронемашин і бойових машин піхоти, але додав, що Росія все ще має достатньо бронетехніки нижчої якості на складах, щоб поповнити втрати ще приблизно на три роки війни.

### 14 лютого

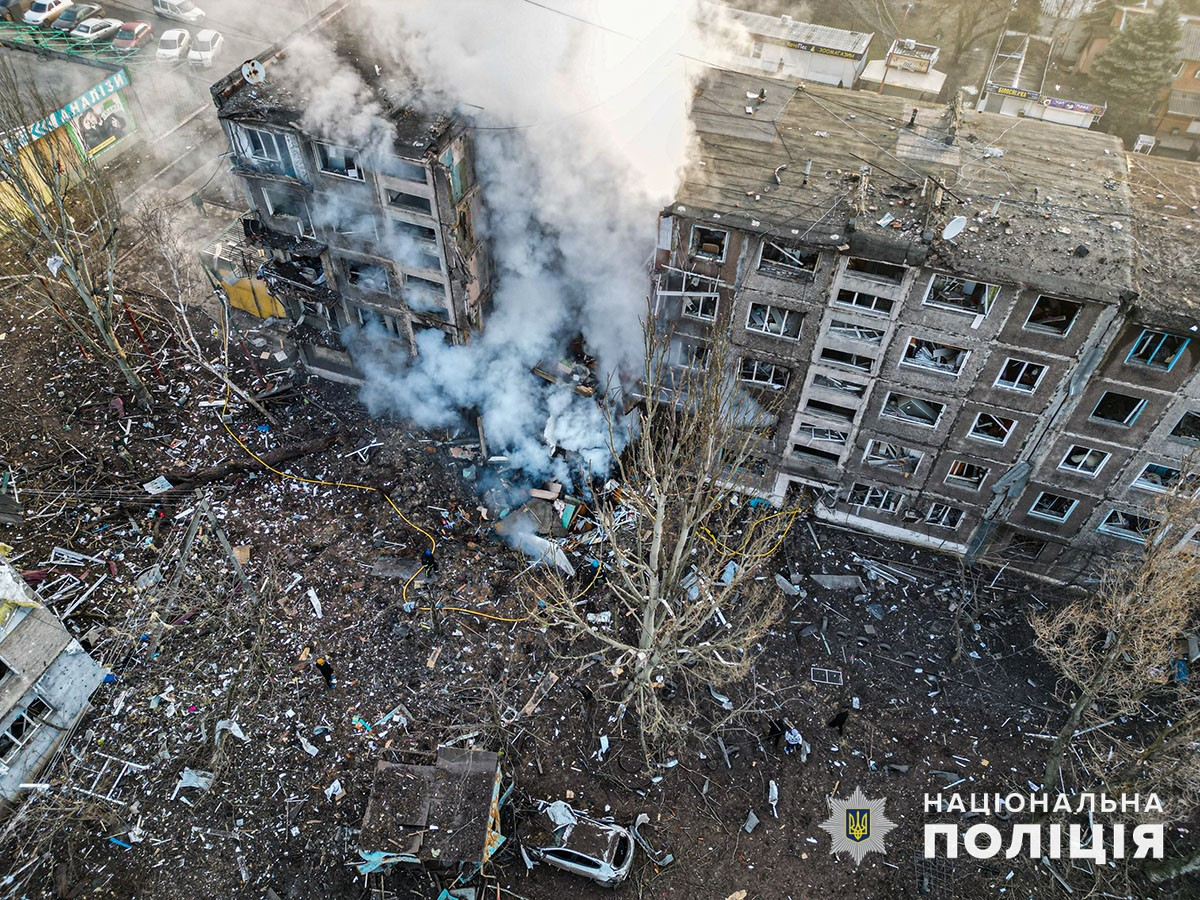
Житловий будинок у Селидовому після ракетного обстрілу; троє загиблих і 12 поранених.

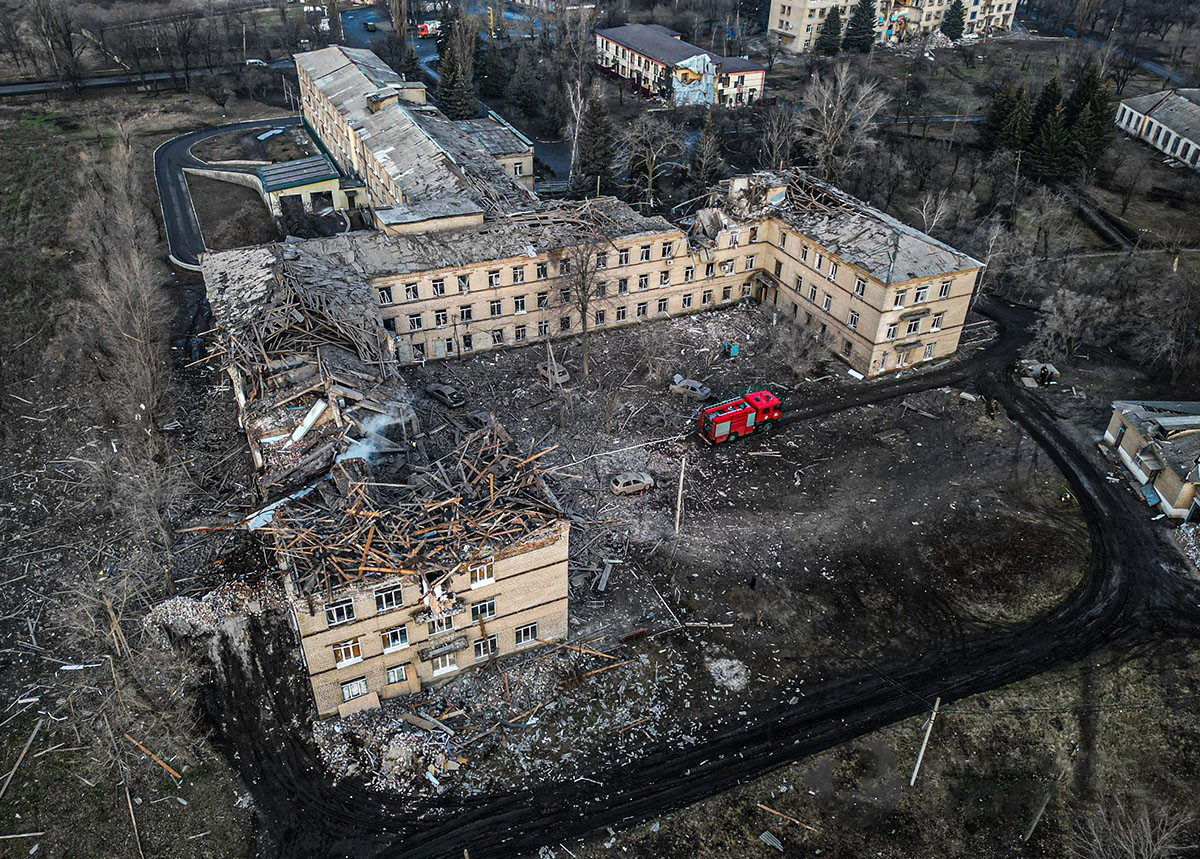
Наслідки влучання ракети по центральній районній лікарні в Селидовому. 14 лютого 2024

В Авдіївці вже кілька днів точаться вуличні бої, і ситуація змушує змінювати тактику ведення бою. Він додав, що ситуація у місті «напружена, але контрольована». Росіяни зосередили близько 50 000 чоловік у напрямку Авдіївки. Російські агресори можуть перерізати основну логістичну артерію ЗСУ у місті Авдіївка Донецької області. Через це вже зараз передбачені запасні логістичні шляхи, повідомив речник оперативно-стратегічного угруповання військ Таврія Дмитро Лиховій в ефірі телемарафону.
Олександр Сирський повідомив, що він та міністр оборони Умєров відвідали командні пункти поблизу Авдіївки та Куп'янська, щоб заслухати звіти командирів. Сирський заявив, що: «Російські окупанти продовжують нарощувати свої зусилля і переважають нас чисельно. Вони не зважають на втрати і продовжують застосовувати тактику „м'ясного штурму“. (…) Противник активно застосовував авіацію, завдаючи шкоди керованими авіабомбами, вів щільний мінометний та артилерійський вогонь по наших позиціях». За даними ISW, російські війська просунулися в районі Бахмута, Мар'їнки та Кринок.
Росія атакувала на Куп'янському, Лиманському, Бахмутському, Авдіївському, Мар'їнському, Шахтарському та Запорізькому напрямках, де відбулося 83 бойових зіткнення. На Куп'янському, Лиманському та Бахмутському напрямках українці відбили атаку біля Іванівки, атаку біля Терни, а також чотири атаки в районах Богданівки, Іванівського, Ключівки. На Авдіївському та Мар'їнському напрямках росіяни продовжували спроби оточити Авдіївку, але українці тримали оборону, відбивши 34 атаки під Авдіївкою та шість під Північним і Невелем. Вони також відбили 20 атак поблизу Красногорівки, Побєди та Новомихайлівки. На Шахтарському та Запорізькому напрямках росіяни здійснили чотири невдалі атаки на південь від Золотої Ниви та на захід від Вербового і Роботиного. Протягом доби Російська Федерація здійснила чотири ракетні удари, 106 авіаударів та 95 обстрілів українських позицій та населених пунктів (повідомлялося про жертви серед цивільного населення та зруйновану інфраструктуру). Українські військово-повітряні сили завдали 10 авіаударів по районах зосередження і три по зенітно-ракетних комплексах, а артилерія завдала ударів по шести районах зосередження, п'яти артилерійських підрозділах, трьох складах боєприпасів і трьох засобах радіоелектронної боротьби.

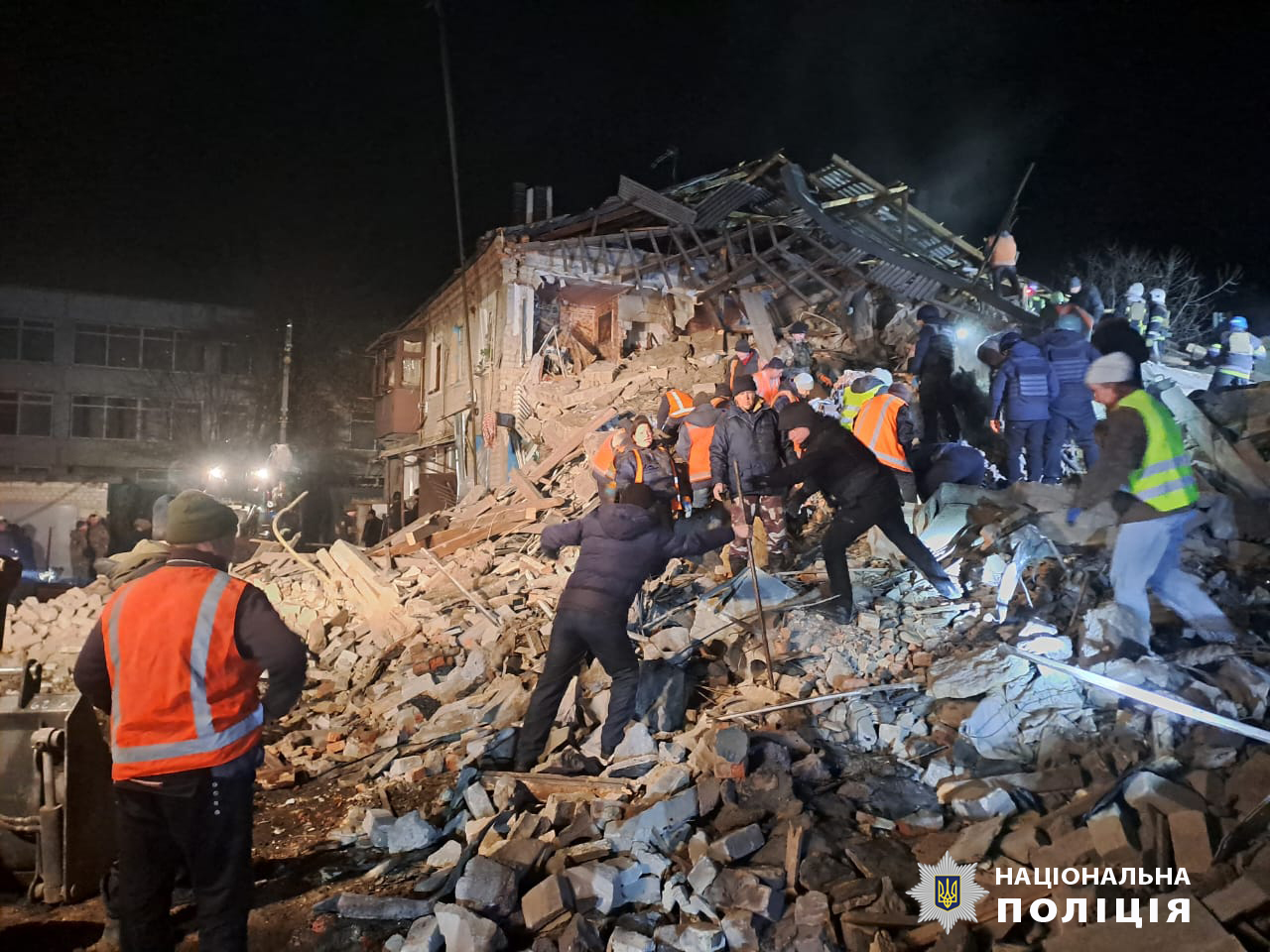
Зруйнований будинок у Великому Бурлуку

Вдень Росія здійснила напад на Миколаївку в Донецькій області, в результаті чого загинули дві жінки у віці 62 і 74 років і щонайменше одна людина отримала поранення. Близько 16:00 російські війська обстріляли ракетами Великий Бурлук, загинули п'ять людей і ще п'ять отримали поранення. Найімовірніше, були використані ракети комплекса С-300. В результаті російської атаки на Херсон було поранено п'ять осіб. Атака також пошкодила будинки та спричинила пожежі в місті.
О 22:30 росіянами було завдано атаки по Селидовому Донецької області. Пошкоджено дев'ять багатоквартирних житлових будинків та будівлі центральної міської лікарні. За останніми даними, внаслідок ворожої атаки троє осіб загинули. Також відомо про 12 постраждалих, з них четверо — діти.

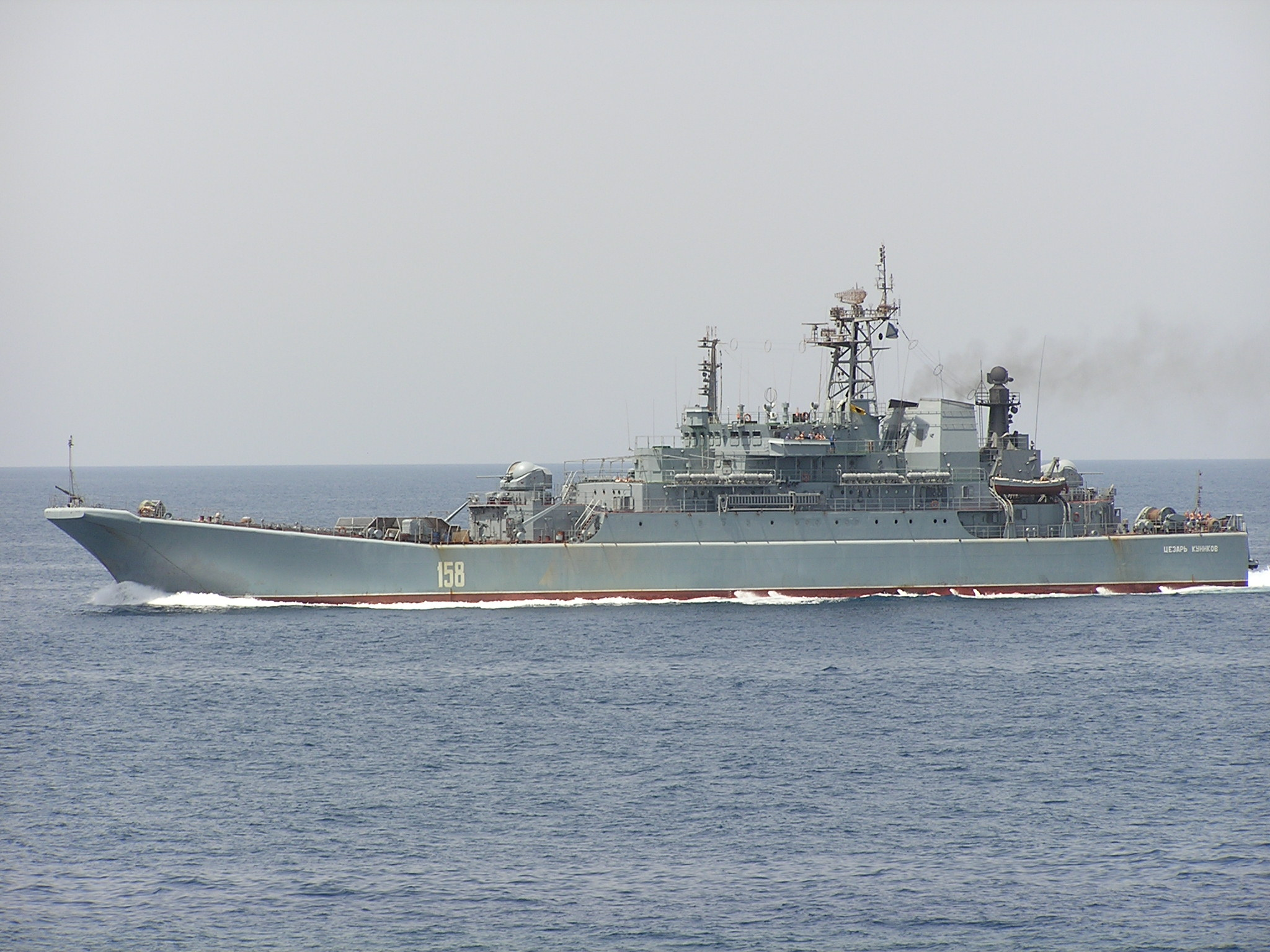
ВДК «Цезар Куніков», потоплений українськими БНА

Безпілотні надводні апарати ГУР вранці затопили російський великий десантний корабель «Цезар Куніков» у Чорному морі. Більшість екіпажу не врятувалася. Корабель затопили дронами Magura, операцію виконали спецпризначенці «Group 13» ГУР МО України близ тимчасово окупованої Алупки. Після кількох вибухів судно лягло на бік і поступово занурилося під воду. Австралія внесла понад $32 млн допомоги у Міжнародний фонд для України на зміцнення обороноздатності.
Міністр оборони Рустем Умєров прозвітував про результати 19-го засідання Контактної групи з питань оборони Україні у форматі «Рамштайн», за його словами, почала роботу коаліція інтегрованої протиповітряної та протиракетної оборони. 15 країн приєднались. Міністр оборони США Ллойд Остін заявив, що зустріч буде зосереджена на короткострокових надзвичайних потребах України, а саме: артилерії, боєприпасах та зенітних ракетах. Вперше на зустрічі був присутній новий Верховний головнокомандувач Збройних сил України генерал Олександр Сирський.

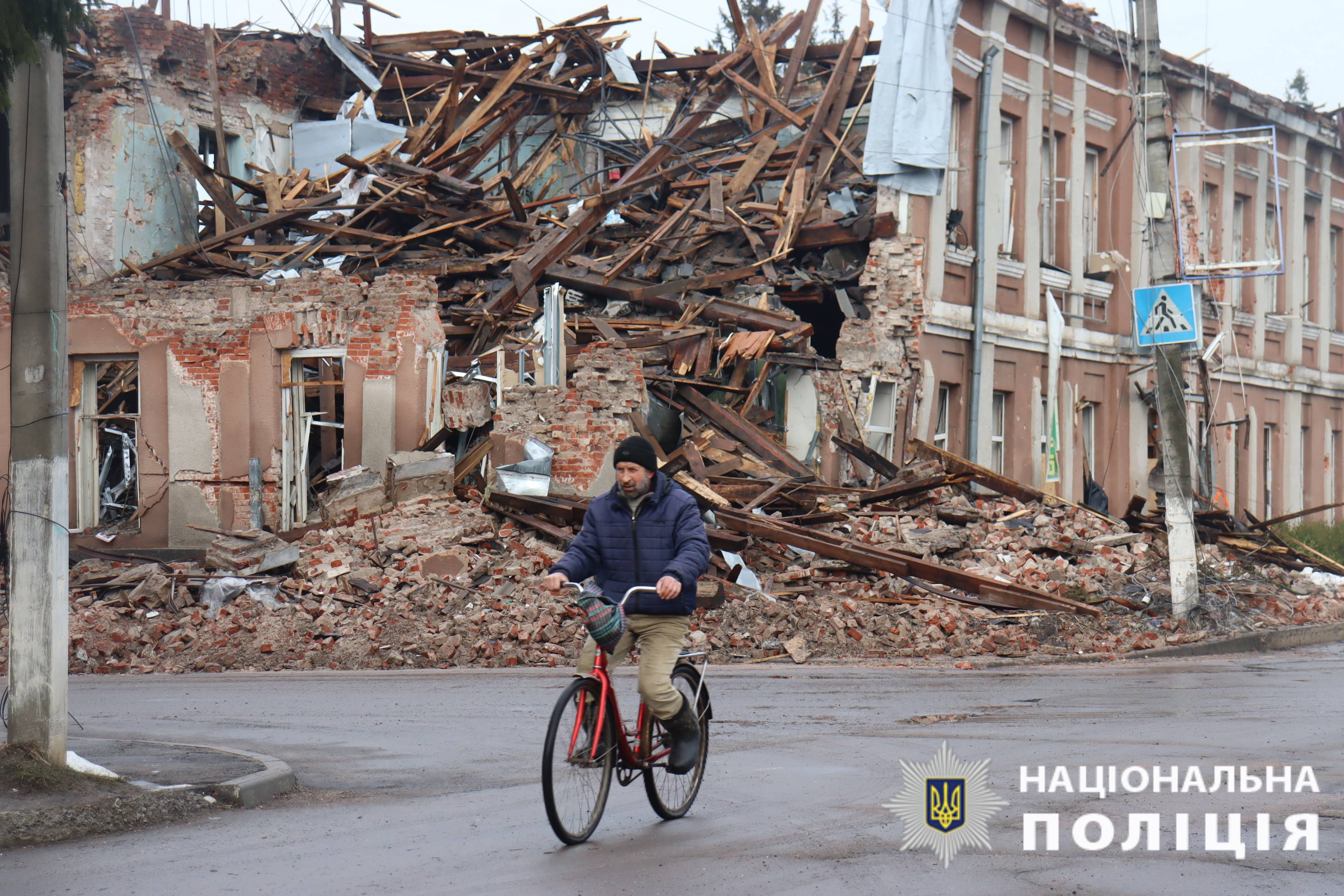
Будинок у Вовчанську (вул. Соборна, 98) після російського обстрілу. 14 лютого 2024

Радник США з національної безпеки Джейк Салліван заявив, що в українській армії закінчуються боєприпаси, зокрема: у зв'язку з призупиненням американської допомоги і закликав Конгрес швидко надати додаткові кошти.
Українська розвідка опублікувала список із 141 громадянина Сирії, завербованих Росією для вступу до російської армії та нападу на Україну. Наймолодший з них народився у 2001 році, а найстарший — у 1973 році. Після підготовки іноземні бойовики були відправлені до Росії, отримали російські паспорти та були мобілізовані до російської армії.

### 15 лютого
Протягом доби було ліквідовано 950 окупантів. В 00:20 по нафтобазі в Курському районі було завдано удару дроном камікадзе. Вночі російські військові завдали ракетного удару по Полтавській області. Унаслідок влучання у склад сталася пожежа на площі 100м2. Постраждалих не було.
ПС ЗСУ вночі збили 13 з 26 ракет. Було запущено Х-101/Х-555/Х-55 із літаків стратегічної авіації Т-95мс (Енгельс); шість балістичних ракет «Іскандер-М»/KN-23 (Воронезька область); дві крилаті ракети «Калібр» (Новоросійськ — рф); чотири керовані авіаційні ракети Х-59 (з тимчасово окупованої території Запорізької облавсті та Курської області); дві зенітні керовані ракети С-300 з Бєлгородської області. Наслідки влучань наступні: Дніпропетровщина ворог атакував об'єкти цивільної інфраструктури; на Хмельниччині були пошкодження цивільних об'єктів, поранено 2 людей чоловіка та жінку. На Львівщині ЗС РФ влучили по об'єкту інфраструктури, зачепило житлові будинки і 2 школи. Троє постраждалих; Запоріжжя вже відомо про 4 поранених. Пошкоджено заклад освіти, багатоквартирні будинки. У двох населених пунктах Київської області зафіксовано падіння уламків ворожих ракет, пошкоджено сім приватних будинків, попередньо жертв і постраждалих унаслідок ракетної атаки немає. Усі російські ракети, запущені по Києву, були збиті силами ППО ЗСУ. У Запоріжжі внаслідок російського ракетного удару отримала поранення щонайменше одна людина. Росіяни вдарили ракетами по Чугуєву Харківської області, одна людина загинула.
Троє людей загинуло від російської атаки (з використанням двох авіабомб) на село Чорне в Харківській області. Одна бомба влучила в автомобіль, внаслідок чого загинули 58-річна жінка, 56-річний чоловік і 17-річна дівчина. Харківська районна прокуратура заявила, що двоє чоловіків були поранені під час окремого обстрілу села Дворічна. Російські війська завдали удару по Херсону, в результаті якого загинула 70-річна жінка. Увечері Росія завдала ракетного удару (з використанням БМ-27 «Ураган») по селищу Зоря в Донецькій області, в результаті чого загинула 83-річна жінка і були поранені двоє чоловіків у віці 71 і 41 року. Внаслідок обстрілу було пошкоджено вісім будинків, багатоповерхівку та школу.
Близько опівдня по Бєлгороду було нанесено ракетного удару, зафіксовані різні руйнування виявлено у семи приватних домоволодіннях: вибиті вікна, пошкоджені покрівлі та паркан, зруйновані автомобілі. Дев'ять людей загинуло, сталося серйозне пошкодження торгового центру на вулиці Плеханова. Російська сторона стверджує про застосування реактивної системи залпового вогню RM-70 «Вампір». Прикордонники знищили комплекс спостереження «Муром-П» на Харківському напрямку.
Міністерство оборони Німеччини повідомило, що генеральний інспектор Бундесверу Карстен Бройер відвідав Україну і пообіцяв виділити $107 млн на допомогу українцям, включаючи автомобілі MRAP, безпілотники, 77 вантажівок MULTI 1A1, медикаменти та запчастини для різних систем озброєння.
Міністр оборони Грант Шаппс оголосив, що Велика Британія і Латвія спільно очолять коаліцію союзників, щоб доставити тисячі безпілотників в Україну, в тому числі FPV-безпілотники для перегляду в реальному часі. Під час боїв за Авдіївку ЗСУ залишили основний шлях постачання до міста. Відтоді постачання та евакуація з міста ускладнилися, але це відбувалося заздалегідь підготовленим альтернативним маршрутом.
На думку ISW, перемога російських військ в Авдіївці не стане тактичним успіхом для Кремля, але дасть йому політичні та пропагандистські переваги. Володимир Путін спробує представити захоплення міста як «важливу перемогу, що закріпила контроль над окупованим Донецьком». Російські війська здійснювали тактичний розворот через місто, який мав би змусити українців відійти зі своїх позицій. Українські війська ще не повністю відійшли з Авдіївки і продовжували перешкоджати росіянам у більш значному просуванні вперед. Тим часом російські війська просунулися в районі Куп'янська, Бахмута, Авдіївки та на кордоні Донецької і Запорізької областей.
Командир 3-ї ОШБр Андрій Білецький зазначив, що військові змушені воювати «на 360 градусів проти нових, і нових бригад, які заводить противник». Сили противника на відрізку складають орієнтовно 7 бригад. Ситуація в Авдіївці лишалася складною, але контрольованою. До Авдіївки було терміново перекинуто Третю штурмову бригаду.
РФ атакувала в напрямках Куп'янська, Лиману, Бахмута, Авдіївки, Мар'їнки та Шахтарська, де відбулося 95 бойових дій. У напрямку Купаня, Лиманська та Бахмуків українці відбили три атаки біля Синьківки та Іванівки, шість атак біля Терни, Ямполівки та Веселого та чотири атаки в районі Богданівки, Іванівського, Кліщівки та Андріївки. На Авдіївському та Мар'їнському напрямках росіяни продовжували намагатися оточити Авдіївку, але українці тримали оборону, відбивши 28 атак в районі Авдіївки та Ласточкиного і 5 — біля Первомаївки та Невельського; було прийнято рішення про планове посилення військ і проведено маневр військами на загрозливих напрямках. Також відбито 34 атаки поблизу Красногорівки, Георгіївки, Перемоги та Новомихайлівки. На Шахтарському напрямку росіяни здійснили три невдалі атаки на південь від Пречистівки та в районі Статомайорського. РФ здійснила 34 ракетних обстріли, 85 авіаударів і 114 обстрілів. ЗСУ здійснили 12 нальотів на місця зосередження, артилерія обстріляла командний пункт, три райони зосередження, артилерійську частину, склад боєприпасів і радіолокаційну станцію.
В Курській області РФ ГУР успішно провели операцію, атаувавши нафтобазу, після вибуху на нафтобазі сталася потужна пожежа.

### 16 лютого
Через ускладнення ситуації в прифронтовій Авдіївці українська армія відійшла з опорного пункту «Зеніт» на південний схід від міста, який з 2014 року був важливою точкою опору. У 3-й штурмовій бригаді заявили, що їхні війська нещодавно були розгорнуті в Авдіївці і в той час боролися проти близько 15 000 російських військових на передовій. Під час бою бригада знищила російські 74-ту та 114-ту мотострілецькі бригади, в яких було вбито або поранено 4200 російських солдатів. Бригада повідомила, що росіяни застосували фосфорні бомби, спричинивши пожежі в мазутних резервуарах на місцевих коксохімічних заводах. За даними ISW, українські сили почали відходити з Авдіївки, а російські сили зосередилися на тому, щоб перешкодити або не допустити повного відходу українських військ. Російські війська просунулися вздовж лінії Куп'янськ-Сватово-Кремінна, на північний захід від Бахмута та поблизу Авдіївки.
Військова адміністрація Сумської області повідомила, що одна людина загинула в результаті російського обстрілу Великописарівської громади. Як повідомляється, російські війська обстріляли регіон 47 разів за останню добу, де було зафіксовано понад 237 вибухів у дев'яти населених пунктах. Генеральний прокурор України Андрій Костін заявив, що в період з 30 грудня 2023 року по 7 лютого 2024 року Росія випустила щонайменше 24 північнокорейські крилаті ракети по території України, здійснивши 12 атак на сім українських областей, в результаті чого загинуло щонайменше 14 осіб і ще 70 отримали поранення.
Україна і Німеччина підписали угоду про гарантії безпеки. Німеччина стала другою країною, яка підписала безпекову угоду з Україною — першою це зробила Британія в січні. Угода включає дипломатичні, економічні і військові заходи на випадок нової агресії росіян. Договір підписано на десять років з можливістю продовження. Німеччина підтримуватиме Україну в розбудові сучасних Збройних сил, щоб запобігти будь-якій майбутній агресії Росії. Німеччина оголосила про передачу Україні нової партії військової техніки.
- 18 бронетранспортерів;
- 3 990 артилерійських боєприпасів калібру 155 мм;
- 3 машини розмінування WISENT 1 на базі танка Leopard 1;
- 11 мінних тралів (сумарно 34);
- 10 розвідувальних БпЛА Vector із запасними частинами;
- 30 розвідувальних БпЛА RQ-35 Heidrun;
- 11 розвідувальних БпЛА Primoco ONE;
- 7 розвідувальних БпЛА Songbird;
- 4 автомобілі для захисту кордону.

Президенти України та Франції Володимир Зеленський та Емманюель Макрон підписали ‎Угоду про співробітництво у сфері безпеки між Україною та Францією в межах рамкової декларації «G7». Франція виділяє Україні ще 6 млрд євро додатково на військові потреби. Франція також виступає за довгострокову підтримку України, допоки вона не вступить у НАТО.

«Україна скоро стане членом ЄС, а також НАТО — я на це сподіваюсь. … Путінська росія стала фактором дестабілізації у світі, яка заперечує право України як держави робити свій власний вибір. росія все більше заявляє про своє бажання втручатися в наші вибори, і я сам став жертвою інформаційних атак», — президент Франції Емманюель Макрон.
Агентство Reuters, посилаючись на анонімних чиновників Міністерства оборони США, повідомило, що до лютого 2024 року Росія витратила на військові операції в Україні 211 мільярдів доларів. З точки зору втраченого економічного зростання, війна коштувала Росії 1,3 трильйона доларів порівняно з раніше очікуваним економічним зростанням до 2026 року.
Відбувся обмін тілами загиблих. Україні було повернуто тіла 58 загиблих військових.

### 17 лютого

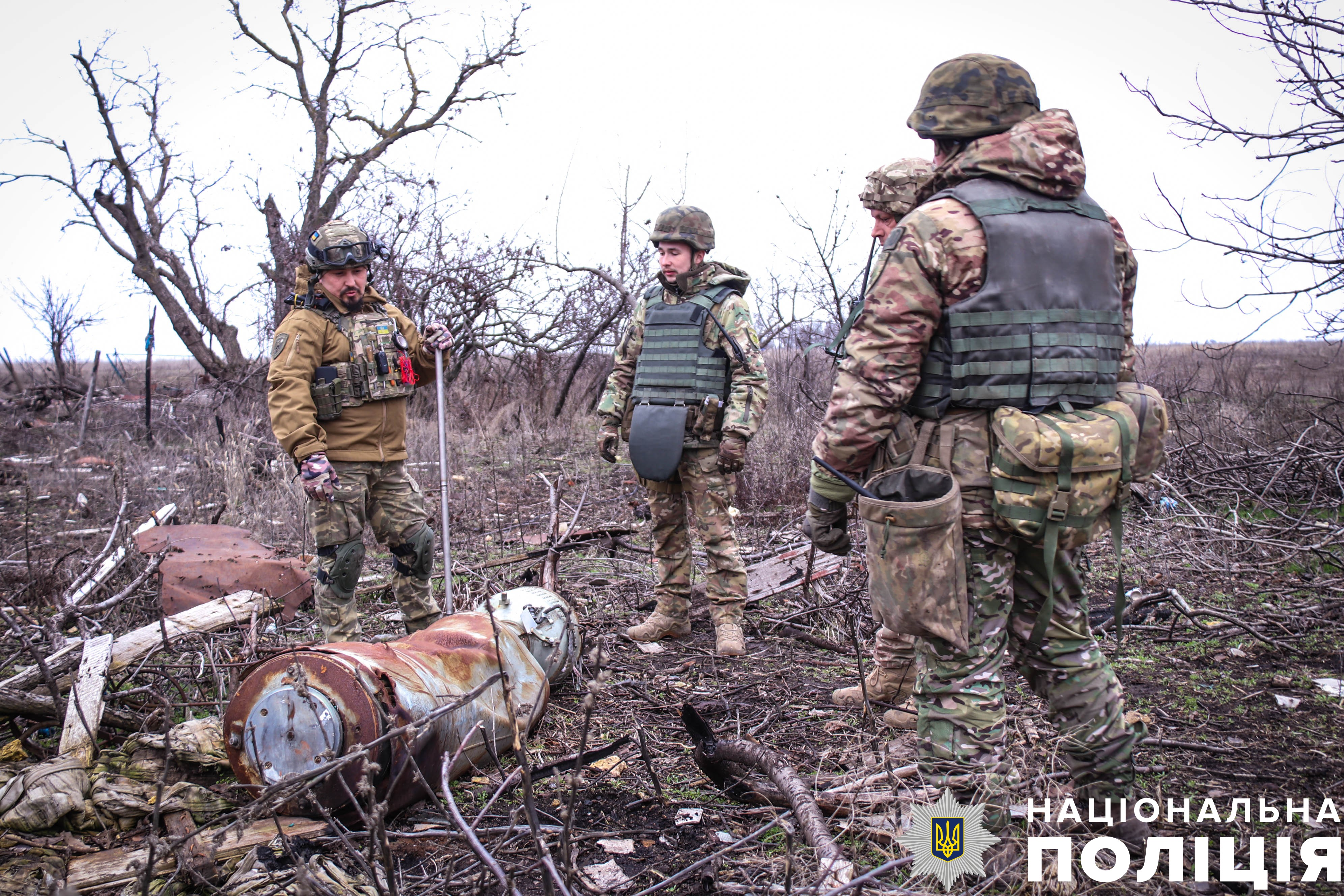
Вибухотехніки прибирають залишки авіаційної бомби в Бериславському районі Херсонщини, 17 лютого 2024

Головнокомандувач ЗСУ Сирський наказав українським військам у Авдіївці відступити на підготовлені позиції, щоб уникнути оточення. Вихід українських військ із Авдіївки відбувався відповідно до плану, але деяка кількість бійців потрапила в полон.
Російські війська під Авдіївкою вперше отримали тимчасову і локальну перевагу в повітрі та забезпечили повітряне прикриття військ, головним чином, завдяки масованому використанню авіаційних бомб, що ковзають. Росіяни застосували 60 бомб КАБ, протягом наступних днів — до 500 бомб. Затримки з наданням західної військової допомоги можуть призвести до скорочення української протиповітряної оборони, що може дозволити російським силам відновити повітряну підтримку з близької відстані, яка сприяла російському наступу на Авдіївку. Тим часом, російські війська просунулися поблизу Бахмута та Авдіївки, а також у західній частині Запорізької області.
Росія атакувала на Лиманському, Бахмутському, Авдіївському, Мар'їнському, Шахтарському та Запорізькому напрямках, де відбулося 82 бойових зіткнення. На Лиманському та Бахмутському напрямках українці відбили 12 обстрілів у районі Терни, Ямполівки, Торського та Білогорівки, та 14 — у районі Іванівського, Ключівки та Андріївки. На Авдіївському та Маріїнському напрямках українці відбили 14 обстрілів у Ласточкіному та 23 атаки поблизу Георгіївки, Побєди та Новомихайлівки. На Шахтарському та Запорізькому напрямках росіяни здійснили 15 невдалих обстрілів південніше Пречистівки, західніше Старомайорського та західніше Вербового і Роботиного. Протягом дня Росія здійснила 13 ракетних ударів, 104 авіаудари та 169 обстрілів українських позицій та населених пунктів (повідомляється про жертви серед мирного населення та зруйновану інфраструктуру). Українська авіація завдала 14 авіаударів по районах зосередження і три по зенітно-ракетних комплексах, а артилерія завдала ударів по району зосередження, двом блокпостам, чотирьом артилерійським підрозділам, чотирьом складам боєприпасів і станції радіоелектронної боротьби.
У пункті пропуску «Ягодин» польські протестувальники розвернули вантажівки з автомобілями для ЗСУ. «Польські протестувальники заблокували шість пунктів пропуску на кордоні з Україною, у чергах стоять 3300 вантажівок» — про це повідомив речник Державної прикордонної служби Андрій Демченко.
Російські війська обстріляли Херсон, один чоловік загинув, двоє людей поранено, повідомив у суботу голова Херсонської ОВА Олександр Прокудін.
Вден ьросійські керовані бомби влучили у середмістя Куп'янська. Вибухи спричинили руйнації трьох двоповерхових житлових будинків, пошкодили щонайменше десять приватних осель. Дві людини загинуло, ще 4 зазнали поранень.
Обласна військова адміністрація повідомила, що росіяни обстріляли 7 сіл у Сумській області, в результаті чого одна людина загинула, ще одна була поранена, пошкоджені будинки та господарські будівлі. Протягом дня російські військові здійснили 53 обстріли, спричинивши 253 вибухи.
Увечері росіяни обстріляли Краматорськ та Слов'янськ, загинуло щонайменше двоє людей і троє опинилися під завалами. Три ракети влучили в промислові зони та житлові квартали. Уранці на Східному напрямку підрозділами Повітряних Сил ЗСУ знищено три ворожі літаки — два винищувачі-бомбардувальники Су-34 та один винищувач Су-35. Відповідно до міжнародної супутникової пошуково-рятувальна системи — Коспас-Сарсат (Cospas-Sarsat), що при аваріях сповіщає про місцезнаходження персональних радіобуїв пілотів пошуки пілотів продовжуються.
На Мюнхенській конференції з безпеки прем'єр-міністерка Данії Метте Фредеріксен оголосила про передачу Україні всієї данської артилерії та закликала західні країни діяти аналогічно. «Тому вибачте, друзі, в Європі є військове обладнання, це питання не лише виробництва. У нас є зброя, боєприпаси, системи ППО, які ми поки що не використовуємо. Їх треба передати Україні», — заявила вона. Держсекретар США Ентоні Блінкен обговорював питання про можливе створення Росією ядерної космічної зброї у розмові зі своїми китайськими та індійськими колегами в кулуарах Мюнхенської безпекової конференції. Послання Блінкена було недвозначним: будь-який ядерний вибух у космосі знищить не лише американські супутники, але й супутники Пекіна та Нью-Делі. Відповідаючи на запитання на місці, Зеленський визнав важливість підтримання відносин з обома сторонами в Сполучених Штатах. Він підкреслив, що Україна «завжди хоче, щоб вони отримували реальну інформацію про війну», і знову звернувся до колишнього президента США Дональда Трампа, запросивши його відвідати Україну і разом побачити бойові дії на фронті, щоб Трамп міг відчути «справжню війну», а не «війну слів» в інтернеті.
Міністерство юстиції США оголосило, що перекаже через Естонію близько 500 000 доларів з російських фондів в Україну для допомоги Україні. Це вже другий випадок, коли США переказали конфісковані російські кошти в Україну.
Російська регіональна служба з надзвичайних ситуацій повідомила, що в Іжевську в Удмуртській Республіці сталася пожежа на підприємстві з виробництва безпілотників, яке в основному виробляє тактичні розвідувальні безпілотники «Гранат-4». Чи була пожежа пов'язана з Україною, невідомо.

### 18 лютого
У битві за Авдіївку втрати російських сил убитими та пораненими склали 47 тисяч осіб, заявив представник угруповання військ «Таврія» Дмитро Лиховій. За данними DeepState росіяни здійснили масовану атаку від Роботиного до Вербового. Ворог на півдні-заході Вербового пробив оборону. На думку ISW, українським силам, ймовірно, вдасться створити нові лінії оборони під Авдіївкою, що, ймовірно, призведе до кульмінації російського наступу в цьому районі. УЗатримка з наданням західної допомоги Україні, схоже, допомогла російським військам провести наступ на кількох ділянках фронту; російські війська провели щонайменше три наступальні операції: вздовж кордонів Харківської та Луганської областей, в Авдіївці та навколо неї, а також поблизу Роботиного. Водночас російські війська наступали на заході Запорізької області.
Зранку РФ обстріляла Нікопольський район з артилерії, одна людина отримала поранення.
ЗС РФ атакували на Куп'янському, Лиманському, Бахмутському, Авдіївському, Мар'їнському та Запорізькому напрямках, де відбулося 80 бойових зіткнень. На Куп'янському, Лиманському та Бахмутському напрямках українці відбили атаку біля Табаївки, 10 атак біля Білогорівки, Терни та Віїмки, а також вісім обстрілів в Іванівському, Ключівському та Андріївському районах. На Авдіївському та Мар'їнському напрямках українці відбили п'ять обстрілів поблизу Новобачмутівки, Ласточкиного та Первомайського, 18 — біля Георгіївки, Побєди та Новомихайлівки. На Запорізькому напрямку росіяни здійснили 10 невдалих обстрілів у районі Роботиного. РФ здійснила 3 ракетних удари, 43 авіаудари та 102 обстріли українських позицій та населених пунктів з жертвами серед мирного населення та руйнуваннями інфраструктури. Українська авіація завдала чотири авіаудари по районах зосередження, а артилерія обстріляла район зосередження, три блокпости і два склади боєприпасів.
Вночі росіяни випустив по території України шість ракет С-300, три крилаті ракети Х-22, керовану авіаційну ракету Х-59 та 14 ударних безпілотників. Повітряні сили збили 12 дронів та ракету Х-59 у межах Чернігівської, Сумської, Полтавської, Кіровоградської, Дніпропетровської областей. Крім того, на Східному напрямку було знищено російський винищувач Су-34.Зафіксовані руйнування на інфраструктурному об'єкту в Полтавській області.
ДССЗУ повідомила, що російські хакери атакували кілька українських ЗМІ включно з УП, Liga.net, «Апостроф» і «Телеграф». Пізніше Українська правда підтвердила, що її акаунт було використано для поширення дезінформації про українську армію.

### 19 лютого
Протягом тижня ЗС РФ окупували Авдіївку та коксохімічний завод на північ від міста, ЗСУ відступили на оборонні позиції на захід від Авдіївки. На думку Міністерства оборони Великобританії, "російським військам, ймовірно, не вистачило боєздатності, щоб негайно скористатися захопленням Авдіївки, і їм знадобиться період відпочинку та ремонту техніки.
За даними ISW, після захоплення Авдіївки кількість обстрілів з боку російських військ різко зменшилася, росіяни перегрупувалися і «зачистили територію» від українських військ. Інтенсивність обстрілів та повітряних атак також зменшилася. ЗС РФ просунулися поблизу Донецька і в західній частині Запорізької області. РФ атакувала Вовчанськ, поранені мирні жителі.
ЗСУ знищили самохідну реактивну установку розмінування УР-77 «Змій Горинич» на Запорізькому напрямку.
Росіяни атакували на Куп'янському, Лиманському, Бахмутському, Авдіївському, Мар'їнському, Шахтарському та Запорізькому напрямках, де відбулося 81 бойове зіткнення. На Куп'янському, Лиманському та Бахмутському напрямках українці відбили чотири атаки біля Синьківки, шість — біля Терни та Білогорівки, 14 — у районі Богданівки, Іванівського, Ключівки та Андріївки. На Авдіївському та Мар'їнському напрямках українці відбили дев'ять обстрілів біля Ласточкіна, Північного, Первомайського та Невельського, а також 21 атаку біля Георгіївки, Побєди та Новомихайлівки. На Шахтарському та Запорізькому напрямках росіяни здійснили 12 невдалих обстрілів під Старомайорськом та в районі Малинівки і Роботиного. РФ здійснила сім ракетних ударів, 87 авіаударів та 137 обстрілів українських позицій та населених пунктів з жертвами та руйнуваннями. Українська авіація завдала 10 авіаударів по місцях зосередження, один по блокпосту та 10 по зенітно-ракетних комплексах, а артилерія обстріляла блокпост, чотири склади з боєприпасами та п'ять артилерійських установок.
Російяни атакували територію України чотирма БпЛА типу «Shahed-136/131». Силами та засобами протиповітряної оборони знищено всі ворожі БпЛА.
В окупованому селищі Рибацьке, що на південь від Маріуполя було збито СУ-34 та СУ-35С В Макіївці на окупованій Донеччині було атаковано місцеву нафтобазу, де було чутно вибухи і в небо піднявся густий дим.
Зеленський відвідав командний пункт 14-ї окремої механізованої бригади, яка вела бойові дії на північно-східній ділянці Куп'янська. Він заслухав доповідь командира бригади, підполковника Олексія Трубнікова, та вручив нагороди.
Міністр оборони Білл Блер заявив, що Канада надішле в Україну 800 багатоцільових безпілотників SkyRanger R70. Міністр оборони Нідерландів Кайса Оллонгрен заявила, що Нідерланди почали постачати Україні безпілотники. Михайло Федоров заявив, що Україна працює зі SpaceX над пошуком рішень щодо заборони Росії використовувати термінали Starlink.
Прем'єр-міністр України Денис Шмигаль очолив делегацію з 80 українських компаній у складі 300 осіб, яка прибула до Токіо, Японія, для участі у зустрічі з питань відновлення України. Після зустрічі Шмигаль заявив, що Японія виділить 1,34 млрд доларів на підтримку японських інвесторів в Україні. Міністерство закордонних справ Японії оголосило, що надасть Україні 105 млн доларів допомоги у вигляді грантів.

### 20 лютого
За даними Міністерства оборони Великої Британії, російські війська посилили наземні атаки на осі вздовж села Роботине, яке Україна звільнила під час літнього контрнаступу 2023 року і відтоді перебуває на лінії фронту. Російська 58-а загальновійськова армія та повітряно-десантні війська, що діяли в цьому районі, зазнали значних втрат під час українського контрнаступу, але низький темп операцій та постійні російські зусилля з вербування, ймовірно, дозволили росіянам відновити свої позиції в цьому секторі. За даними міністерства, за тиждень ЗС РФ посилили атаки в кількох точках уздовж лінії фронту, ймовірно, з наміром розтягнути українські сили. За даними ISW, ЗС РФ просунулися на захід від Авдіївки.

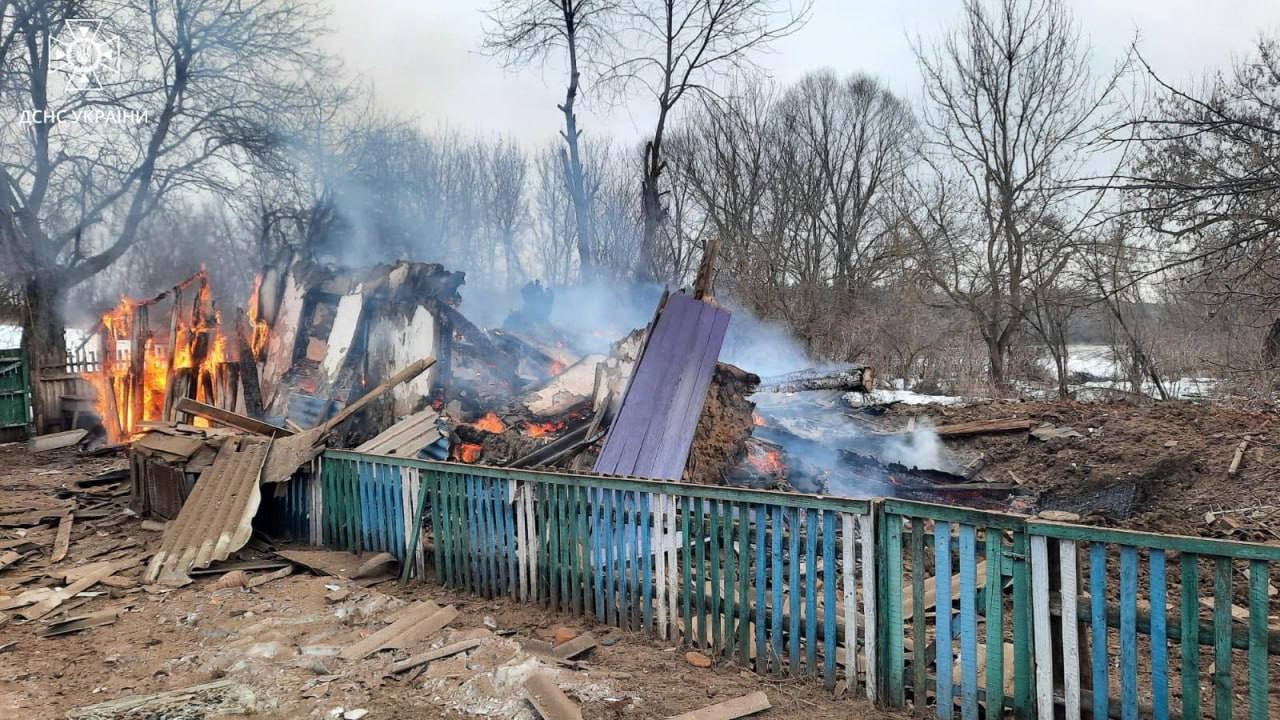
Приватний будинок у селі Нова Слобода (Сумська область) після ранкової атаки російського безпілотника; загинули п'ятеро людей: мати, двоє синів, бабуся та родич. 20.02.2024

Росія атакувала в напрямках Куп'янська, Лиману, Бахмуту, Авдіївки, Мар'їнки, Шахтарська та Запоріжжя, де відбулося 66 бойових зіткнень. На Куп'янському, Лиманському та Бахмутському напрямках українці відбили дві атаки біля Синьківки, вісім — біля Терни та Білогорівки, дві — в Іванівському районі. На Авдіївському та Мар'їнському напрямках українці відбили 13 обстрілів біля Степового, Ласточкіна, Північного та Невельського, 20 — біля Георгіївки, Побєди та Новомихайлівки. На Шахтарському та Запорізькому напрямках росіяни здійснили 14 невдалих обстрілів південніше Пречистівки та Золотої Ниви, а також у районі Малої Токмачки та Роботиного. Протягом дня Росія здійснила п'ять ракетних ударів, 125 авіаударів та 124 обстріли українських позицій та населених пунктів з жертвами та руйнуваннями. Українська авіація завдала 10 авіаударів по районах зосередження та п'ять по зенітно-ракетних комплексах, а артилерія обстріляла дев'ять районів зосередження, склад паливно-мастильних матеріалів та 12 артилерійських установок.
Вночі росіяни атакували Україну двома ракетами комплексу С-300/С-400, авіаційною ракетою Х-31 та 23-ма БпЛА типу «Shahed-136/131». ППО збили всі дрони, у Полтавській області внаслідок падіння БПЛА на промисловому об'єкті сталася пожежа.
Зранку п'ятеро людей загинули внаслідок російських обстрілів (із застосуванням артилерії та авіації) у Новій Слободі Сумської області.
Увечері російський безпілотник влучив у цивільний автомобіль у Куп'янському районі, двоє пасажирів загинули, а третій отримав поранення. Російські війська атакували Нікополь, поранивши щонайменше трьох цивільних. Увечері Росія здійснила ракетний обстріл Краматорська, внаслідок чого було поранено щонайменше шість цивільних осіб.
Уряд Швеції оголосив про надання Україні найбільшого пакету військової допомоги на суму 7,1 мільярда шведських крон (близько 630 мільйонів євро). Україні будуть передані: 10 десантно-штурмових катерів класу Stridsbåt 90; 20 десантних катерів; підводне озброєння, включаючи міни та торпеди; зенітні системи типу Robot 70; протитанкові системи TOW; гранатомети разом з боєприпасами; артилерійські боєприпаси; ручні гранати; гранатомети «Карл Густав»; медичне обладнання; автомобілі швидкої допомоги. Додатково, 1 мільярд шведських крон буде спрямовано на закупівлю військової техніки через різні фонди, а ще 1 мільярд крон буде використано для замовлення нових бойових машин Stridsfordon 90 для України.
Міністр оборони Рустем Умєров та Головнокомандувач ЗСУ Сирський провели телефонну розмову з міністром оборони США Ллойдом Остіном. Європейська комісія оголосила, що надасть Україні гуманітарну допомогу у $81,2 млн у 2024 році, яка покриє базові потреби, такі як житло, послуги захисту, чиста вода, освіта та охорона здоров'я.
Від удару двома ракетами HIMARS по полігону поблизу села Трудівське Донецької області загинули щонайменше 60 військових 36-ї гвардійської мотострілецької бригади (в/ч 06705) із Забайкалля. Як стверджується, удар був нанесений у момент, коли на полігоні вишикувалися російські військовослужбовці трьох рот мотострілецької бригади (200—300 осіб), чекаючи на прибуття командувача 29-ї армії Східного військового округу, генерал-майора Олега Мойсеєва. Російська служба BBC вказує, що в її розпорядженні є більше 10 фотографій та відеозаписів, на яких видно десятки загиблих.

## 21—29 лютого

### 21 лютого

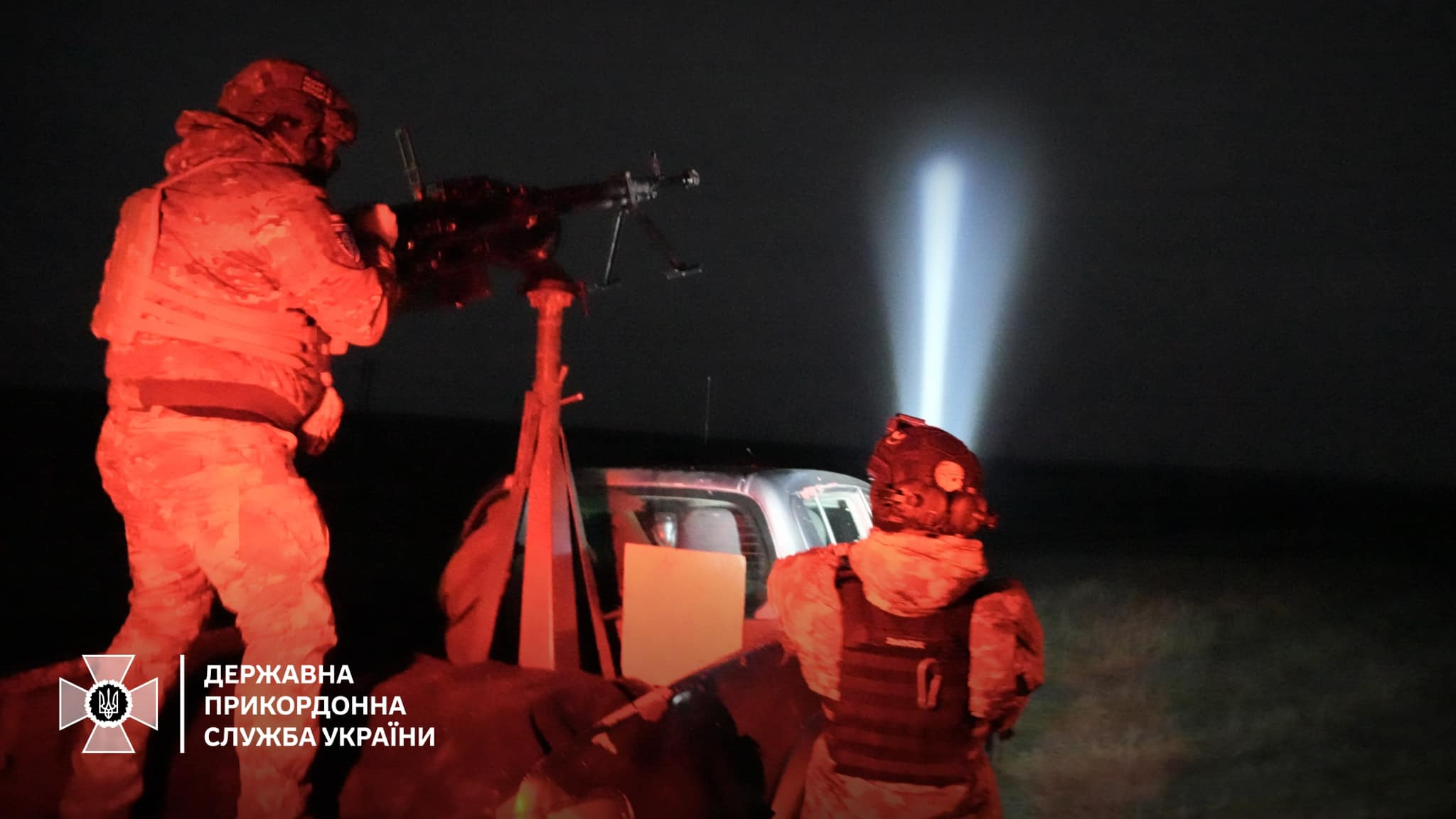
Мобільна вогнева група Державної прикордонної служби полює на російські безпілотники. 21 лютого 2024 року

Росіяни після захоплення Авдіївки намагалися йти далі, хоча інтенсивність їхніх атак зменшилася. Він додав, що вони наступали невеликими групами піхоти і намагалися вибрати українську оборону, кілька ліній якої було створено після того, як вони залишили місто. За словами українців, вони передислокували частину своїх багатотисячних сил з-під Авдіївки на інші ділянки, в тому числі активізували операції в Запорізькій області біля Роботиного. За даними ISW, російські війська просунулися поблизу Авдіївки, Донецька, Роботиного та Кринок.

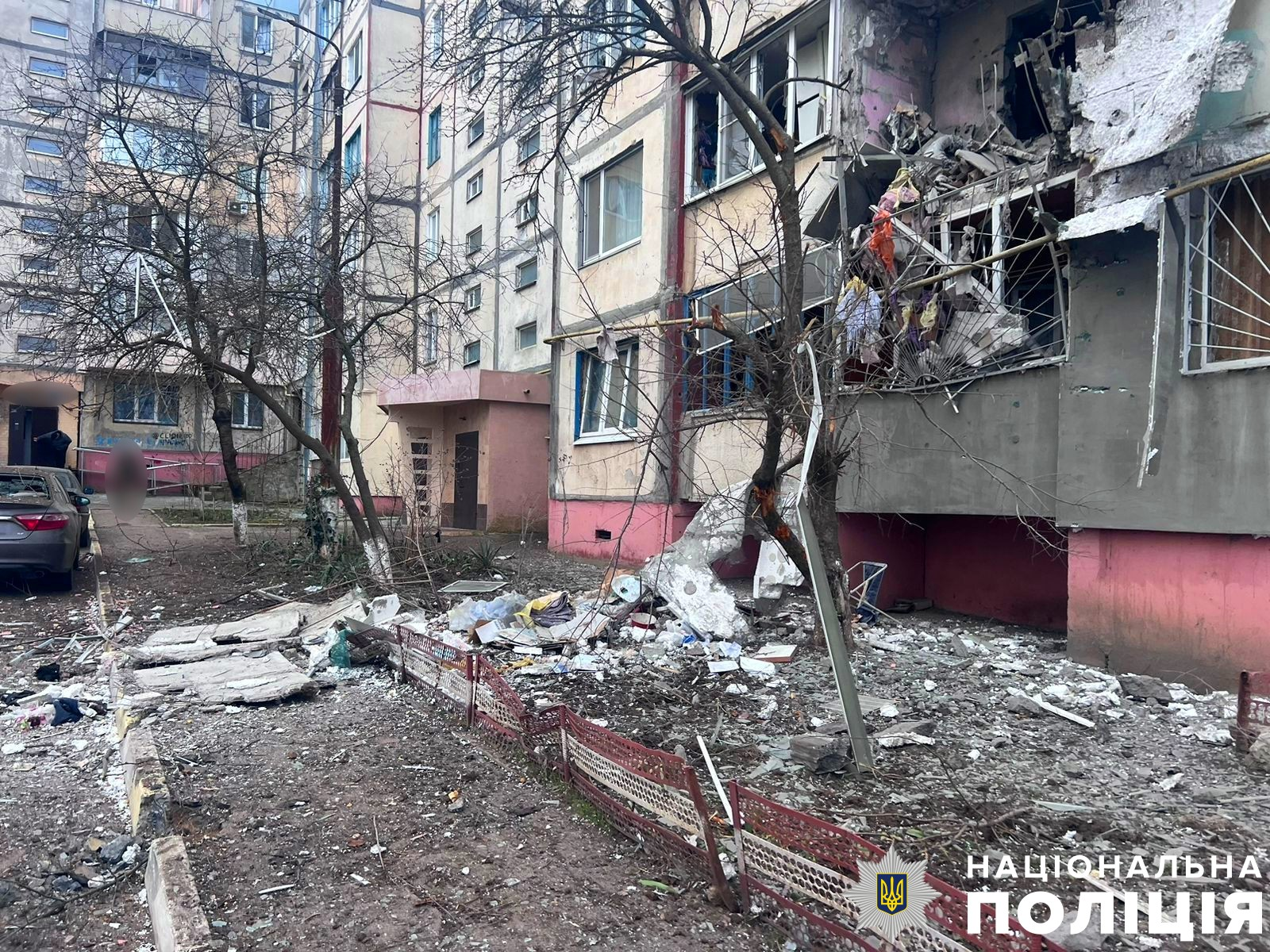
Будинок у Херсоні після російського обстрілу в ніч на 21 лютого 2024 року

Росіяни атакували в напрямках Куп'янська, Лиману, Бахмуту, Мар'їнки, Шахтарська та Запоріжжя, де відбулося 64 бойових зіткнення. На Куп'янському, Лиманському та Бахмутському напрямках українці відбили три атаки в районі Синьківки та Табаївки, шість — в районі Терни та Виїмки, по два — в районі Ключівки та Майорська. На Авдіївському та Маріїнському напрямках українські військові відбили 19 обстрілів поблизу Степового, Ласточкіна, Північного, Первомайського та Невельська, а також 14 обстрілів поблизу Георгіївки, Побєди та Новомихайлівки. На Шахтарському та Запорізькому напрямках росіяни здійснили дев'ять невдалих обстрілів на південь від Золотої Ниви та на захід від Вербового, а також у районі Роботиного. Протягом 24 годин Росія здійснила чотири ракетні обстріли, 113 авіаударів та 105 обстрілів українських позицій та населених пунктів (повідомляється про жертви серед цивільного населення та зруйновану інфраструктуру). Українська авіація завдала 10 авіаударів по районах зосередження і два по зенітно-ракетних комплексах, а артилерія обстріляла п'ять районів зосередження, два склади паливно-мастильних матеріалів, три блокпости, вісім артилерійських одиниць і радіолокаційну станцію.
Близько 12:40 здійснили мінометні та артилерійські обстріли села Іванівка Петропавлівської громади. Поранено 52-річного мирного мешканця. Близько 15:00 російські військовослужбовці обстріляли села Вільхуватка, зруйновано та пошкоджено житлові будинки. Збитий російський Су-34 став сьомим російським винищувачем, збитим менш ніж за тиждень.
Іран передав російським окупантам близько 400 балістичних ракет з радіусом дій до 700 км. Про це в середу, 21 лютого, заявляє інформаційне агентство Reuters з посиланням на анонімні іранські джерела. Частина переданих ракет належить до балістики малої дальності Fateh-110, зокрема Zolfaghar і здатна знищувати цілі на відстані від 300 до 700 кілометрів.
Російські війська атакували ударними БПЛА Полтавську область, у Миргородському районі, обійшлось без поранених.
Речниця Міністерства оборони США Сабріна Сінгх заявила, що США зможуть почати надавати військову допомогу Україні «незабаром», як тільки Конгрес ухвалить законопроект про зовнішню допомогу, що передбачає надання українській стороні 60 мільярдів доларів.
Президент Зеленський підписав указ, який дозволяє іноземцям та «особам без громадянства» служити в Національній гвардії України. Відтепер іноземці, які законно перебували в Україні, не мали судимості та відповідали умовам проходження військової служби, могли бути прийняті на контрактну військову службу до Національної гвардії України.

### 22 лютого
СБУ підтвердила застосування Росією ракет КНДР. Росіяни атакували в напрямках Куп'янська, Лиману, Бахмуту, Авдіївки, Мар'їнки, Шахтарська та Запоріжжя, де відбулося 101 бойове зіткнення. На Куп'янському, Лиманському та Бахмутському напрямках українці відбили п'ять атак біля Синьківки, 14 — біля Тернового та Ямполівки, 16 — у районі Андріївки, Богданівки, Іванівської Ключівки та Торечки. На Авдіївському та Маріїнському напрямках українські військові відбили 10 обстрілів в районі Орлівки, Північного, Первомайського та Невельського, а також 43 обстріли в районі Побєди та Новомихайлівки. На Шахтарському та Запорізькому напрямках росіяни здійснили вісім невдалих обстрілів південніше Золотої Ниви, західніше Вербового та в районі Роботиного. Протягом дня Російська Федерація здійснила три ракетних обстріли, 83 авіаудари та 152 обстріли українських позицій та населених пунктів. Українська авіація завдала шість авіаударів по районах зосередження та три по зенітно-ракетних комплексах, а артилерія — по чотирьох районах зосередження, логістичному вузлу, двох зенітних комплексах та наземній станції управління безпілотниками. Росіяни обстріляли з «Ураганів» Донецьку область, є загиблий та багато поранених.
Міністерство оборони Росії оголосило про захоплення села Побєда, за 5 км на захід від Донецька. Україна заявила, що «стримує сили противника» в Побєді, але не спростувала однозначно заяви Росії. За даними ISW, російські війська просунулися поблизу Бахмута та Авдіївки.
Було проведено щойнаменше три удари по скупченню російських військ на полігоні біля Нової Каховки. Кількість ураженого особового складу сягнула до 60 осіб. Російське керівництво угруповання військ «Днєпр» приїхало з перевіркою підготовки підрозділів 328-го ДШП, 810-ї ОБрМП і 81-го САП РФ, яких готували до штурмових дій Кринків, де українські війська мають плацдарм.
Вранці російські війська атакували село Львів у Херсонській області, в результаті чого загинув 59-річний чоловік. Увечері в результаті російського обстрілу селища Костянтинопольський в Донецькій області загинула одна людина і дев'ять отримали поранення, в тому числі четверо дітей. Російські війська застосували проти цивільного населення реактивні системи залпового вогню «Ураган» з осколково-фугасними боєголовками.
Міністр оборони Великої Британії Грант Шаппс оголосив про відправку Україні додаткових 200 авіаційних протитанкових ракет Brimstone. Також Шеппс поінформував, що Велика Британія навчатиме додаткову кількість українських військових спільно з іншими союзниками, додавши, що разом вони проведуть навчання ще 10 тисяч людей у першій половині 2024 року.
Міністерство оборони Данії пообіцяло надати Україні військову допомогу на суму $247 млн, що включає, серед іншого, боєприпаси та обладнання для безпілотників. Міністерство оборони також заявило, що Україна може отримати першу партію данських винищувачів F-16 вже цього літа.
Нова Зеландія надала Україні військову та гуманітарну допомогу на суму $26 млн, у тому числі на підготовку солдатів і закупівлю зброї та боєприпасів.
Міжнародна організація з міграції (МОМ) повідомила, що за 2 роки з моменту вторгнення Росії в Україну майже ⅓ українців, або понад 14 млн осіб, були змушені залишити свої домівки, з яких 4,5 млн повернулися до України, 3,7 млн були переселені в межах України, а майже 6,5 млн виїхали за кордон.

### 23 лютого

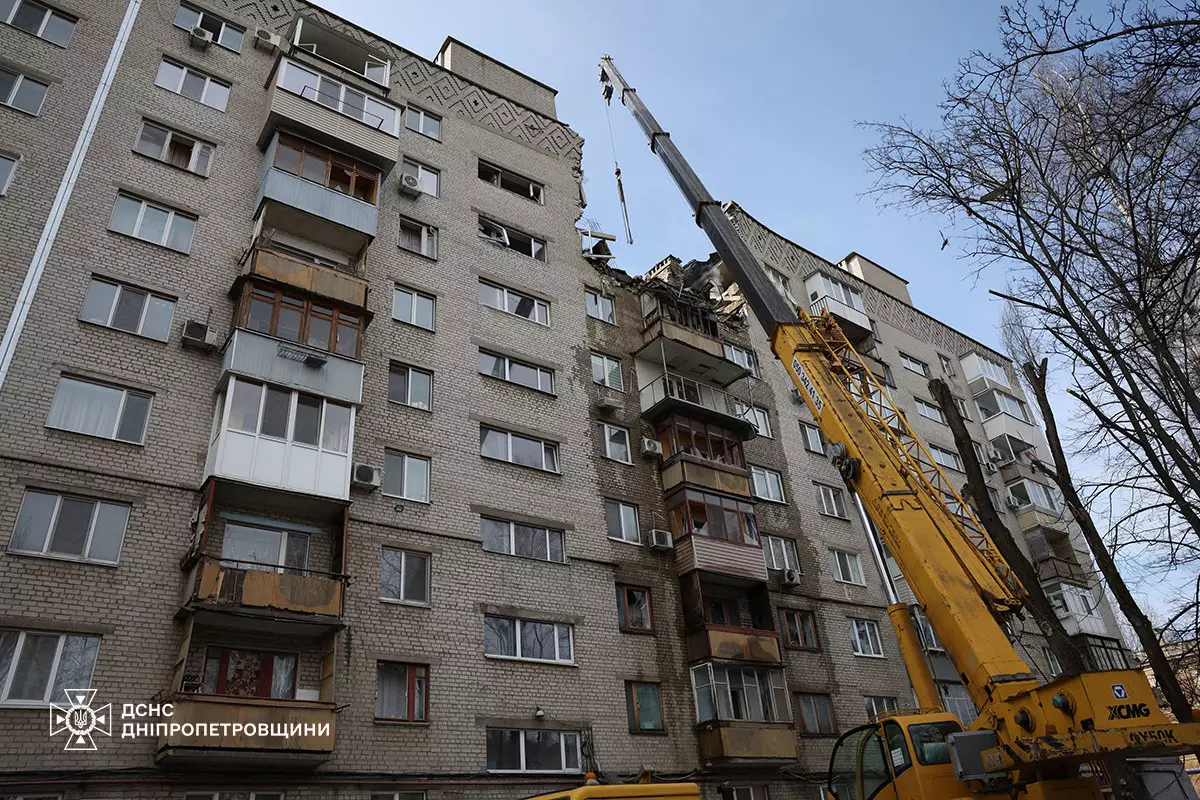
Наслідки влучання БПЛА в Дніпрі, 23 лютого 2024 року

Протягом доби було ліквідовано 1000 окупантів. ЗСУ просунулися під Кремінною, а ЗС РФ під Бахмутом і Донецьком. Заступник голови ГУР Вадим Скібіцький заявив, що міжнародні санкції погіршують якість російських ракет через постійні зусилля Росії, спрямовані на збільшення виробництва ракет.
Росіяни атакували в напрямках Куп'янська, Лиману, Бахмуту, Авдіївки, Мар'їнки та Запоріжжя, де відбулося 84 бойових зіткнення. На Куп'янському, Лиманському та Бахмутському напрямках українці відбили два напади біля Синьківки, два — біля Терни, дев'ять — у районі Богданівки та Іванівського. На Авдіївському та Мар'їнському напрямках українські військові відбили дев'ять обстрілів у районі Ласточкіна, Північного та Первомайського та 44 — у районі Георгіївки, Побєди та Новомихайлівки. На Запорізькому напрямку росіяни здійснили вісім невдалих обстрілів у районі Роботиного. Протягом дня Росія здійснила 10 ракетних ударів, 93 авіаудари та 141 обстріл українських позицій та населених пунктів. Українська авіація завдала шість авіаударів по районах зосередження та три по зенітно-ракетних комплексах, а артилерія — по чотирьох районах зосередження, блокпосту, трьом артилерійським підрозділам, складу боєприпасів та двом радіолокаційним станціям «Бук-М3».
Ніч почалася з атаки дронами по Україні, ППО знищили 23 з 31 безпілотника типу Shahed, що були випущені по території Одеської, Миколаївської, Полтавської, Дніпропетровської та Харківської областей. Крім того, було зафіксовано запуск росіянами трьох ракет комплексу С-300, однієї протирадіолокаційної ракети Х-31П та двох крилатих ракет Х-22. В Одесі один з безпілотників упав на цивільне підприємство — спалахнула пожежа. Під завалами рятувальники виявили тіла 3 загиблих людей. У Дніпрі безпілотник влучив у 9-поверховий житловий будинок. Наразі відомо про 8 постраждалих, 7 з них — госпіталізовані. Рятувальники розбирають завали і досі шукають людей. РФ здійснила 287 атак на Херсонську область і випустила 1 716 снарядів з різних видів зброї, в результаті чого загинула одна цивільна особа і ще двоє отримали поранення.
У Придністров'ї зібрали перше за 18 років зібрання. Наприкінці лютого так звана ПМР могла оголосити про бажання приєднатися до РФ. Посол України в Молдові Марко Шевченко наголосив, що Київ був готовий надати Кишиневу допомогу у разі ескалації ситуації в Придністров'ї, за умови, що Молдова звернеться з таким проханням.
Прем'єр-міністерка Данії Метте Фредеріксен оголосила про укладення угоди між Данією та Україною з безпековими зобов'язаннями. Зокрема, Данія зобов'язувался підтримувати Україну, включаючи військову та цивільну допомогу, протягом десяти років.
ГУР та Повітряні сили України знищили російський А-50У з позивним «Баян» в районі Азовського моря поблизу Приморсько-Ахтарська, операція готувалася два тижні. Як зазначила місцева влада Краснодарського краю місце загоряння складає 250м2 літак впав біля села Трудова Арменія. На відео що поширюють медіа повідомляють, що екіпаж літака знав, що в них летить ракета та відстрював теплові паскти, щоб не бути ураженим. Літак був збитий ракетою комплексу С-200.
Близько 20:44 Повітряні сили написали про БпЛА з Чорного моря в напрямку Білгород-Дністровського району Одеської області. О 21:20 було атаковано Одесу.
Вночі СБУ та ГУР МО атакували один із цехів Новолипецького металургійного комбінату, одного з найбільших російських заводів такого типу, що працював на армію РФ. Безпілотники СБУ та ГУР влучили в установки для охолодження неочищеного коксового газу, їхнє ураження мало призвести до тривалої зупинки всього виробничого процесу комбінату. На комбінаті на цей час виробляли 18 % усієї сталі Росії., підприємство постачало сталь, сплави та прокат для військової галузі РФ, зокрема, виробництва крилатих та балістичних ракет.
Чехія організовувала збір коштів на $2 млрд для закупівлі артилерійських снарядів для України в країнах Південної Африки та Кореї.

### 24 лютого
ЗСУ відійшли на західну околицю Ласточкиного на Авдіївському фронті, де зайняли підготовлені оборонні позиції, там тривали важкі бої тривають. ЗС РФ просунулися поблизу Бахмута та Авдіївки, у західній частині Запорізької області. ЗСУ утримували позиції на лівобережжі Дніпра й відбили атаки росіян поблизу Іванівського (Донецька область) і вразили склад боєприпасів противника.
Росіяни атакували Лиман, Бахмут, Авдіївку, Мар'їнку, Шахтарськ і Запоріжжя, де відбулося 84 зіткнення. На Лиманському та Бахмутському напрямках українці відбили три атаки в районі Терни, 13 — в районах Іванівського, Ключівки та Андріївки. На Авдіївському та Маріїнському напрямках українські військові відбили 14 обстрілів у районі Ласточкіна, Північного, Первомайського та Невельського, а також 39 — у районі Новомихайлівки. На Шахтарському та Запорізькому напрямках росіяни здійснили шість невдалих обстрілів південніше Золотої Ниви та в районі Роботиного. РФ здійснила 9 ракетних ударів, 77 авіаударів та 119 обстрілів, ВПС ЗСУ завдали 13 авіаударів по районах зосередження, а артилерія завдала ударів по радіолокаційній станції та двох районах зосередження.
Окупанти атакували вночі двома балістичними ракетами Іскандер-М, трьома керованими авіаційними ракетами Х-59 та 12-ма бпла, вдалось збити дві Х-59 та 12 БПЛА типу «Shahed-136/131».
До другої річниці повномаштабного вторгнення до Києва прибули президент Єврокомісії Урсула фон дер Ляєн, прем'єр Канади Джастін Трюдо, голова уряду Італії Джорджа Мелоні, прем'єр Бельгії Александер Де Кроо. Україна підписала безпекові угоди з Канадою та Італією. У документі зафіксовано, що Італія та Канада й надалі забезпечуватиме невідкладні потреби України, Італія продовжила на 2024 рік дію законодавства, яке дозволяє військову підтримку.
ГПУ почала розслідування страти Росією сімох українських солдатів, які здалися в полон у Донецькій області. На опубліковано відео росіяни розстрілюють українських військовослужбовців біля сіл Іванівне та Хромове, близ Бахмута.
Вночі росіяни зруйнували залізничний вокзал у Костянтинівці на Донеччині. Внаслідок обстрілів з РСЗВ С-300 пошкоджено 2 приватних і 12 багатоквартирних будинків, 21 магазин, 19 торговельних павільйонів, три заклади освіти, 2 адмінбудівлі, пошта, кіоск. Поранено оду людину.

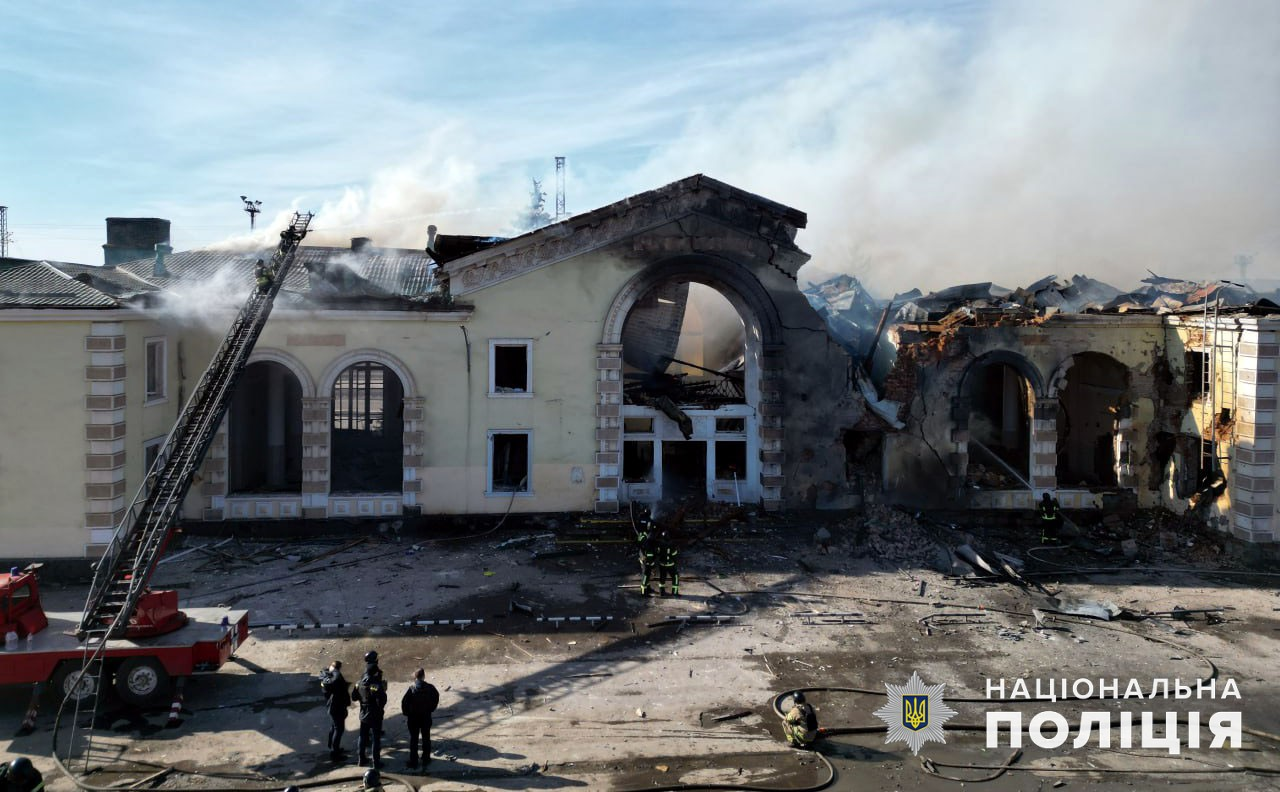
Залізничний вокзал Костянтинівки після потрапляння російської ракети. 25.02.2024

### 25 лютого

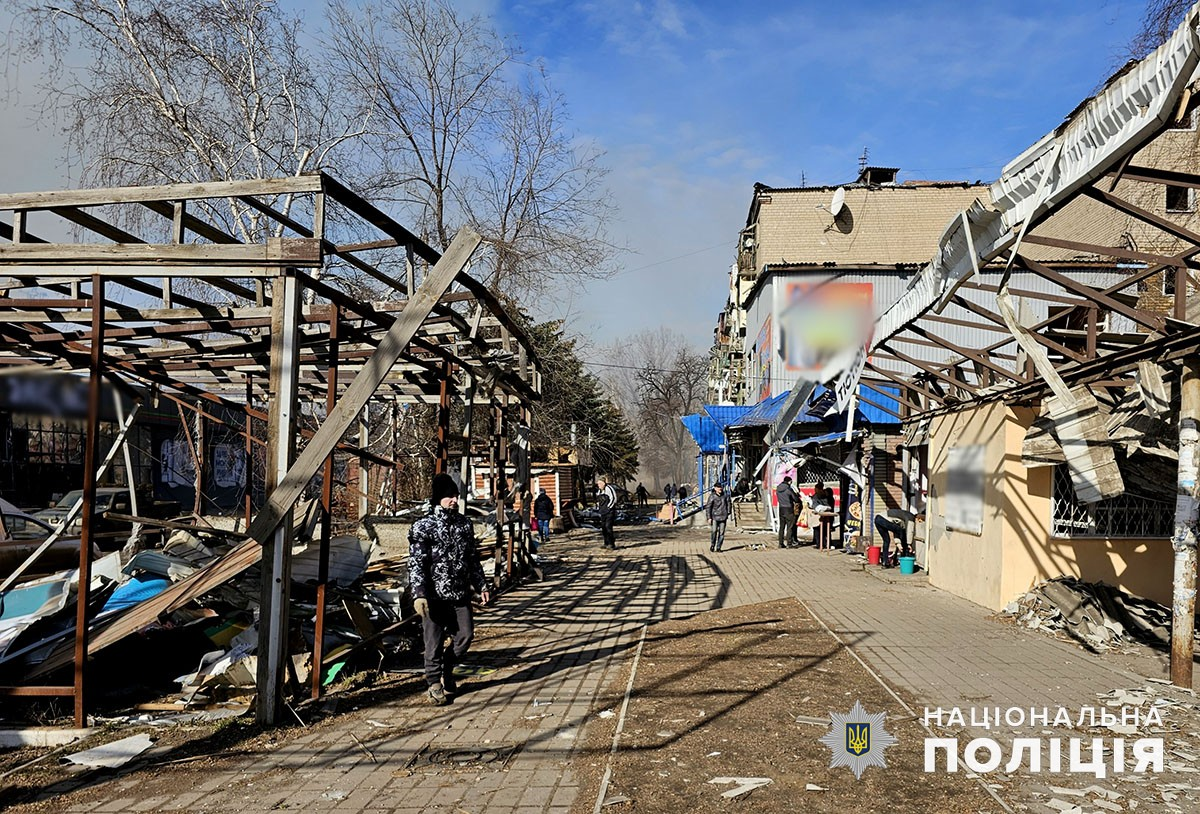
Зруйновані кіоски в Костянтинівці після влучання ракети. 25.02.2024

ЗС РФ просунулися в районі Бахмута і Кринок. Російські офіційні особи та державні ЗМІ в основному утримуються від обговорення двох років вторгнення РФ до України.
Росіяни атакували на Куп'янському, Лиманському, Бахмутському, Авдіївському, Мар'їнському та Запорізькому напрямках, де відбулося 95 бойових зіткнень. На Куп'янському, Лиманському та Бахмутському напрямках українці відбили шість атак біля Синьківки та Табаївки, п'ять — біля Терни та Білогорівки, вісім — в районі Іванівського та Ключівки. На Авдіївському та Маріїнському напрямках українські військові відбили 25 обстрілів поблизу Північного, Степового, Бердичева, Ласточкіна та Невельського, а також 40 обстрілів поблизу Новомихайлівки, Георгіївки, Побєди та Красногорівки. На Запорізькому напрямку росіяни здійснили сім невдалих обстрілів південніше в районі Роботиного та Гуляйполя. У Хмельницькій області російський обстріл пошкодив об'єкт інфраструктури.
РФ здійснила 11 ракетних ударів, 98 авіаударів та 129 обстрілів позицій ЗСУ та населених пунктів з жертвами та влучаннями в інфраструктуру. ВПС ЗСУ завдали сім авіаударів по місцях зосередження бойовиків і два — по зенітно-ракетних комплексах, а артилерія завдала ударів по трьох артилерійських позиціях.
Ворог атакував 18-ма ударними БпЛА типу Shahed. 16 із них збили у межах Полтавської, Київської, Хмельницької, Миколаївської, Кіровоградської, Дніпропетровської, Запорізької, Херсонської областей. У Нікополі ворог із дрону скинув вибухівку на територію одного з підприємств, вбивши людину.
Російські війська атакували село Тягинка, загинули 44-річний чоловік і 62-річна жінка, у Херсонській області росіяни пошкодили два житлових будинки та сім господарських будівель. У Херсоні постраждав навчальний заклад, адміністративні будівлі та об'єкт критичної інфраструктури. Увечері було здійснено ракетно-безпілотний обстріл Дніпра та Дніпропетровської області, чотири людини отримали поранення, пошкоджено 10 будинків. Засоби протиповітряної оборони збили над містом три крилаті ракети і три безпілотники.
Ввечері було завдано ракетний удар по Дніпру. Внаслідок атаки чотири особи отримали поранення, також було пошкоджено близько десятка будинків. Сили ППО збили три крилаті ракети і три дрони над Дніпром.
ППО ЗСУ знищили дев'ять ударних безпілотників та три ракети Х-59, російські війська атакували балістичною ракетою «Іскандер-М» (Крим), двома ЗКР С-300 (Бєлгородська обл.), трьома керованими авіаційними ракетами Х-59, протирадіолокаційною — Х-31П (ТОТ Запорізької обл.) та 14-ма ударними безпілотниками типу «Shahed» (Курська обл.). У результаті бойової роботи протиповітряною обороною знищено три керовані авіаційні ракети Х-59 та 9 «шахедів» у межах Харківської та Дніпропетровської областей.
Український уряд організував у Києві захід «Україна 2024», присвячений другій річниці повномастштабної війни, його відвідали високопоставлені урядовці та деякі військові. Президент Зеленський заявив, що з початку повномасштабного вторгнення загинула 31 тис. українських солдатів, а з російського боку — 180 000 росіян. Міністр оборони України Рустем Умєров заявив, що Україна бере участь у боротьбі з корупцією. За останні місяці Міністерство оборони виявило запаси продовольства на десятки мільйонів доларів під час перевірок військових частин. Міністерство оборони провело аудит підрозділів. Міністр цифрової трансформації Федоров заявив, що Україна досягне виробництва 1 млн безпілотників на рік у 2024 році. Наразі понад 90 % безпілотників, які використовуються на лінії фронту, вироблені в Україні. Міністр з питань стратегічних галузей промисловості Олександр Камишин заявив, що виробництво української оборонної промисловості у 2024 році буде в шість разів більшим, ніж у 2023 році. Українська оборонна промисловість складається з понад 500 підприємств, на яких працює близько 300 000 осіб. Заступник верховного головнокомандувача ЗСУ Сухаревський заявив, що українська армія не планує замінювати артилерію безпілотниками.
Голова української розвідки Буданов заявив, що проросійський регіон Придністров'я не буде приєднано до Росії в найближчому майбутньому. Він також заявив, що стратегічні цілі Росії на 2024 рік не змінилися і все ще включають знищення державного статусу України та повну окупацію Донецької та Луганської областей, додавши, що цього не було досягнуто у 2022 та 2023 роках, і буде так само у 2024 році. Уповноважений з прав людини Дмитро Лубінець заявив, що росіяни захопили 28 000 українських цивільних осіб з окупованих Росією територій, включаючи релігійних діячів, журналістів, працівників неурядових організацій та представників регіональної влади. Україні вдалося визволити з полону 3135 українських громадян, у тому числі 147 цивільних осіб; близько 90 % українських бранців зазнавали щоденних катувань. Міністр закордонних справ України Дмитро Кулеба заявив, що повідомлення ЗМІ про те, що західні союзники відчувають «втому від України», не ґрунтуються на фактах, і що європейські країни взяли на себе необхідні зобов'язання щодо підтримки України.

### 26 лютого
ЗСУ ліквідували 880 окупантів, загальна кількість втрат армії рф із початку вторгнення сягнула 410 700 військових. Також ЗСУ знищили 13 танків, 12 артсистем та 37 ББМ. ЗСУ збили ще російський літак Су-34.
ЗСУ відійшли з Ласточкиного, розташованого за 2 км на захід від Авдіївки до сусідніх сіл (Орлівка, Тоненьке і Бердичі), намагаючись утримати там лінію фронту. Пізніше Росія заявила, що захопила село і відкинула українські сили на 10 км. В ЗСУ заявили, що після виведення військ з Авдіївки будувалися укріплення біля Ласточкиного, Новобахмутівки та Первомайського. РФ продовжила накопичувати війська біля Куп'янська, який залишався головною метою Росії, але українська армія побудувала «потужні укріплення» навколо міста. ЗС РФ мали успіхи в наступі поблизу Кремінної, Бахмута та Авдіївки.
Росіяни атакували в напрямках Куп'янська, Лиману, Бахмуту, Авдіївки, Мар'їнки та Запоріжжя, де відбулося 96 бойових зіткнень. На Куп'янському, Лиманському та Бахмутському напрямках українці відбили 22 атаки в районі Іванівки, Табаївки та Синьківки, шість — біля Терни, дев'ять — в районі Іванівського та Ключівки. На Авдіївському та Маріїнському напрямках українські військові відбили 19 обстрілів в районі Бердичева, Орлівки, Північного, Первомайського та Невеля, 25 обстрілів в районі Новомихайлівки та вісім обстрілів в районі Красногорівки, Георгіївки та Побєди. На Запорізькому напрямку росіяни здійснили шість невдалих обстрілів у районі Роботиного. Протягом дня Росія здійснила шість ракетних обстрілів, 92 авіаудари та 110 обстрілів українських позицій та населених пунктів. Українська авіація завдала дев'ять авіаударів по районах зосередження, а артилерія — по двох районах зосередження, блокпосту та станції управління безпілотниками.
Ворог атакував Дніпро та область ракетами та дронами. ППО вдалося збили три крилаті ракети та п'ять «Shahed». У приватному секторі уламки російського залізяччя впали на житловий сектор. Внаслідок вчорашньої атаки по Дніпру травмовано 4 людини. Щонайменше двоє людей загинули в результаті нічних атак з боку Росії із застосуванням авіабомб.
Губернатор Бєлгородської області В'ячеслав Гладков заявив, що український безпілотник збив автомобіль у селі Почаєво (за 5 км від українського кордону), в результаті чого загинули три людини і ще троє отримали поранення.
Німеччина оголосила про новий пакет військової допомоги Україні, який включає, серед іншого, 14 000 155-мм ракет, чотири машини для розмінування Wisent 1, три мобільні дистанційно керовані системи розмінування, обладнання для знешкодження вибухонебезпечних предметів, 10 розвідувальних безпілотників Vector із запасними частинами, 22 датчики і системи перешкод для протидії безпілотникам, 12 терміналів супутникового зв'язку і чотири прикордонні машини. Штаб планування і командування Міністерства оборони Німеччини заявив, що намагається постачати Україні боєприпаси з усього світу. Міністр з питань стратегічних галузей промисловості Олександр Камишин заявив, що Україна наздогнала Росію за кількістю та якістю вироблених бойових безпілотників, у тому числі подібних до Shahed-136. Він додав, що українська версія безпілотника Shahed 136 ідентична оригіналу з точки зору можливості перевезення вибухівки, дальності польоту та інших технічних параметрів.
Президент Франції Еммануель Макрон скликав саміт щодо України в Парижі, в якому взяли участь лідери низки країн ЄС, і закликав забезпечити «колективну безпеку» Європи шляхом рішучої підтримки України. За його словами, заходи безпеки мають бути посилені, щоб запобігти майбутнім атакам Росії на інші країни, і він не виключив можливості відправки західних військ в Україну в майбутньому. Крім того, Макрон заявив, що Франція та інші союзники України сформують коаліцію глибокого удару, з планами надати Україні ракети та бомби середньої і великої дальності. Макрон і прем'єр-міністр Марк Рютте заявили, що Франція і Нідерланди підтримують план Чехії закупити сотні тисяч боєприпасів для України за межами ЄС.
Заступник голови української розвідки Вадим Скібіцький заявив, що Росія планує виробити 2,7 мільйона артилерійських снарядів у 2024 році, що більше, ніж приблизно 2 мільйони 122-мм і 152-мм артилерійських снарядів, вироблених минулого року.
Зеленський підписав закон, що змінює умови демобілізації військовослужбовців строкової служби. В інтерв'ю CNN Зеленський заявив, що попросив генерала Сирського розробити два варіанти плану ведення війни, які можна було б реалізувати в разі отримання допомоги від США.
Україна зафіксувала першу втрату танка M1A1 Abrams. В Інтернеті були опубліковані кадри з камери російського безпілотника, на яких видно полум'я, що виривається з танка. Згідно з повідомленнями, «Абрамс» був підбитий, але не знищений. Пошкодження свідчать про те, що влучання відбулося в задню або бічну частину башти, що призвело до пробиття броні задньої ніші башти з подальшим вибухом боєприпасів. Росіяни, ймовірно, використовували для атаки безпілотник «Ланцет».

### 27 лютого
ЗСУ відійшли від сіл Степове та Сєверне поблизу Авдіївки, ситуація була складною, росіяни наступали цілодобово, ЗСУ посилювали оборону. Запеклі бої точилися в передмістях Часового Яру, Іванівської та Богданівки, де росіяни зосередили великі сили. РФ перекинула 50 тис. військових до Маріупольського регіону. За даними ISW, російські війська намагалися скористатися можливостями після захоплення Авдіївки, і можливо підтримували відносно високий темп наступальних операцій, спрямованих на те, щоб просунутися якомога далі в районі Авдіївки до того, як українські війська встановлять оборонні лінії, які були б більш узгодженими і важчими для проникнення. Російські війська просунулися на захід від Авдіївки. Біля Роботиного чотири українські гвардійці розбили колону окупантів.
Росіяни атакували на Куп'янському, Лиманському, Бахмутському, Авдіївському та Запорізькому напрямках, де відбулося 102 бойових зіткнення. На Куп'янському, Лиманському та Бахмутському напрямках українці відбили 13 обстрілів у районі Синьківки та Табаївки, 11 — у районі Тернового та Роздолівки, а також 11 — у районі Іванівського, Ключівки та Андріївки. На Авдіївському напрямку українські військові відбили 25 обстрілів поблизу Бердичева, Орлівки, Тоненького, Первомайського та Невельського. На Запорізькому напрямку росіяни здійснили вісім невдалих обстрілів поблизу Малинівки та Роботиного. Протягом доби Росія здійснила вісім ракетних ударів, 75 авіаударів та 141 обстріл українських позицій та населених пунктів (є жертви та зруйнована інфраструктура). Військово-повітряні сили України завдали 15 авіаударів по районах зосередження, а артилерія завдала ударів по чотирьох районах зосередження, двох артилерійських підрозділах, зенітній установці та двох радіолокаційних станціях.
Вночі росіяни запустили для атаки по Україні балістичні ракети «Іскандер-М» /KN-23 із Воронезької області, 4 керовані авіаційні ракети Х-59, одну протирадіолокаційну — Х-31П із ТОТ Херсонської та Донецької областей та 13 ударних безпілотників типу Shahed з Приморсько-Ахтарська та Курської області РФ. У результаті бойової роботи ППО знищено дві керовані авіаційні ракети Х-59 та 11 «шахедів» у межах Харківської, Сумської, Дніпропетровської, Хмельницької та Кіровоградської областей. Українські військові повідомили, що вночі російський безпілотник «Shahed» пролетів над повітряним простором Молдови «кілька десятків кілометрів» на шляху до України, де пізніше був перехоплений засобами протиповітряної оборони.
Сили оборони збили другий за добу російський винищувач-бомбардувальник Су-34. Про це повідомив командувач Повітряних Сил Збройних сил України генерал-лейтенант Микола Олещук.
У селищі Велетенське в Херсонській області внаслідок обстрілу загинула 82-річна жінка. Російський снаряд влучив у її будинок. Прокудін Двоє поліцейських загинули і шестеро отримали поранення в результаті російського обстрілу в Хотіні Сумської області. Обстріл стався, коли група слідчих оглядала місце попереднього російського обстрілу, що стався напередодні.
Російські окупанти обстріляли місто Середина-Буда та 12 сіл Шосткинського району Сумської області. Інформації про загиблих або поранених серед місцевого населення не зафіксовано. Про руйнування внаслідок обстрілів не повідомляється. Російські війська атакували низку сіл у Запорізькій області, вбивши одного мешканця і поранивши ще одного. За останні 24 години по 11 населених пунктах було здійснено 234 артилерійські, безпілотні та авіаційні обстріли. Внаслідок атак було пошкоджено житлові будинки та інфраструктуру.
Нідерланди заявили, що виділять понад 100 млн євро на чеську ініціативу із закупівлі артилерійських боєприпасів для України. Європейський парламент проголосував за схвалення плану фінансування України в розмірі $54 млрд у рамках «Українського фонду», який забезпечить фінансування України в період з 2024 по 2027 рік.
Міністр оборони Південної Кореї Сін Вон-сік заявив, що північнокорейські збройові заводи працюють на повну потужність, постачаючи зброю до Росії в обмін на «тисячі контейнерів з продовольством» і супутникові технології. Він додав, що з вересня 2023 року Північна Корея відправила до Росії близько 6700 контейнерів з трьома мільйонами ракет.

### 28 лютого

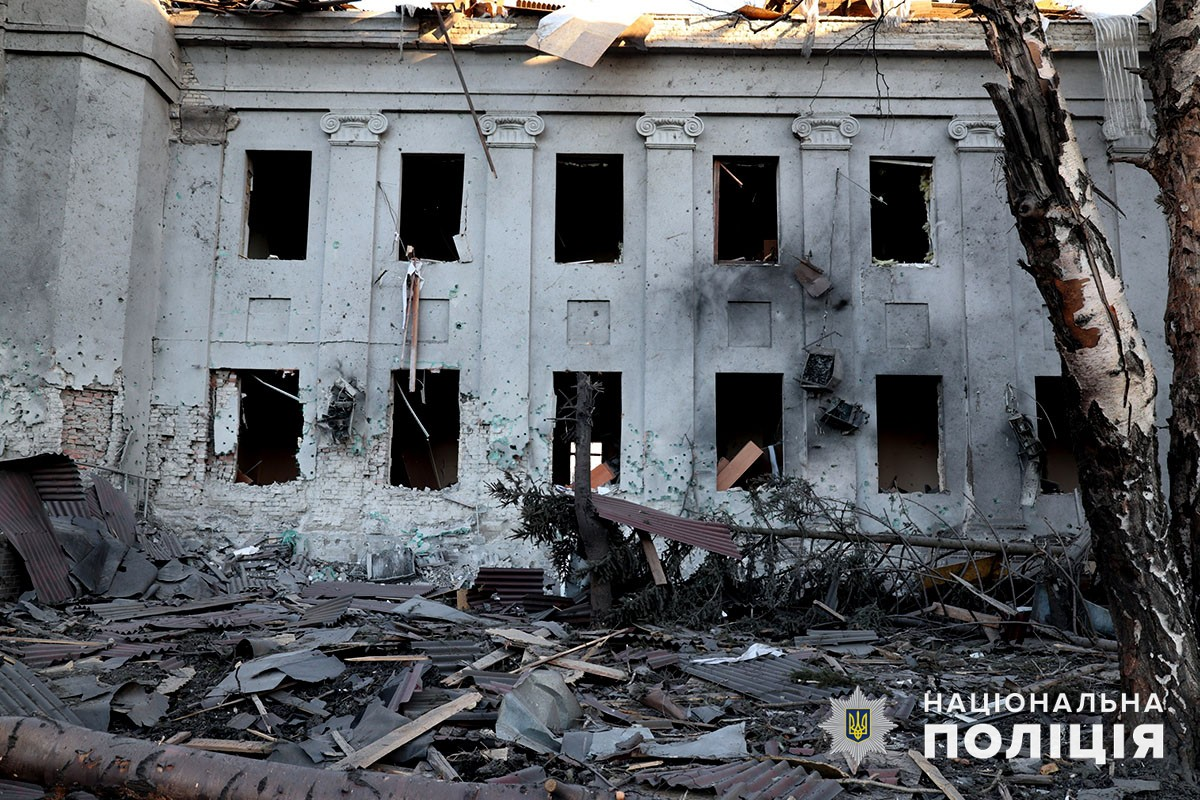
Будівля Донецького національного технічного університету в Покровську після нічного російського ракетного обстрілу. Пошкоджено три освітні та чотири культурні заклади, 2 адміністративні будівлі та понад 30 житлових будинків.

Російські війська були витіснені з Красногорівки, атакували південно-східну частину міста і увійшли в нього. Бійці 1-го та 2-го батальйонів 3-ї бригади зачистили місто від російських військ, не давши їм закріпитися. За даними ISW, російські війська просунулися поблизу Сватового, Авдіївки та Донецька. Міністерство оборони Великої Британії повідомило, що райони на захід від Авдіївки залишаються головною метою російського наступу, причому росіяни просунулися приблизно на 6 км від центру міста з моменту його захоплення. За словами міністерства, «Росія намагалася створити імпульс уздовж цієї осі, щоб скористатися тим, що там було менше стаціонарних, добре захищених позицій і міських районів, з яких українські сили могли б організувати оборону».
Українська прикордонна служба заявила, що тривають операції з розширення плацдарму на лівому березі Дніпра, де було відбито чотири атаки. Бойовики атакували на Куп'янському, Лиманському, Бахмутському, Авдіївському, Новопавлівському та Запорізькому напрямках, де відбулося 99 бойових зіткнень. На Куп'янському, Лиманському та Бахмутському напрямках українці відбили по два обстріли в районі Синьківки та Табаївки, 12 — в районі Терни, Ямполівки та Бійгорівки, дев'ять — в районі Іванівського та Ключівки. На Авдіївському напрямку українські військові відбили 25 обстрілів поблизу Бердичева, Орлівки, Тоненького, Первомайського та Невельського. На Ново-Павлівському напрямку було відбито 38 атак поблизу Красногорівки, Георгіївки, Новомихайлівки та Урожайного. На Запорізькому напрямку росіяни здійснили один невдалий обстріл в районі Роботиного. Протягом дня Росія здійснила 10 ракетних ударів, 105 авіаударів та 163 обстріли українських позицій та населених пунктів (є жертви та зруйнована інфраструктура). Українська авіація завдала вісім авіаударів по районах зосередження, а артилерія обстріляла командний пункт, два райони зосередження, чотири артилерійські установки, зенітну установку та станцію радіоелектронної боротьби.
Вночі росіяни застосували 10 БпЛА типу Shahed. Силами та засобами протиповітряної оборони України 10 БпЛА було знищеною.
Ворожі сили інтенсивно бомбардують місто Курахове Покровського району, використовуючи для масованого обстрілу авіабомби, включно з бомбами вагою 1.5 тонни. Унаслідок ворожого обстрілу пошкоджена пожежна частина.
Збройні сили України завдали ракетного удару по скупченню російських військ в Оленівці Донецької області за допомогою реактивних систем залпового вогню HIMARS. близько 19:00. Стверджується, що в цей час командування проводило шикування для нагородження. В результаті 19 військовослужбовців загинули, ще 12 отримали поранення.
Голова ОВА Олег Синєгубов повідомив, що двоє людей загинули і щонайменше п'ятеро отримали поранення в результаті російської атаки (із застосуванням двох авіабомб) на центр Куп'янська.
Приблизно о 17:00 за місцевим часом Росія атакувала залізничну станцію в селі Великий Бурлук, застосувавши авіабомби, в результаті чого загинули чоловік і шестирічна дівчинка та була поранена жінка. Голова ОВА Сергій Лисак заявив, що у другій половині дня росіяни здійснили артилерійський обстріл Нікополя, внаслідок чого загинула 61-річна жінка.
Бельгійський прем'єр Александр де Кроо оголосив, що його країна профінансує чеську ініціативу щодо закупівлі 800 тисяч снарядів для України за межами Європи для надання більшої підтримки українській армії. Бельгія надасть 200 мільйонів євро, тому протягом наступних тижнів в Україну надійде більше боєприпасів — написав де Кроо.
Північна Македонія підписала декларацію про підтримку членства України в ЄС і НАТО. Також сторони підтвердили взаємну підтримку в процесі переговорів про вступ України та Північної Македонії до Європейського Союзу.

### 29 лютого
Росіяни мали на меті захопити Часів Яр, тривали в Іванівському та Богданівці, де російські війська розгортали резерви та важку техніку. Здійснюються атаки з БПЛА. Біля Часового Яру зведено укріплення і побудовано кілька оборонних рубежів, а також мінні, протитанкові та протипіхотні поля. Тривали бої біля сіл Тоненьке, Орлівка, Семенівка та Бердичі. Українські підрозділи витіснили російські війська з Орлівки.
На Куп'янському, Лиманському та Бахмутському напрямках українці відбили по два напади біля Петропавлівки та Табаївки, 12 — біля Терни, Ямполівки та Бійгорівки, по два — в районі Іванівського та Ключівки. На Авдіївському напрямку українські військові відбили 25 обстрілів поблизу Бердичева, Орлівки, Тоненького, Первомайського та Невельського. На Новопавлівському напрямку було відбито 30 атак поблизу Красногорівки, Георгіївки, Побєди та Новомихайлівки. На Запорізькому напрямку росіяни здійснили один невдалий обстріл в районі Роботиного. Протягом дня Росія здійснила три ракетні удари, 91 авіаудар та 142 обстріли українських позицій та населених пунктів (є жертви та зруйнована інфраструктура). Українська авіація завдала 10 авіаударів по районах зосередження, а артилерія — по трьох районах зосередження, трьох установках БМ-21 «Град», двох артилерійських підрозділах, двох блокпостах, складу боєприпасів та станції радіоелектронної боротьби. ЗСУ завдали ракетного удару по скупченню окупантів в Оленівці.
ЗСУ знищили на Авдіївському та Маріупольському напрямках 3 винищувачі-бомбардувальники Су-34. Це вже 4 таких російських літаки, і 11-й літак цього типу протягом лютого. Вдень російські війська завдали авіаудару по селу Юльївка у Запорізькій області. Вбито мирного жителя. Стало відомо, що росіяни глушили зв'язок на окупованій території, зокрема, біля Енергодару.
Державна служба з надзвичайних ситуацій повідомила, що з моменту вторгнення майже ⅓ території України заміновано, від протипіхотних мін та інших вибухонебезпечних предметів загинуло понад 270 українських цивільних осіб, у тому числі 14 дітей, а 614 цивільних осіб отримали поранення, у тому числі 74 дитини.
Міністерка закордонних справ Фінляндії Еліна Валтонен вважає, що доходи від заморожених російських активів слід використати на озброєння України.
Росія нині планує завербувати або й вже завербувала для просування російських наративів і підготовки так званої операції «Майдан-3» деяких громадян України. Однак Головне управління розвідки має список цих імовірних агентів. Про це повідомив представник ГУР Андрій Юсов. Президент Зеленський призначив бригадного генерала Володимира Карпенка командувачем Сил логістики ЗСУ.
Сили спеціальних операцій ЗСУ повідомили, що військові з 73-го морського центру загинули, забезпечуючи відхід основної групи ЗСУ після здійснення спеціального завдання, подробиць про яке не повідомляли. Російський телеграм-канал «Mash» повідомив, що військовослужбовці ЗСУ намагалися висадитися на 5 човнах, 4 з яких було підбито, а одному вдалося втекти. За інформацією каналу, близько 20 українських військовослужбовців загинули і один потрапив у полон. Представники ССО підтвердили факт загибелі.
Міністерство оборони Великої Британії повідомило, що російська оборонна промисловість значно збільшила виробництво у 2023 році. Хоча це не може задовольнити потреби воєнного часу, цього достатньо, щоб забезпечити їй явну перевагу над Україною. Збільшення виробництва стало можливим завдяки збільшенню зайнятості до 3,5 млн осіб, подовженню робочих змін на заводах, а також відновленню та розширенню існуючих виробничих ліній. Значна частина введеного в експлуатацію обладнання була результатом модернізації наявних запасів, а не нового виробництва (наприклад, більшість танків, введених в експлуатацію в 2023 році, були відремонтованим обладнанням). На противагу цьому, виробництво артилерійських боєприпасів зросло у 2023 році і, ймовірно, ще більше збільшиться у 2024 році.
Про події наступного місяця — див. у статті Хронологія російського вторгнення в Україну (березень 2024).